# Dynastie Ming
Vous lisez un « article de qualité » labellisé en 2015.
Pour les articles homonymes, voir Ming.
1368–1644
Entités précédentes :
- Dynastie Yuan

Entités suivantes :
- Dynastie Qing
- Dynastie Shun
- Dynastie des Ming du Sud

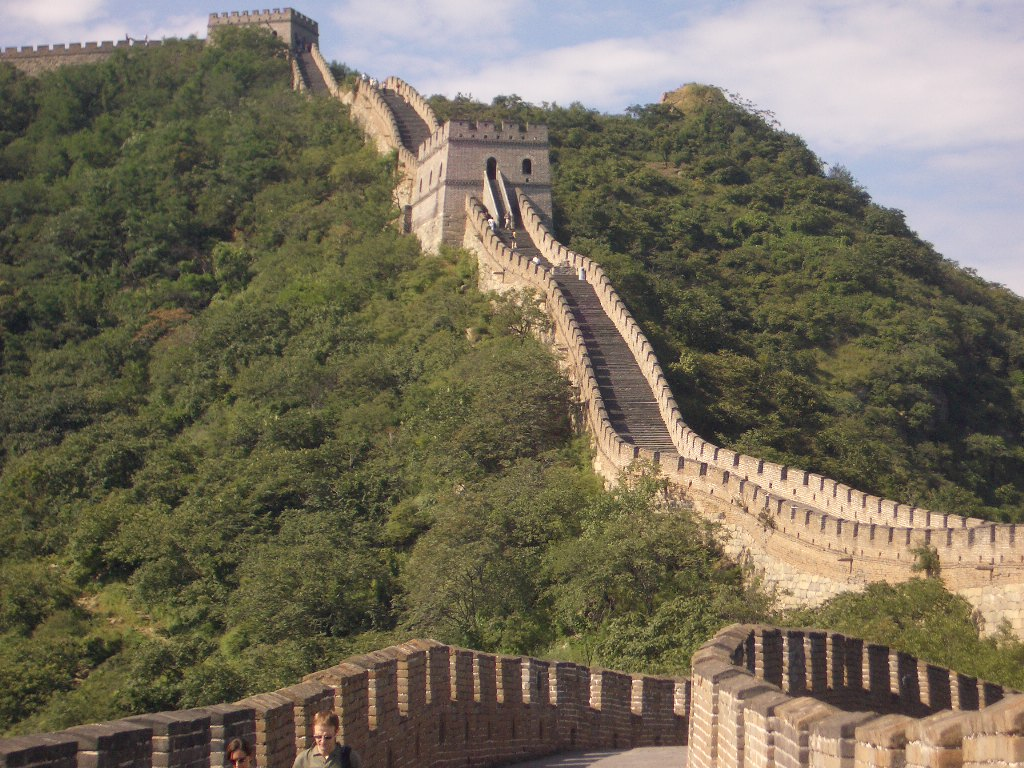
La Grande Muraille, section d'époque Ming à Mutianyu, province de Pékin.

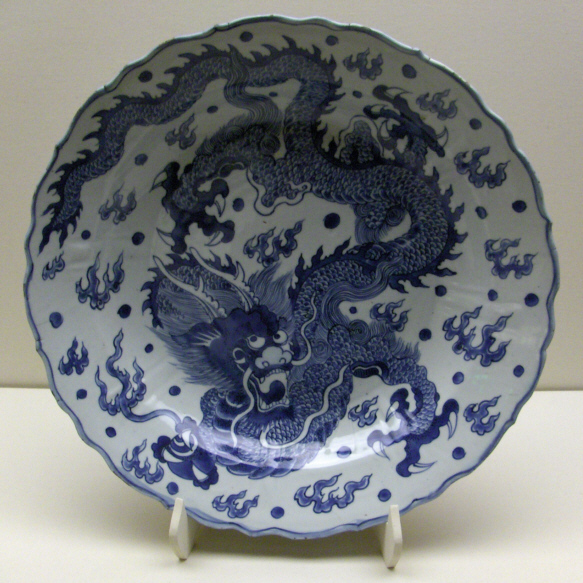
Plat en porcelaine de type « bleu et blanc » de l'époque Ming, à décor central constitué d'un dragon. Musée d'Art asiatique de Berlin.

La dynastie Ming (chinois : 明朝 ; pinyin : míng cháo) est une lignée d'empereurs qui a régné sur la Chine de 1368 à 1644. La dynastie Ming fut la dernière dynastie chinoise dominée par les Han. Elle parvint au pouvoir après l'effondrement de la dynastie Yuan dominée par les Mongols, et dura jusqu'à la prise de sa capitale Pékin en 1644 lors de la rébellion menée par Li Zicheng, qui fut rapidement supplanté par la dynastie Qing mandchoue. Des régimes loyaux au trône Ming (collectivement appelés Ming du Sud) existèrent jusqu'en 1662, année de leur soumission définitive aux Qing.
Le fondateur de la dynastie, l'empereur Hongwu (1368-1398), tenta d'établir une société de communautés rurales auto-suffisantes au sein d'un système rigide et immobile qui n'aurait aucun besoin de s'associer à la vie commerciale des centres urbains. Sa reconstruction de la base agricole chinoise et le renforcement des voies de communication participèrent à l'essor agricole de l'empire qui déboucha sur la création d'importants surplus céréaliers pouvant être vendus dans des marchés bourgeonnant le long des axes de communication. Les villes connurent une importante phase de croissance démographique et commerciale, et également artisanale avec la multiplication des grands ateliers employant des milliers de travailleurs. Les catégories supérieures de la société rassemblées au sein de la basse noblesse furent également affectées par cette nouvelle culture centrée sur la consommation. S'éloignant des traditions, les familles marchandes commencèrent à s'intégrer au sein de l'administration et de la bureaucratie et adoptèrent les traits culturels et les pratiques de la noblesse.
Les Ming présidèrent à la construction d'une puissante marine de guerre et d'une armée de métier. Bien que des missions commerciales et diplomatiques eussent existé durant les dynasties précédentes, la taille de la flotte menant les différentes expéditions de l'amiral Zheng He était largement supérieure et alla faire la démonstration de la puissance de l'empire jusqu'au Moyen-Orient. Il y eut d'énormes projets de construction dont la restauration du Grand Canal et de la Grande Muraille ainsi que la fondation de Pékin avec sa Cité interdite durant le premier quart du XVe siècle. La population de la fin de la dynastie Ming est estimée à quelque 160 à 200 millions d'individus.
La période Ming fut remarquable du point de vue de la création littéraire. Stimulée par l'essor de l'impression qui entraîna celui du marché du livre, la production d'ouvrages explosa en quantité. C'est de cette époque que datent les « quatre livres extraordinaires » (Les Trois Royaumes, Au bord de l'eau, La Pérégrination vers l'Ouest, Jin Ping Mei) et certaines des plus grandes pièces de théâtre chinoises (Le Pavillon aux pivoines). Plus largement, les esthètes collectionneurs s'intéressèrent à diverses formes d'arts (peinture, calligraphie, céramique, mobilier), ce qui eut un impact considérable sur la production artistique et artisanale. Si la classe de lettrés resta largement influencée par la tradition confucéenne, qui restait la référence des programmes des concours impériaux, plusieurs personnalités critiques eurent un écho important, en premier lieu Wang Yangming. La critique de la politique gouvernementale, et donc la politisation des réflexions et des débats intellectuels, furent par ailleurs des phénomènes marquants de la fin de la période Ming.
À partir du XVIe siècle, l'économie Ming fut stimulée par le commerce international avec les Portugais, les Espagnols et les Hollandais. La Chine fut impliquée dans l'échange colombien qui vit d'importants transferts réciproques de biens, de plantes et d'animaux entre l'Ancien et le Nouveau Monde. Le commerce avec les puissances européennes et le Japon entraîna un afflux massif d'argent qui devint le métal étalon de la monnaie en Chine. Durant le dernier siècle de la dynastie, les effets du petit âge glaciaire se firent sentir sur l'agriculture, les catastrophes naturelles et les épidémies, tandis que la vie politique à la cour puis dans l'empire devenait de plus en plus instable. L'effondrement de l'administration qui s'ensuivit fut un prélude à la chute définitive de la dynastie.

## Histoire

### Formation et essor de la dynastie Ming

#### La conquête du pouvoir
La dynastie mongole des Yuan commença à perdre le contrôle de la Chine un peu moins d'un siècle après l'avoir unifiée. Des insurrections populaires éclatèrent dès 1351, en particulier celle des Turbans rouges dans la plaine Centrale, et il suffit de quelques années pour que l'empire se fragmente. Ce fut un chef de guerre originaire du Sud, dominant une partie de l'actuel Anhui et allié des Turbans rouges, Hongwu (Zhu Yuanzhang), qui tira son épingle du jeu. Il domina d'abord la riche région du Bas Yangtsé et fonda en 1368 la dynastie des Ming à Nankin. La même année, ses troupes firent tomber Pékin, la capitale des Yuan, puis, dans les années qui suivirent, elles se débarrassèrent de ce qui restait des armées mongoles, ainsi que des autres chefs de guerre dominant d'importantes provinces excentrées, comme le Sichuan et le Yunnan. En 1387, Zhu Yuanzhang, qui prit le nom de règne de Hongwu (1368-1399), dominait toute la Chine. Son empire était cependant moins étendu que celui des Yuan, laissant notamment échapper à son emprise une grande partie des contrées steppiques septentrionales qui avaient constitué le foyer de la puissance mongole.

#### Hongwu, le fondateur

Portrait assis de l'empereur Hongwu.

S'il avait établi son empire en utilisant une rhétorique anti-mongole, invoquant le patriotisme chinois contre un occupant d'origine étrangère et présentant son désir de suivre le modèle de la dernière dynastie proprement chinoise, celle des Song, Hongwu reprit en fait une bonne partie de l'héritage politique des Yuan. Reflet d'une personnalité particulièrement dure, le régime qu'il mit en place a pu être qualifié par les historiens de « despotique » ou « autocratique », sans doute de manière exagérée. Insatisfait des lois courantes, proclamées dans le Grand code des Ming dès les débuts de son règne, dont il jugeait les peines trop douces, il instaura un recueil de textes juridiques, les Grandes Déclarations (Dagao). Il était le seul à pouvoir prononcer les condamnations très brutales (excessives aux yeux de bien de ses serviteurs) prévues par ce texte, tout en souhaitant qu'elles inspirent les juges qui le servaient.

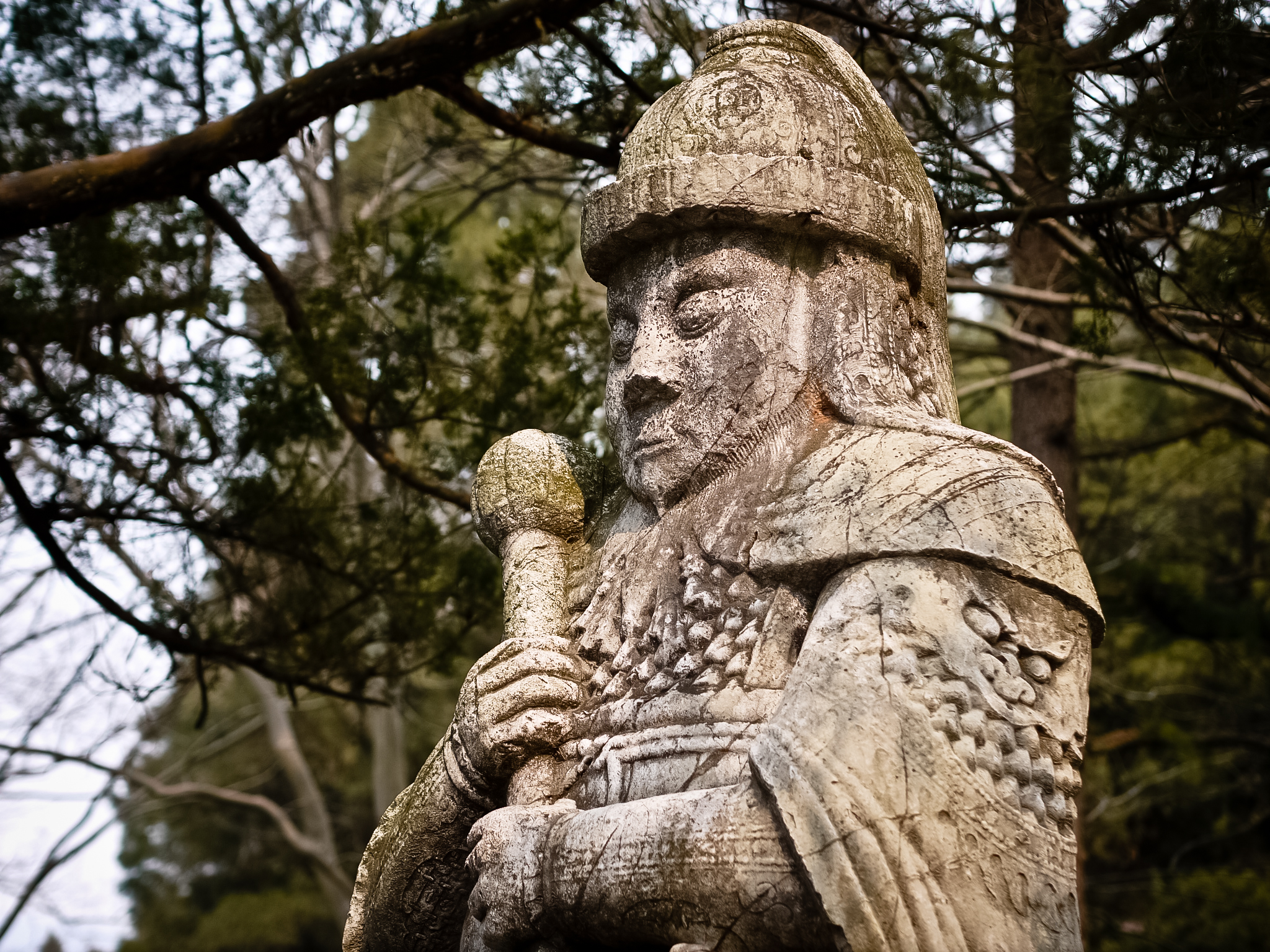
Statue d'un soldat gardien de tombe, Xiaoling, nécropole de Hongwu à Nankin.

Son tempérament s'illustra lors de la plus grande crise interne que connut son règne : l'accusation de complot qui toucha son premier ministre et compagnon de la première heure Hu Weiyong (en), soupçonné d'avoir cherché l'appui de forces étrangères (japonaises, vietnamiennes, voire mongoles). Celui-ci fut exécuté en 1380 en même temps que ses proches (15 000 personnes selon les sources). Les séquelles de cette crise se manifestèrent pendant les années suivantes, qui virent une véritable purge dans la fonction publique entraînant au total la mort de quelque 40 000 personnes. L'empereur réorganisa alors la haute administration, privilégiant une concentration plus forte de son pouvoir : il supprima le poste de premier ministre avec le bureau du Grand secrétariat (Zhongshu Sheng (en)), plaça sous son contrôle direct les six principaux ministères (Fonction publique, Finances, Rites, Armées, Justice et Travaux), ainsi que le bureau du censorat et le haut-commandement militaire, et créa une police militaire, les « Gardes aux vêtements de brocart » (jinyiwei (en)), chargés de surveiller les hauts dignitaires. Cela explique pourquoi Hongwu a hérité d'une réputation détestable dans la tradition lettrée chinoise. De fait, il avait mis en place un système faisant régner un climat de suspicion parmi la haute fonction publique. Il ne put néanmoins jamais vraiment régner tout seul et dut mettre en place un nouvel ordre dans l'administration centrale, se reposant sur le bureau des lettrés de l'Académie Hanlin, chargés de rédiger ses édits, qui devinrent de fait un cabinet impérial. Le Grand secrétaire de cette institution jouait le rôle de premier ministre sans avoir toutes les prérogatives dont avait disposé Hu Weiyong.

#### Mise en ordre, taxation et contrôle des populations
D'autres mesures furent prises pour rétablir l'ordre dans l'empire, restaurer l'économie et assurer le contrôle des populations par les institutions impériales. De nombreux projets de remise en état de l'agriculture fleurirent : restauration des systèmes d'irrigation, mise en culture de terres désertées par des déplacements de populations paysannes. Cela était d'autant plus crucial que le système fiscal des Ming reposait sur les prélèvements grevant la production agricole et les paysans, reléguant au second plan les taxes commerciales, qui avaient été prépondérantes à la fin des Song et étaient encore importantes sous les Yuan. Ces mesures répondaient à la vision de la société qu'avait Hongwu, qui voulait que les familles paysannes vivent dans un mode de production autarcique, dans le système appelé lijia qui les organisait en groupes de familles chargées de répartir entre elles les impôts et corvées et plus largement d'organiser collectivement la vie locale. L'empereur désirait mettre en place une organisation fonctionnelle de la population qui devait aboutir à créer des classes héréditaires d'agriculteurs, d'artisans et de soldats, encadrés par l'administration, devant travailler pour le compte de l'empire et dégager d'importants revenus fiscaux. Ce système ne fonctionna jamais réellement car les institutions administratives n'étaient pas en mesure de le contrôler, notamment en raison du faible nombre de fonctionnaires provinciaux. De plus, la vision d'une société statique et autarcique se heurtait aux réalités du temps, marqué par d'importants mouvements de population et une économie marchande dans laquelle les échanges commerciaux étaient essentiels. Il faudrait près de deux siècles pour adapter le système fiscal à l'économie réelle.

#### Yongle

Portrait assis de l'empereur Yongle.

Hongwu avait désigné pour lui succéder son petit-fils Zhu Yunwen (le fils aîné de son défunt fils aîné) qui régna sous le nom de Jianwen jusqu'à sa mort en 1399. Or, Jianwen n'était qu'un enfant lorsqu'il monta sur le trône. C'est pourquoi il s'appuya grandement sur ses ministres, qui lui conseillèrent de désarmer ses oncles, lésés et irrités par la désignation de leur défunt père, en particulier le Prince de Yan, Zhu Di, qui avait sous lui une armée considérable. Mais, lorsque Jianwen le somma de déposer les armes, l'ancien commandant des troupes du Nord se révolta. Le conflit dura trois ans et se solda par la prise de Nankin par les troupes du rebelle. En fait, Hongwu avait décapité le haut commandement militaire avec la grande purge de 1380. Le jeune Jianwen se retrouvait alors à court de généraux compétents, et son armée fut brisée par celle de Zhu Di. Encore aujourd'hui, le sort de Jianwen n'est pas clair. Certains pensent qu'il aurait évité la mort en s'exilant, d'autres pensent qu'il aurait été exécuté par son oncle. Quoi qu'il en soit, Zhu Di monta sur le trône sous le nom de Yongle (1403-1424). Il mit quelques années à mettre au pas la haute administration, originaire majoritairement du Sud et hostile à l'autorité de celui qui était souvent vu comme un usurpateur, qui plus est, établi dans les lointaines terres du Nord. Cette « pacification du Sud » coûta la vie à des dizaines de milliers de fonctionnaires, puis Yongle préféra retourner au Nord, faisant de Pékin sa capitale en 1420.

Carte des provinces de l'empire des Ming sous Yongle, lors de son expansion maximale (le contrôle de la province méridionale du Jiaozhi fut bref).

Son règne, comme celui du fondateur de la dynastie, fut globalement épargné par les accidents climatiques et les épidémies, si l'on excepte celle de 1411, créant ainsi des conditions favorables à la stabilisation de l'empire et à son expansion économique. Pour mieux affirmer sa puissance et sécuriser son pouvoir, Yongle mena des offensives au Nord contre les Mongols et en Mandchourie, ainsi qu'au Sud contre le Đại Việt où une nouvelle province fut fondée, avant que la domination chinoise ne commence à s'y effriter dès la fin de son règne face à l'insoumission des populations locales qui menèrent une guerre de résistance très efficace. L'affirmation de la puissance de l'empire des Ming qui eut lieu à l'instigation de Yongle s'exprima enfin lors des expéditions maritimes de Zheng He en Asie du Sud, dont le but premier était diplomatique et politique (voir plus bas) ; elles furent brutalement stoppées en 1433, sans doute parce qu'elles furent jugées trop onéreuses.

### Réorganisation du pouvoir et premières crises

#### La période de la crise de Tumu, le retour des difficultés
À Yongle succédèrent son fils Renzong (1424-1425) puis son petit-fils Xuanzong (1425-1435), et enfin le fils de ce dernier, Yingzong (1435-1449), qui n'avait que huit ans quand il fut intronisé. Si les Grands secrétaires assurèrent la régence pendant sa minorité, ils perdirent ensuite leur autorité qui passa entre les mains des eunuques qui faisaient partie du Bureau du cérémonial.

Portrait assis de l'empereur Xuande.

Les années 1430 connurent plusieurs catastrophes naturelles qui déstabilisèrent l'empire, surtout quand elles furent conjuguées : les chroniques indiquent une vague de froid suivie d'une famine et d'épidémies en 1433, puis des inondations et d'autres épisodes très froids dans les années suivantes. Les choix politiques furent tout aussi malheureux.
En 1449, Zhengtong désira mener des expéditions contre les Oïrats, qui menaçaient la frontière nord de l'empire sous la direction de leur khan Esen. Cette campagne fut conclue par une débâcle et par la capture de l'empereur à la forteresse de Tumu. À la cour, il fut alors décidé de ne pas laisser l'empire sans monarque et le frère de Zhengtong fut intronisé sous le nom de Jingtai.

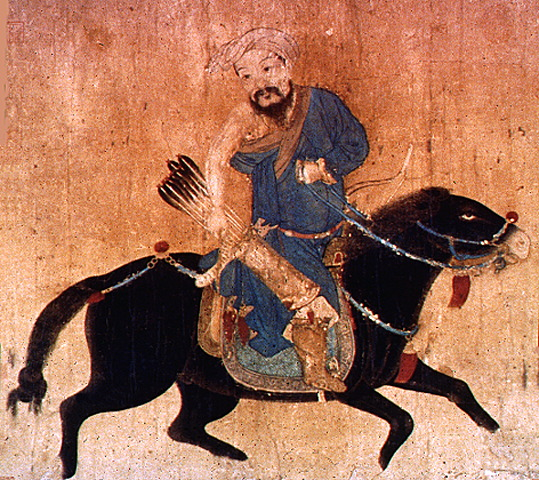
Cavalier mongol. Miniature du.

Son règne fut catastrophique, marqué par une terrible sécheresse, tandis que Zhengtong, relâché par Esen car il avait perdu toute sa valeur en tant qu'otage, fut assigné à résidence par son frère qui refusait de rendre le pouvoir. Mais Jingtai voyait sa légitimité encore plus fragilisée. Il tomba malade en 1457 et fut déposé, juste avant son décès, par Zhengtong, qui monta une seconde fois sur le trône, changeant son nom de règne pour celui de Tianshun (1457-1464). L'échec militaire face aux peuples du Nord s'était soldé par la perte de plusieurs provinces. On se refusa à tenter de les reprendre, préférant renforcer le système défensif de la Grande muraille en créant une seconde ligne de défense, notamment à proximité de la capitale, dans la seconde moitié du XVe siècle.

#### L'affirmation des eunuques
À la cour, le pouvoir des eunuques s'était considérablement accru. Dès le règne de Xuande, en 1426, avait été créé le « Pavillon de l'intérieur » (neige) qui devint de fait le conseil privé de l'empereur, donnant aux eunuques qui le constituaient le contrôle sur toute l'administration. Ceux-ci placèrent également sous leur autorité les différents organes de la police secrète impériale. S'occupant en principe des affaires touchant à la personne de l'empereur, ils avaient étendu leur pouvoir militaire à partir de leur contrôle de la Garde impériale, pour diriger également l'armée de campagne. Ils géraient également les ateliers impériaux ainsi que les échanges diplomatiques et tributaires avec les cours étrangères, ce qui renforça leur puissance économique.
La toute puissance des eunuques ne fit qu'accroître la défiance qu'éprouvaient traditionnellement face à eux les fonctionnaires lettrés, d'autant plus que les premiers étaient des Nordistes d'extraction basse, donc opposés par leurs origines sociales et géographiques à la majorité des lettrés qui étaient pour la plupart issus des milieux des élites méridionales.
Sous le règne de Zhengde (1505-1521), le pouvoir des eunuques était très affirmé, et leur chef, Liu Jin, dirigea de fait l'empire, s'attirant par ses mesures brutales les rancœurs des fonctionnaires. Lorsqu'un des parents de l'empereur, le prince d'Anhua, se révolta en 1510 et fut vaincu, Liu Jin prit des mesures autoritaires dont profitèrent ses adversaires pour l'accuser de vouloir se débarrasser de l'empereur, qui le fit alors exécuter. La fin du règne de Zhengde se passa aussi mal que ses débuts, avec notamment la révolte du prince de Ning en 1519.

#### Le règne de Jiajing
Si après le décès de Zhengtong/Tianshun en 1464, les empereurs s'étaient succédé sans difficulté de père en fils aîné, Zhengde ne laissa aucun héritier quand il mourut en 1521. Le plus puissant des hauts fonctionnaires proches de l'empereur, Yang Tinghe, parvint à faire monter sur le trône l'un des jeunes cousins du monarque défunt, Zhu Houcong, qui régna sous le nom de Jiajing (1521-1567). Son intronisation fut l'occasion d'une querelle sur la légitimation de cette succession inhabituelle : fallait-il proclamer de façon posthume le nouvel empereur, fils adoptif du père du précédent, donc le frère de ce dernier et son successeur légitime, comme beaucoup le pensaient, ou, comme le souhaitait le nouvel empereur, élever son propre père à la dignité impériale de façon posthume ? Cette controverse suscita des protestations virulentes de plusieurs lettrés, opposés à la volonté du nouvel empereur, car elle offrait une plus grande marge de manœuvre aux futurs candidats au pouvoir en cas de crise successorale, ce qui était particulièrement périlleux alors que l'empire se remettait de deux révoltes princières. Après dix années et plusieurs condamnations à l'exil de ses opposants les plus virulents (dont Yang Tinghe), Jiajing et ses partisans firent triompher leur position. Le long règne de Jiajing fut une période faste sur le plan économique, en l'absence de catastrophes climatiques ou épidémiques, surtout après le milieu du siècle. Ces années-là virent néanmoins l'arrivée de nouvelles menaces aux frontières septentrionale et orientale. Au Nord d'abord, les troupes du chef mongol Altan Khan firent plusieurs raids dans la région de Pékin, emportant un lourd butin, assiégeant Pékin quelques jours en 1550 puis enlevant une partie de l'actuel Shanxi aux Ming deux ans plus tard. Sur le littoral de l'Est ensuite, les attaques de pirates — désignés sous le terme de wakō — furent virulentes dans les années 1540-1565, touchant sévèrement les riches régions du Sud (Nankin, Anhui, Zhejiang, Fujian). La réplique des Ming fut poussive : elle débuta seulement en 1555-1556, rétablissant l'ordre sans être pour autant en mesure de juguler complètement les attaques de pirates.

#### Le règne de Wanli et l'aggravation des difficultés
Longqing (1567-1572) et Wanli (1572-1620) montèrent sur le trône sans heurts. Du point de vue des affaires militaires, les années 1570-1580 virent la conclusion de la paix avec les Mongols au Nord, et l'arrêt des attaques de pirates à l'Est. Longqing avait amorcé une modération de la politique autoritaire du pouvoir central. Cela fut poursuivi au début du règne de Wanli, sous la régence du Grand secrétaire Zhang Juzheng. Celui-ci chercha à réduire les dépenses du pouvoir central et à réformer le système fiscal, en initiant un nouveau recensement des terres et en accélérant le processus de monétisation de l'impôt, ce qui était plus en accord avec le poids croissant de la monnaie en argent dans l'économie. C'est la réforme dite du « coup de fouet unique » (Yi Tiao Bian Fa). Audacieuses et sans doute favorables à un rétablissement de l'État, ces mesures furent impopulaires parce que vues comme brutales, et jamais menées à leur terme.

Portrait assis de l'empereur Wanli.

La mort de Zhang Juzheng en 1582 et la majorité de Wanli furent favorables à un retour des eunuques au premier plan, ainsi qu'à une croissance des dépenses somptuaires de la cour et des princes impériaux. Pour rajouter aux problèmes financiers des Ming, ceux-ci furent entraînés entre 1595 et 1598 dans un conflit en Corée contre les troupes japonaises de Toyotomi Hideyoshi, dont ils sortirent péniblement victorieux.

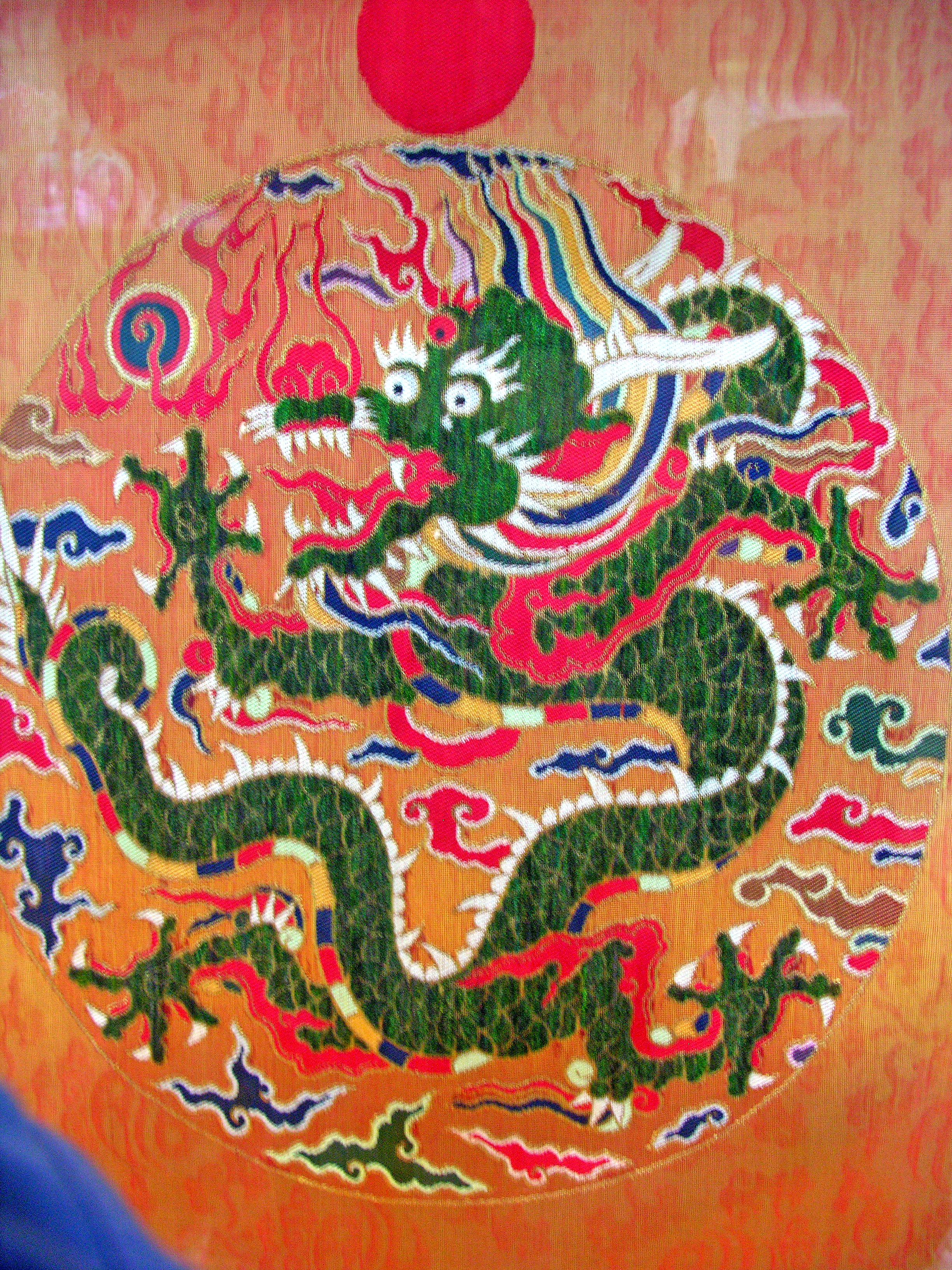
Dragon, détail d'une robe de l'empereur Wanli retrouvée dans son tombeau à Dingling. Le motif du dragon (à cinq griffes), symbole du pouvoir impérial, est réservé à l'empereur et à sa famille.

Devant ses difficultés financières, le pouvoir impérial augmenta les impositions grevant les activités commerciales mais aussi l'agriculture, et procéda à d'importantes réductions d'effectifs dans les ateliers impériaux. Cela, cumulé à des crises agraires, créa un mécontentement général et plusieurs foyers d'insurrection. La fin du règne de Wanli fut une période de crise grave, marquée dans les années 1615-1617 par une importante famine dans l'empire, qui ne fut pas suivie d'un rétablissement en raison des troubles à la cour et aux frontières qui lui succédèrent. Dans les mêmes années, les conflits reprirent sur la frontière Nord, à l'instigation d'un chef de tribu jürchen, Nurhachi, qui avait été allié des Ming durant les guerres en Corée mais qui, en 1615, cessa de leur verser un tribut. Il attaqua le Liaodong en 1618, et les Ming ne purent réagir efficacement, n'ayant pas un financement suffisant. Cet adversaire de grande valeur leur fit subir plusieurs défaites (dont une particulièrement désastreuse lors de la série d'affrontements de la bataille de Sarhu en 1619) et ils durent lui abandonner tous les territoires situés au Nord de la Grande Muraille.
Depuis les années 1604, l'opposition au pouvoir s'était regroupée autour de l'Académie Donglin, créée par des intellectuels méridionaux et opposés au parti des eunuques. Avec eux se mit en place une vie politique dynamique, marquée par des épisodes de critique particulièrement libre du pouvoir et de ses inclinations autocratiques, plusieurs des contestataires se présentant comme la voix du « peuple » (ce qui a pu être considéré comme une forme embryonnaire de démocratie). La question de la succession de Wanli cristallisa les tensions à la cour : n'appréciant pas son fils aîné, il voulait nommer héritier présomptif le fils de sa concubine favorite. Il ne put y parvenir, car les partisans de la légitimité rituelle avaient trop de poids pour que ses préférences personnelles les fassent fléchir.

### L'échec du rétablissement et la crise finale des Ming

#### Les crises des années 1620-1630
Le principe successoral fut respecté, mais la tournure que prirent les événements se révéla cruelle pour la stabilité de la dynastie : aussitôt monté sur le trône en 1620, le fils aîné de Wanli, Taichang, mourut. Son propre fils aîné Tianqi, reconnu unanimement comme un incapable, lui succéda.
Le pouvoir échut de fait à l'eunuque Wei Zhongxian, à qui certains imputaient la mort de Taichang. Pour ce faire, il avait écarté les lettrés de Donglin, qui furent victimes de sa vindicte durant tout le règne de Tianqi, et noyauté la haute administration en y plaçant des personnes à sa solde. Il ne survécut pas à la mort de Tianqi en 1628. Chongzhen (1628-1644), frère de l'empereur précédent, monta sur le trône impérial en devant affronter des problèmes extrêmement difficiles, sans doute impossibles à résoudre en raison de leur diversité et de leur ampleur. Les années 1627-1628 furent marquées par une sécheresse d'une ampleur terrible qui entraîna une famine dévastatrice, et la situation ne se rétablit pas dans les années 1630, tant s'en faut (vagues de froid, invasions de criquets, sécheresses, épidémie de variole). Cette période de crise sans précédent pour la période Ming laissa certaines régions dépeuplées au début des années 1640, l'empire désorganisé, faisant chuter dramatiquement les rentrées fiscales d'un Trésor déjà aux abois. Cette situation n'avait pas tardé à dégénérer en révoltes dans plusieurs provinces, d'où sortirent des chefs de guerre soustrayant d'importantes régions du contrôle de Pékin : Li Zicheng au Nord, Zhang Xianzhong au Sud.

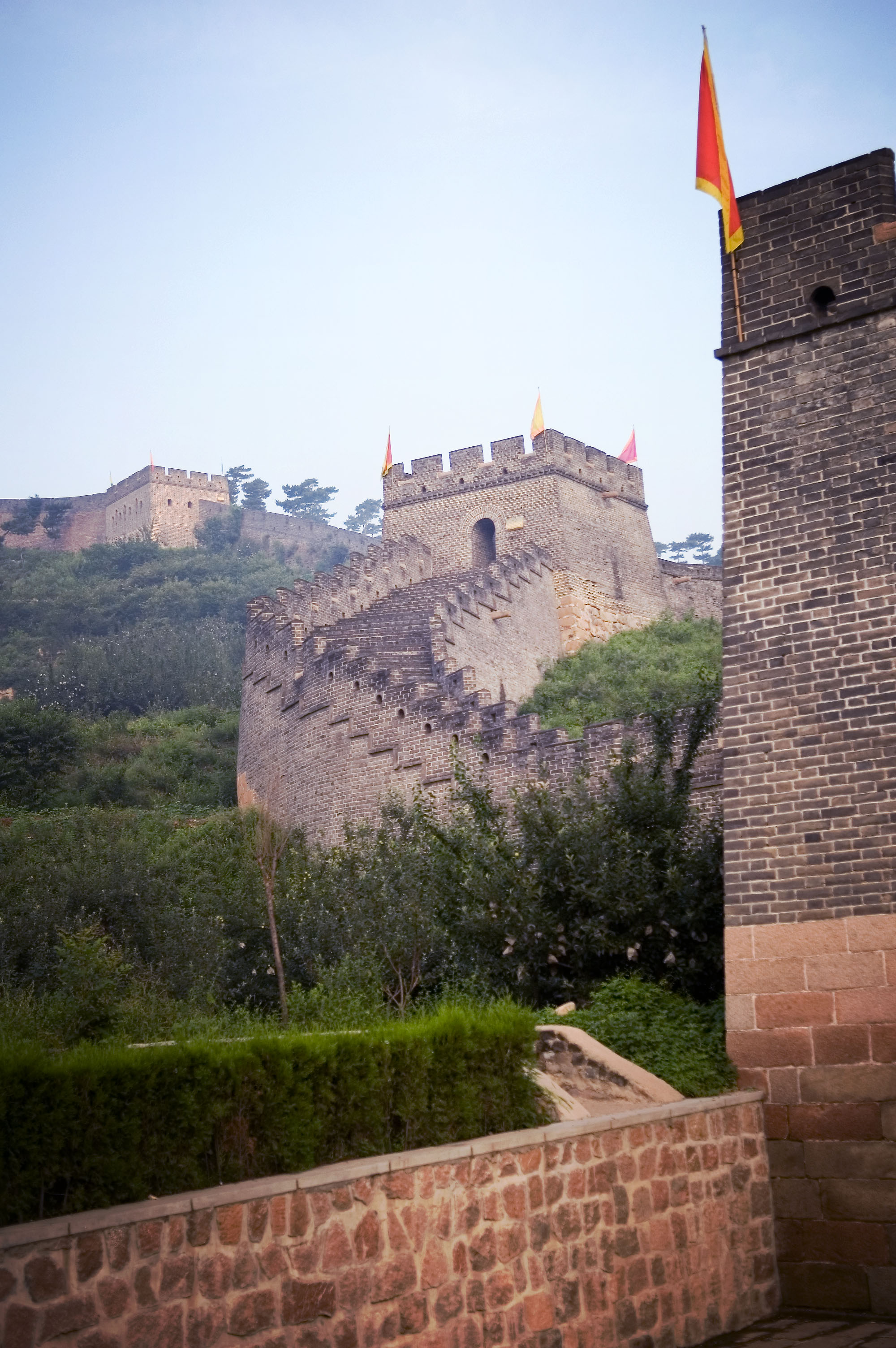
Shanhaiguan le long de la Grande Muraille, la porte où les Mandchous furent repoussés à de nombreuses reprises avant que Wu Sangui ne les laisse entrer en 1644.

#### La conquête de la Chine par les Mandchous

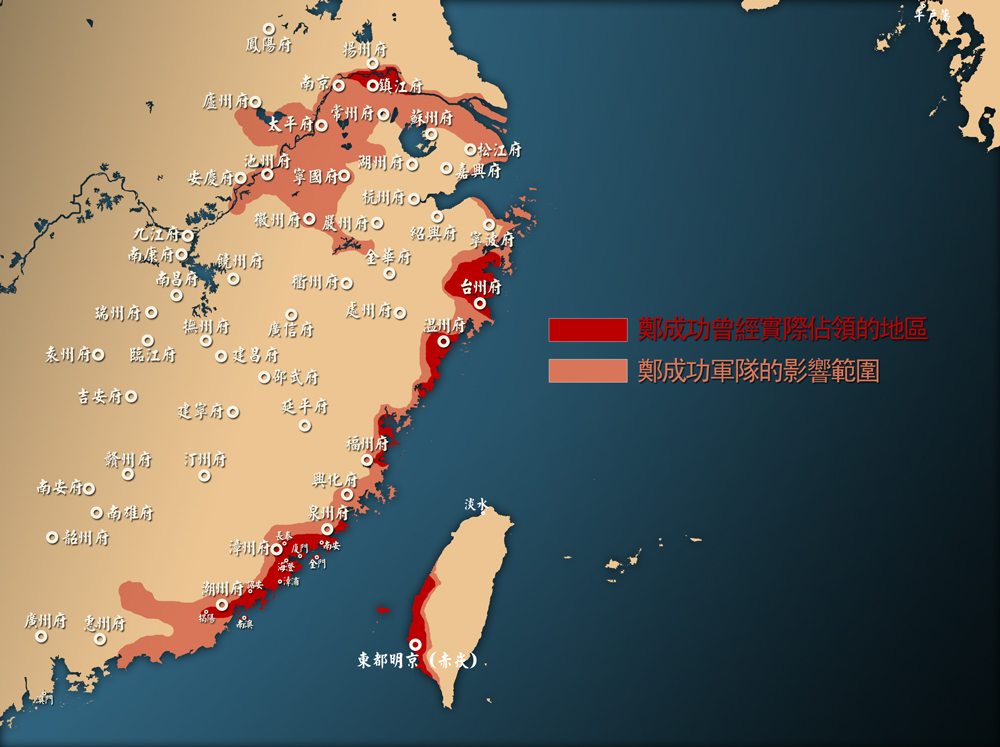
Territoire de Koxinga.

Au Nord, les Jürchen avaient pris le nom de Mandchous en 1635 sous le règne de Huang Taiji, successeur de Nurhachi, qui construisit un État à l'imitation de celui des Chinois (il intégra d'ailleurs de nombreux Chinois originaires des territoires conquis dans son administration et même son armée), prenant le nom dynastique de Qing en 1636. Les entreprises militaires des Mandchous se déroulèrent avec une très grande régularité, leur permettant de faire passer sous leur contrôle le territoire qu'on devait par la suite désigner d'après eux la Mandchourie, et les régions adjacentes, y compris la péninsule coréenne qui reconnut leur autorité.
La chute de la dynastie Ming se déroula en plusieurs étapes, impliquant les principales forces militaires qui avaient émergé au début des années 1640. Ce fut Li Zicheng, seigneur de guerre du Nord, qui s'empara de Pékin en avril 1644, l'empereur Chongzhen se suicidant avant la prise de son palais. Apprenant la nouvelle, Wu Sangui, un des généraux luttant contre les Mandchous, fit appel à leur aide. Ceux-ci, menés par leur général Dorgon, prirent Pékin sans coup férir et la dynastie Qing proclama son intention de dominer la Chine.
Il fallut encore quelques années aux Qing pour éliminer les dernières résistances qui avaient fait souche dans le Sud. Ils soumirent Zhang Xianzhong d'abord, puis plusieurs princes de la dynastie Ming, les « Ming du Sud », qui leur opposèrent une longue résistance, notamment Zhu Youlang qui se proclama empereur sous le nom de Yongli (1647-1662). Les Qing durent ensuite mater la rébellion des « Trois feudataires » (dont le général Wu Sangui, qui s'était rallié à eux dans la lutte contre les Ming du Sud avant de chercher à constituer sa propre dynastie) avant de dominer fermement le Sud au début des années 1680, puis soumettre dans la foulée l'île de Taïwan où avait été fondé un royaume thalassocratique par Zheng Chenggong (Koxinga pour les Occidentaux, 1624-1662), dont les successeurs régnèrent jusqu'en 1683. Ils avaient alors repris complètement et étendu l'empire des Ming, et le siècle qui devait succéder à ces tourments serait l'un des plus prospères de l'histoire chinoise.

## Le cœur de l'empire

### Pékin, capitale des Ming

Plan général de Pékin sous les Ming et les Qing.

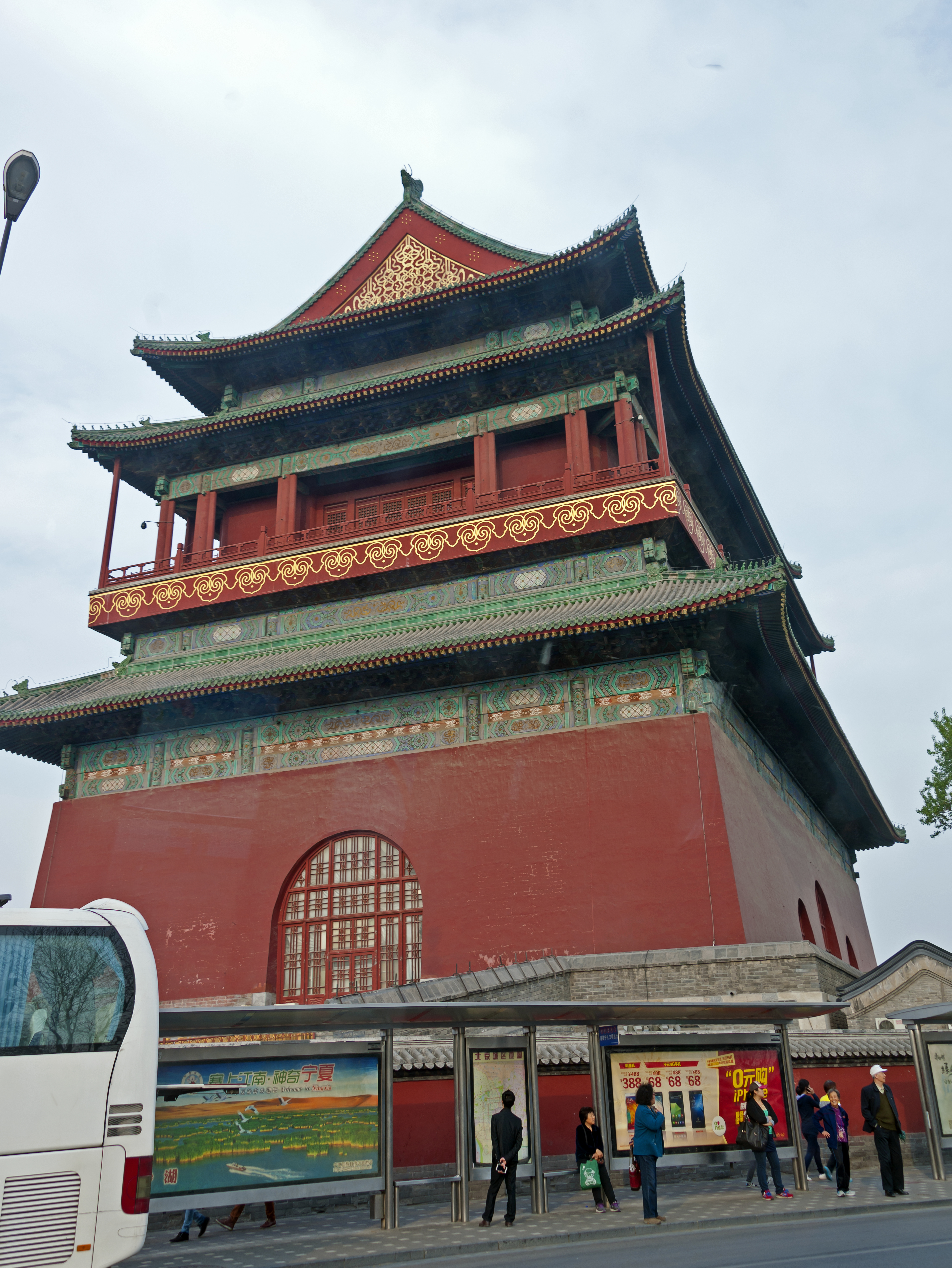
La tour du tambour de Pékin, édifice érigé sous le règne de Yongle, restauré sous les Qing.

La première capitale des Ming fut la métropole méridionale de Nankin (la « Capitale du Sud », Nanjing), sous le règne de Hongwu, qui y avait entrepris d'importants travaux (extension des murailles, construction d'un palais impérial qui préfigure la Cité interdite). Après avoir éliminé une partie des élites du Sud consécutivement à sa prise de pouvoir, Yongle décida de transférer la capitale dans le Nord, dans l'ancienne capitale des Yuan, Dadu, qui devint alors la « Capitale du Nord », Pékin (Beijing). De façon à faire de cette ville une capitale digne de l'empire des Ming, ce changement, décidé en 1405, nécessita d'abord d'importants travaux qui durèrent jusqu'en 1421. Le choix d'une localisation aussi septentrionale comme capitale d'un empire chinois était inédit (la ville n'avait servi de capitale qu'à des dynasties d'origine non chinoise) et pourrait procéder d'une volonté de se rapprocher des terres du Nord que Yongle tentait alors d'intégrer dans son État. Si telle était sa motivation, elle se retourna contre les Ming qui lui succédèrent puisque la ville fut exposée aux menaces des peuples du Nord quand ces derniers devinrent plus forts. Ce transfert eut également pour effet d'éloigner la capitale des régions les plus riches et dynamiques du Sud, mais il s'avéra durable puisque depuis le statut de capitale de Pékin n'a pas vraiment été contesté.
Les travaux de construction furent une des grandes affaires du règne de Yongle, mobilisant des ressources d'une ampleur exceptionnelle. Dès les débuts des travaux, près de 100 000 foyers furent déplacés à Pékin depuis le Shanxi voisin, puis ils furent rejoints par des familles riches de l'ancienne capitale du Sud, des dizaines de milliers de familles de militaires et d'artisans. Le Grand Canal fut restauré afin d'assurer l'approvisionnement de la capitale, construction artificielle dont les besoins excédaient largement ce que pouvaient produire les régions proches. D'importants travaux furent également accomplis dans la cité sous le règne de Zhengtong, et enfin, au milieu du XVIe siècle, avec l'érection des murailles autour de la partie Sud de la ville. Cette dernière comprenait le principal lieu de culte de la capitale, dédié à l'origine au Ciel et à la Terre, puis à partir du règne de Jiajing au Ciel seul (temple du Ciel), alors qu'étaient érigés à l'extérieur de la ville Nord des sanctuaires dédiés aux autres entités cosmiques majeures : la Terre (au nord), le Soleil (à l'est) et la Lune (à l'ouest).

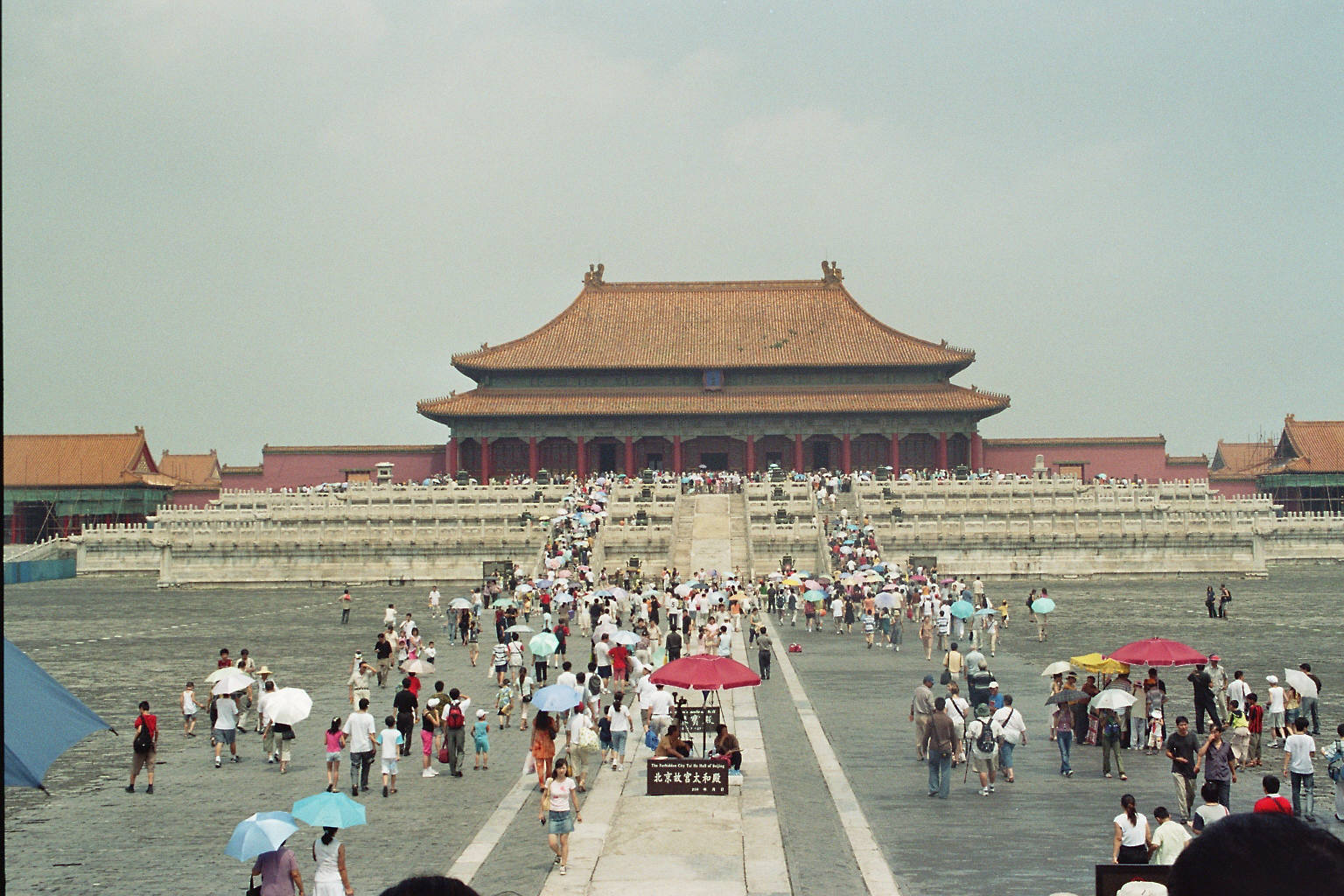
Le pavillon de l'Harmonie suprême de la Cité interdite de Pékin. Les bâtiments actuels du complexe palatial sont issus des restaurations de l'époque Qing, qui n'ont pas modifié substantiellement l'aspect des constructions des Ming.

Durant le dernier siècle de la période Ming, Pékin était une ville immense, défendue par près de 24 kilomètres de murailles émaillées de bastions et percées de plusieurs portes monumentales. L'enceinte délimitait en fait deux villes dans la ville : la cité principale au Nord, de forme grossièrement carrée, et la cité du Sud qui fut délimitée plus tardivement. Le secteur officiel, la ville impériale, se trouvait au centre de la ville Nord. C'est là qu'avait été érigé le palais impérial qui dominait le paysage de la capitale. Les avenues principales étaient disposées suivant un schéma régulier en forme de grille. Les résidences des élites étaient réparties dans toute la cité, avec une prédilection pour le secteur situé à l'Est de la ville impériale. De nombreux temples et monastères bouddhistes, avec leurs pagodes, marquaient également le paysage urbain. Les marchés principaux étaient situés aux côtés des portes et également des sanctuaires. Pékin était également très marquée par les activités artisanales. C'était une ville très cosmopolite en raison des nombreuses migrations forcées ou voulues de familles venant de divers horizons qui l'avaient peuplée, surtout à ses débuts. Elle comprenait peut-être 1 million d'habitants, dont les résidences s'étalaient bien au-delà des enceintes.

### L'empereur et la cour

Un portrait impérial : Jiajing (1521-1567) vêtu d'une robe décorée de douze dragons. Le soleil et la lune dessinés sur les épaules composent le caractère ming (« lumineux »), nom de la dynastie. Musée national du Palais, Taipei.

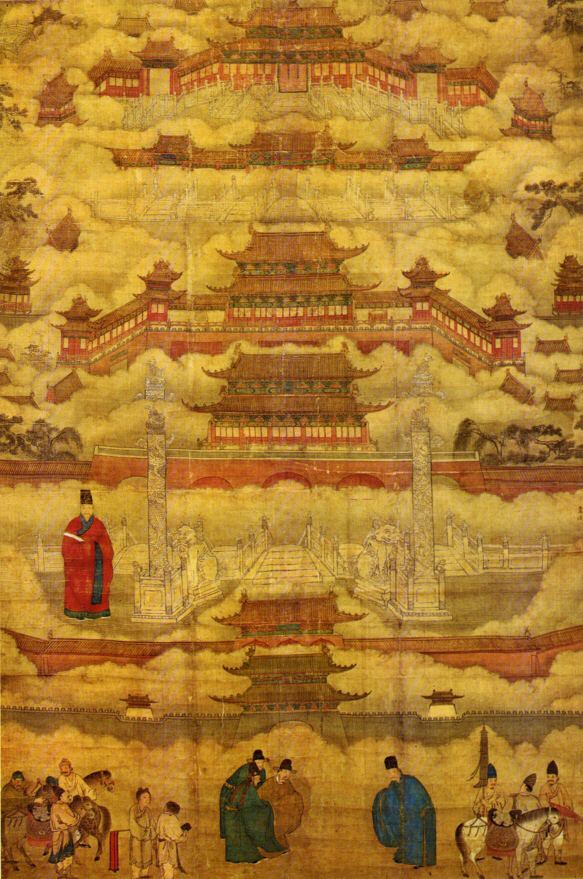
Peinture de l'époque Ming représentant la Cité pourpre interdite. De bas en haut : la porte du Midi, le pont principal, la porte et le palais de l'Harmonie suprême, le palais de la Pureté céleste et le palais de la Tranquillité terrestre.

Le palais de l'empereur avait été érigé au cœur de la cité impériale, sur un espace rectangulaire d'environ 1 kilomètre du Nord au Sud et 760 mètres de l'Est à l'Ouest, défendu par de larges murailles et des douves remplies d'eau. C'était la « Cité pourpre interdite » (Zijincheng). Son entrée principale, la porte de la Paix céleste (Tiananmen) est située au sud. Elle ouvre sur une vaste cour intérieure, dont le côté nord est flanqué de la Porte du Midi (Wumen). Derrière se trouvait la résidence impériale à proprement parler, dominée par le pavillon de l'Harmonie suprême (Taihedian) où se tenaient les réceptions et cérémonies les plus importantes. D'autres pavillons de moindre ampleur servaient d'espaces de réception et d'exécution de rituels. Une dernière enceinte intérieure isolait la résidence privée de l'empereur, le palais de la Pureté céleste (Qianqingsong) et les résidences des épouses et concubines impériales et des eunuques, entourées de jardins.
L'empereur, « Fils du Ciel », passait la plupart de sa vie entre les murs de la Cité interdite. Conçu comme le pivot des relations entre les humains et le Ciel, il était astreint à l'exécution de nombreux rituels envers les divinités suprêmes assurant la protection de l'empire (le Ciel donc, mais aussi la Terre, les ancêtres impériaux) et participait à de nombreuses cérémonies marquant les événements importants de sa vie et de celle de l'empire (promotion d'un fils héritier, d'une concubine, octroi de fiefs, réception d'ambassadeurs, examens métropolitains, etc.). Il devait tenir des audiences, en principe quotidiennes, au cours desquelles ses sujets devaient manifester leur soumission en se prosternant devant lui. Mais dans les faits la plupart des décisions étaient réglées par le Grand secrétariat et les ministères. Quand il se déplaçait, il était accompagné d'un impressionnant cortège, défendu par sa garde impériale.
La Cité interdite abritait une population importante. L'impératrice en titre (il ne devait y en avoir qu'une) disposait d'un vaste pavillon, et participait à plusieurs rituels majeurs. À côté d'elle, l'empereur avait de nombreuses concubines, qui avaient des rangs inférieurs. L'héritier du trône était en principe le fils de l'épouse principale, et si elle n'en avait pas c'était le fils d'une concubine. L'héritier devait être formé à sa future fonction dès sa jeunesse. Ses frères recevaient des titres importants et étaient généralement envoyés dans des fiefs éloignés de la capitale, ne pouvant exercer une carrière officielle pour éviter qu'ils ne constituent une menace pour l'empereur. En échange, ils étaient entretenus par le Trésor et, à la fin de la dynastie, la famille impériale était tellement nombreuse qu'elle constituait un poste budgétaire de premier ordre. Le service quotidien de l'empereur et de ses épouses et concubines était assuré par des eunuques, qui pouvaient développer des relations très proches avec la famille impériale et ainsi disposer d'un pouvoir politique important. Sous les empereurs les plus faibles, des eunuques accumulèrent des pouvoirs et des fortunes qui firent scandale. Certains, comme Wei Zhongxian et Liu Jin, devinrent même les dirigeants de fait de l'empire.
La cour était par ailleurs un centre artistique important, comme en témoignent plusieurs remarquables peintures commanditées par des empereurs. Les tournées impériales de Xuande furent ainsi commémorées par des peintures réalisées à plusieurs mains, dont la qualité d'exécution est remarquable en dépit de leur style très conventionnel : il s'agit de deux impressionnants rouleaux de 26 et 30 mètres de long présentant un de ses voyages puis son déplacement aux tombeaux impériaux pour accomplir des rituels funéraires. Les peintres de cour, en plus d'immortaliser les différentes grandes figures de celle-ci dans des portraits (en premier lieu empereurs et impératrices), ont également laissé plusieurs rouleaux d'une grande qualité d'exécution représentant des scènes de la vie du palais. Shang Xi a ainsi représenté Xuande en homme d'action à cheval, ou jouant à un sport s'apparentant au golf.

Peintures sur la vie de la cour de l'époque Ming.
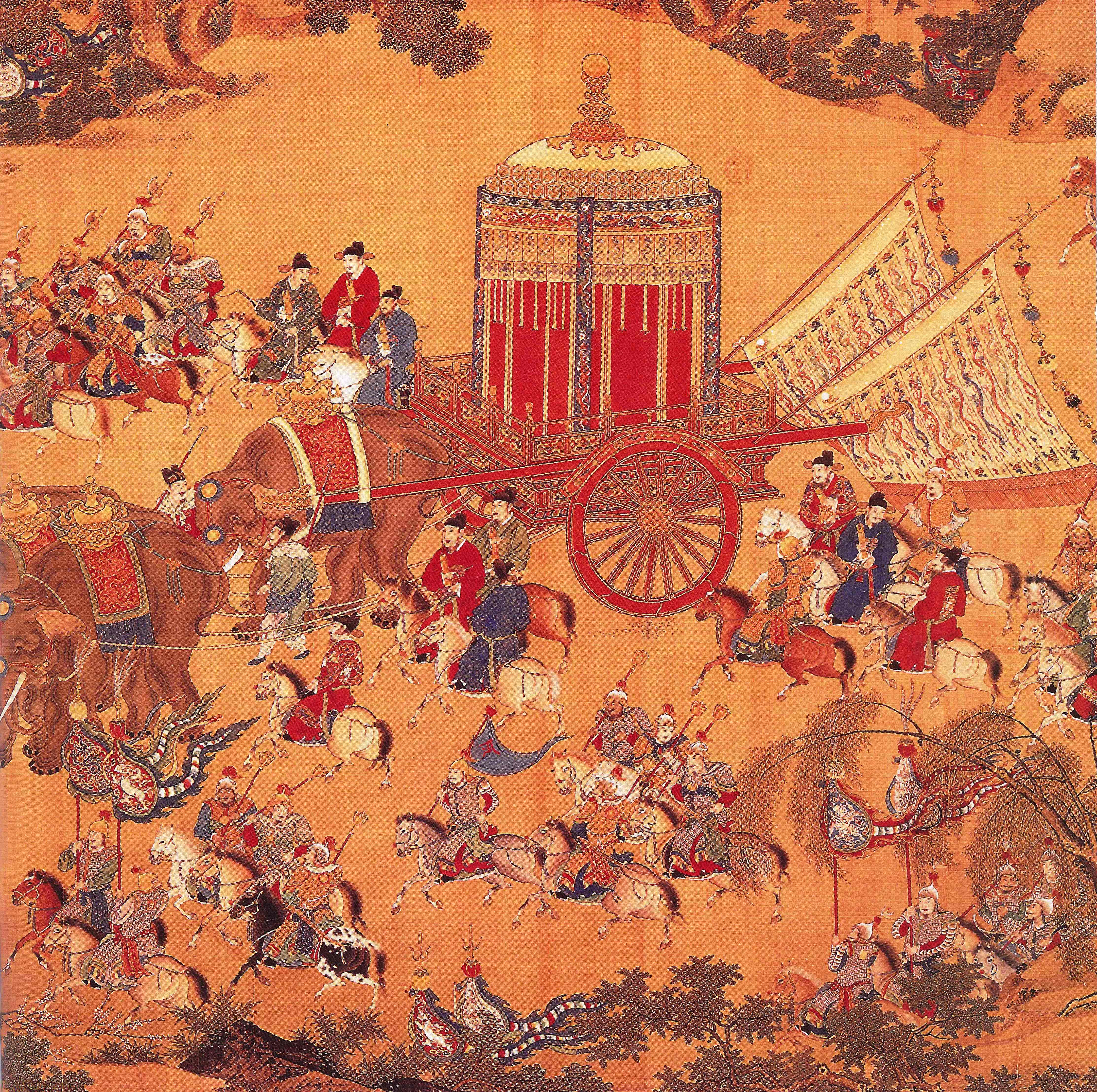
Détail du rouleau du « Départ solennel » de la tournée d'inspection de Xuande. L'attelage de l'empereur est tiré par des éléphants et escorté par des cavaliers (le panorama complet est disponible ici). Musée national du Palais, Taipei.
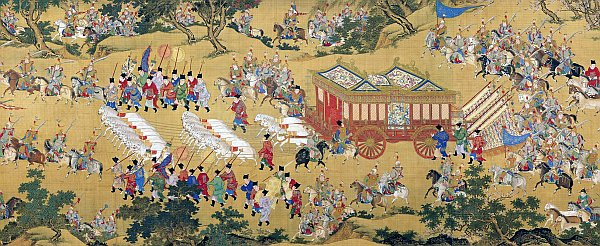
Autre détail du rouleau du « Départ solennel » de la tournée d'inspection de Xuande. Musée national du Palais, Taipei.
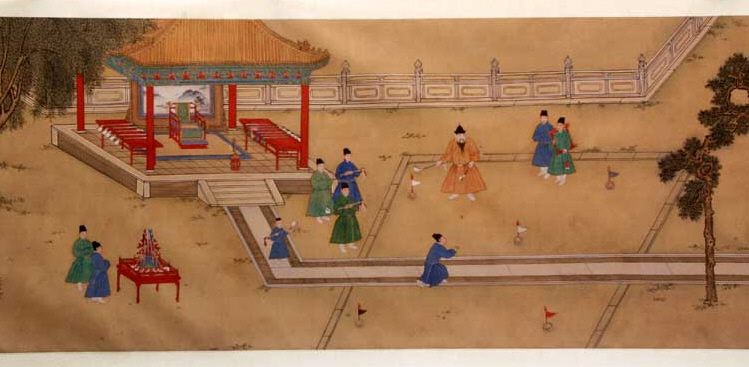
L'empereur Xuande jouant au chuiwan, sorte de golf, avec des eunuques. Attribué à Shang Xi. Musée du Palais, Pékin.
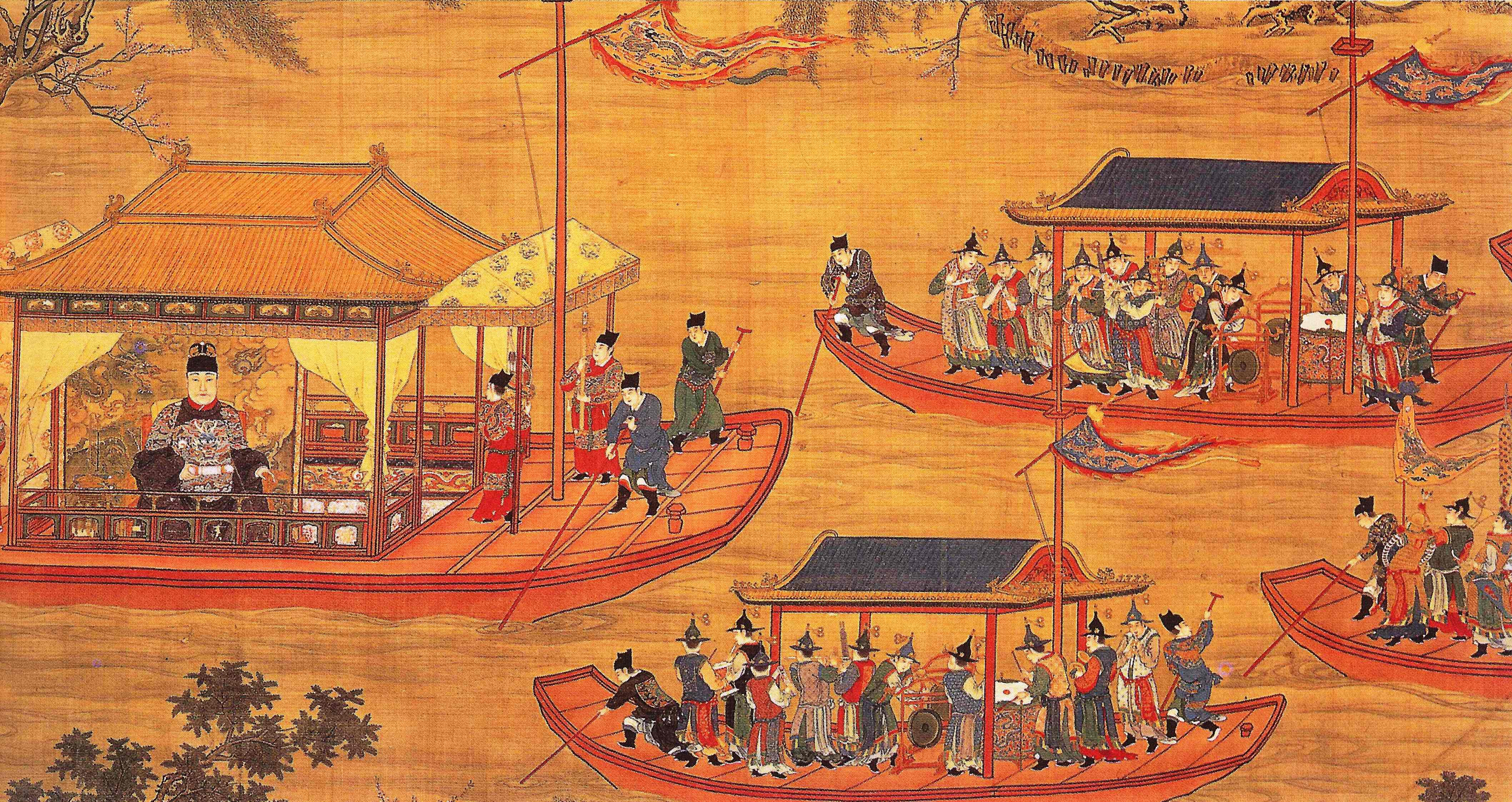
La flotte de l'empereur Jiajing lors d'une tournée dans son empire, v. 1538. Musée national du Palais, Taipei.

### Les tombes impériales
Le décès d'un empereur était un événement de première importance dans la vie politique de l'empire, mais également dans sa vie rituelle. Les empereurs Ming poursuivirent la tradition de construction de complexes funéraires monumentaux pour les empereurs et leur famille. Hongwu fut enterré sur le site de Xiaoling, près de Nankin, et Jianwen n'eut pas de sépulture officielle. À la suite du déplacement de la capitale sous Yongle, les autres empereurs furent enterrés sur le site montagneux de Sishanling, au nord-ouest de Pékin (à l'exception de Jingtai, qui fut considéré comme un usurpateur et inhumé ailleurs). L'organisation du site, planifiée dès les débuts, reprit celle des anciens complexes funéraires impériaux. L'entrée principale était disposée entre deux grandes collines, et marquée par une première grande porte rouge. Une seconde porte sous laquelle se trouvait une stèle ouvrait sur le « chemin des esprits » (shendao) bordé de sculptures monumentales de créatures et êtres protecteurs, et fermé par la porte du dragon et le pavillon des âmes où avaient lieu les rites majeurs du culte funéraire impérial. À partir de là commence le parc funéraire à proprement parler, comprenant les différentes sépultures des treize empereurs qui y furent inhumés. Celle de Yongle, Changling, occupe une position centrale. Le tombeau est situé sous un grand tumulus, dont le complexe sacré est constitué de trois cours successives disposées au Sud. Le tombeau de Wanli, Dingling, a été mis au jour et comprenait cinq grandes chambres funéraires, la plus importante, au nord, comprenant la sépulture de l'empereur et de ses deux impératrices. Environ 3 000 objets en ont été exhumés, disposés lors de leur découverte dans une vingtaine de coffres en laque d'une facture remarquable ; parmi les plus splendides se trouve une couronne d'impératrice comprenant plus de 5 000 perles.

Tombes impériales des Ming dans la région de Pékin.
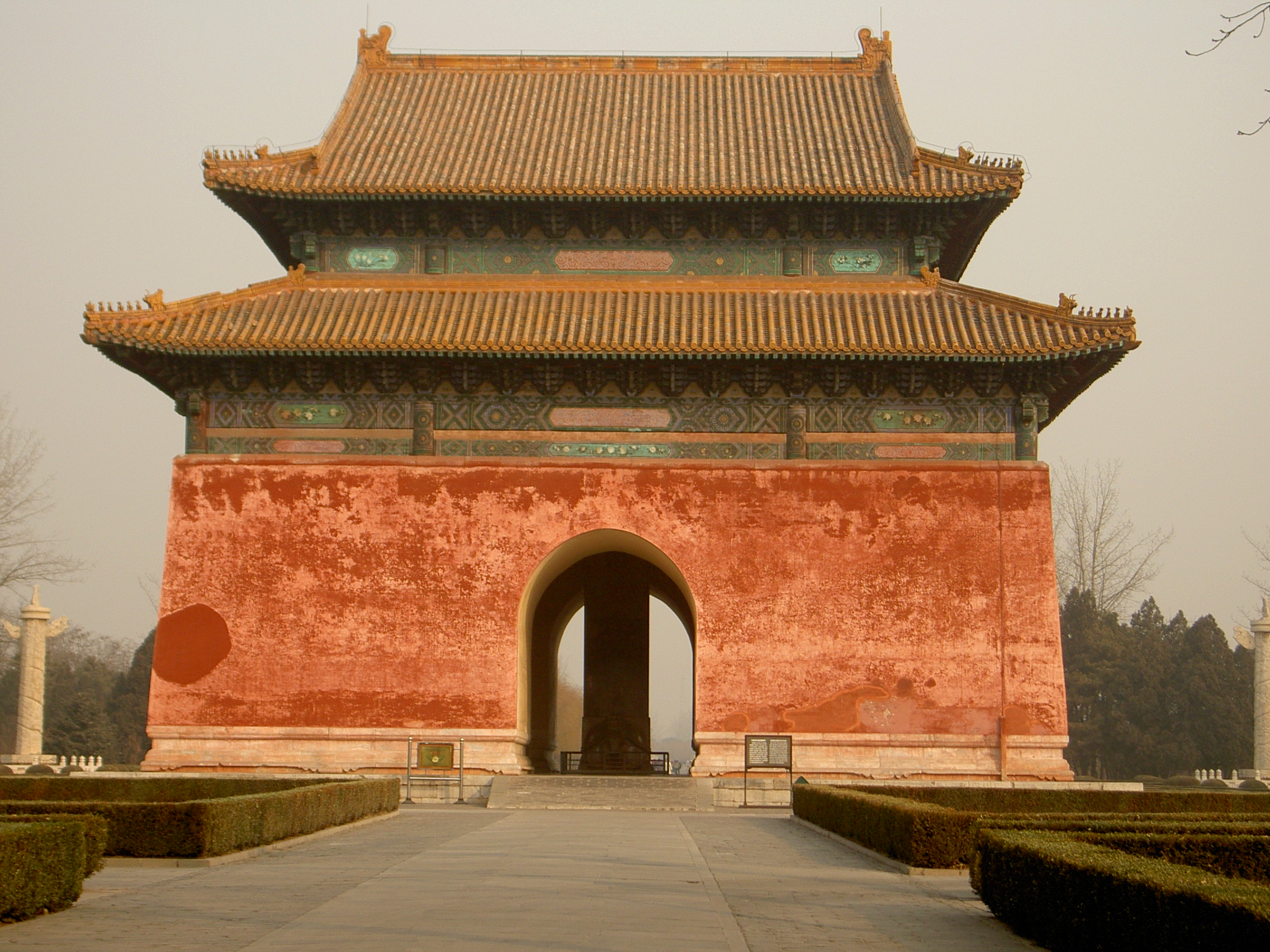
La porte à la stèle à l'entrée du parc funéraire impérial.
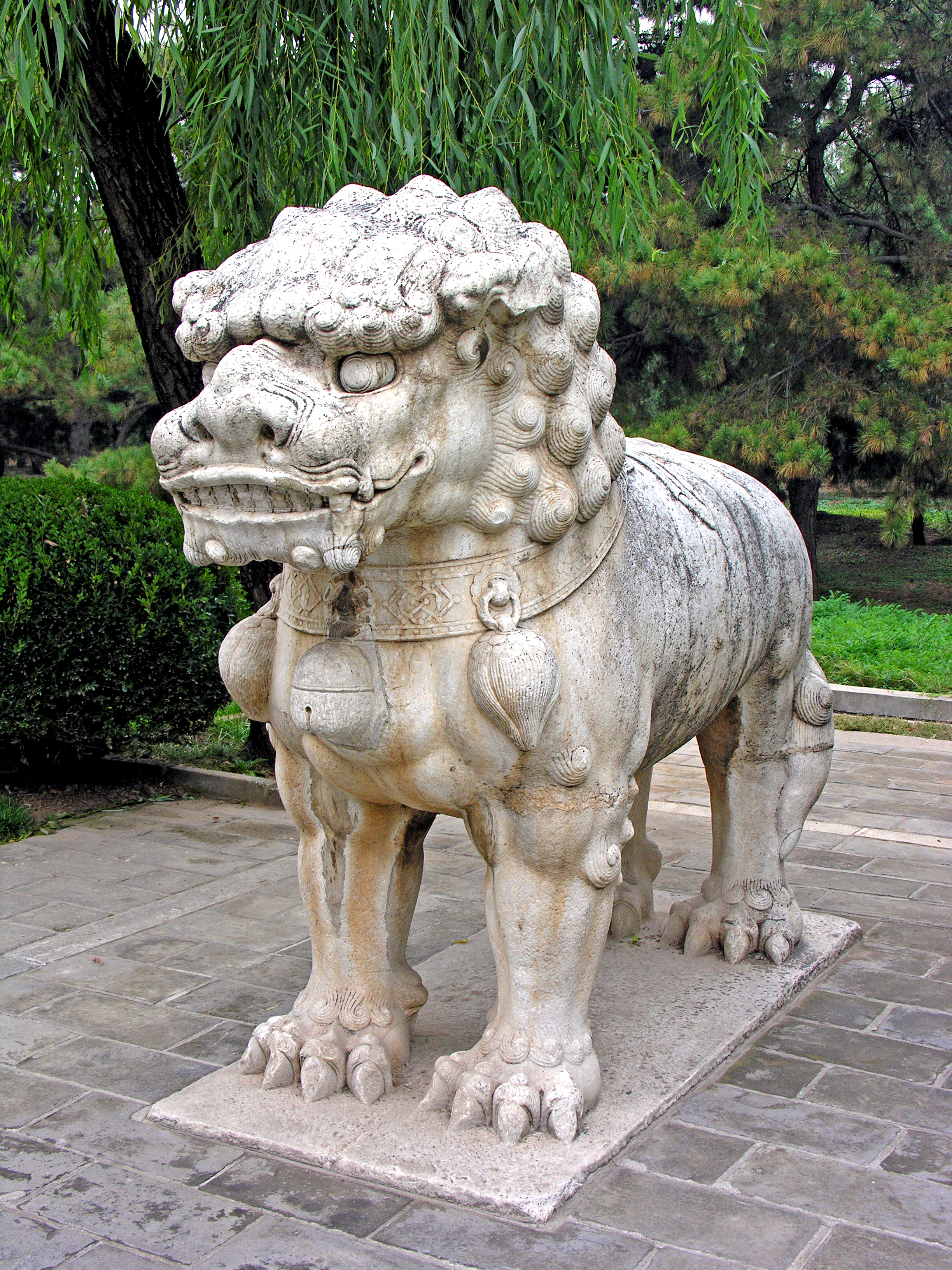
Statue de lion le long de la voie des esprits.
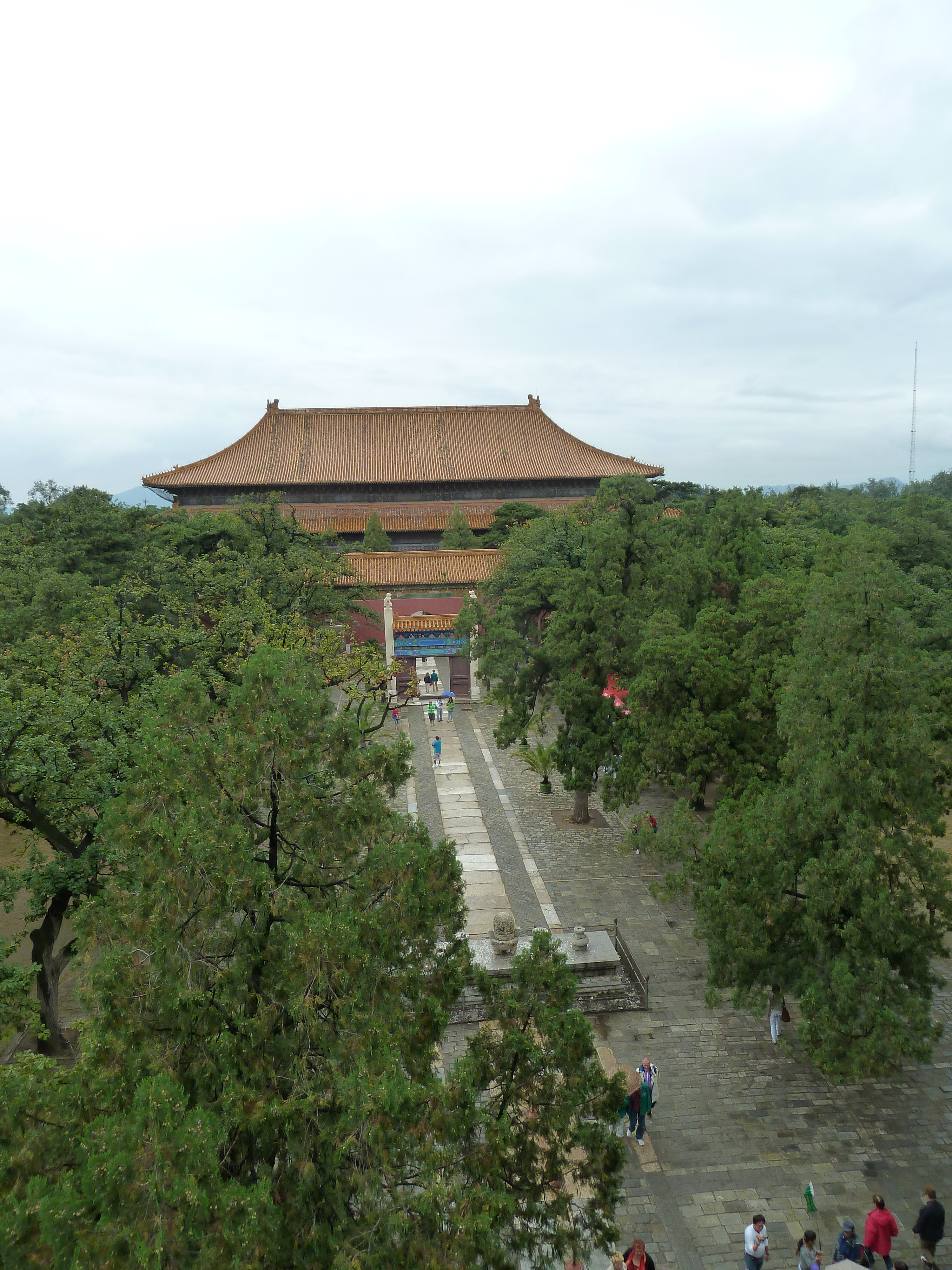
Le parc funéraire des Ming.
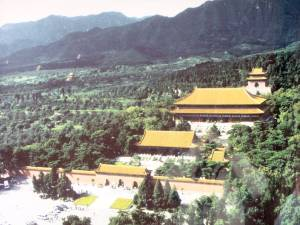
Le complexe de Changling, tombe de Yongle.
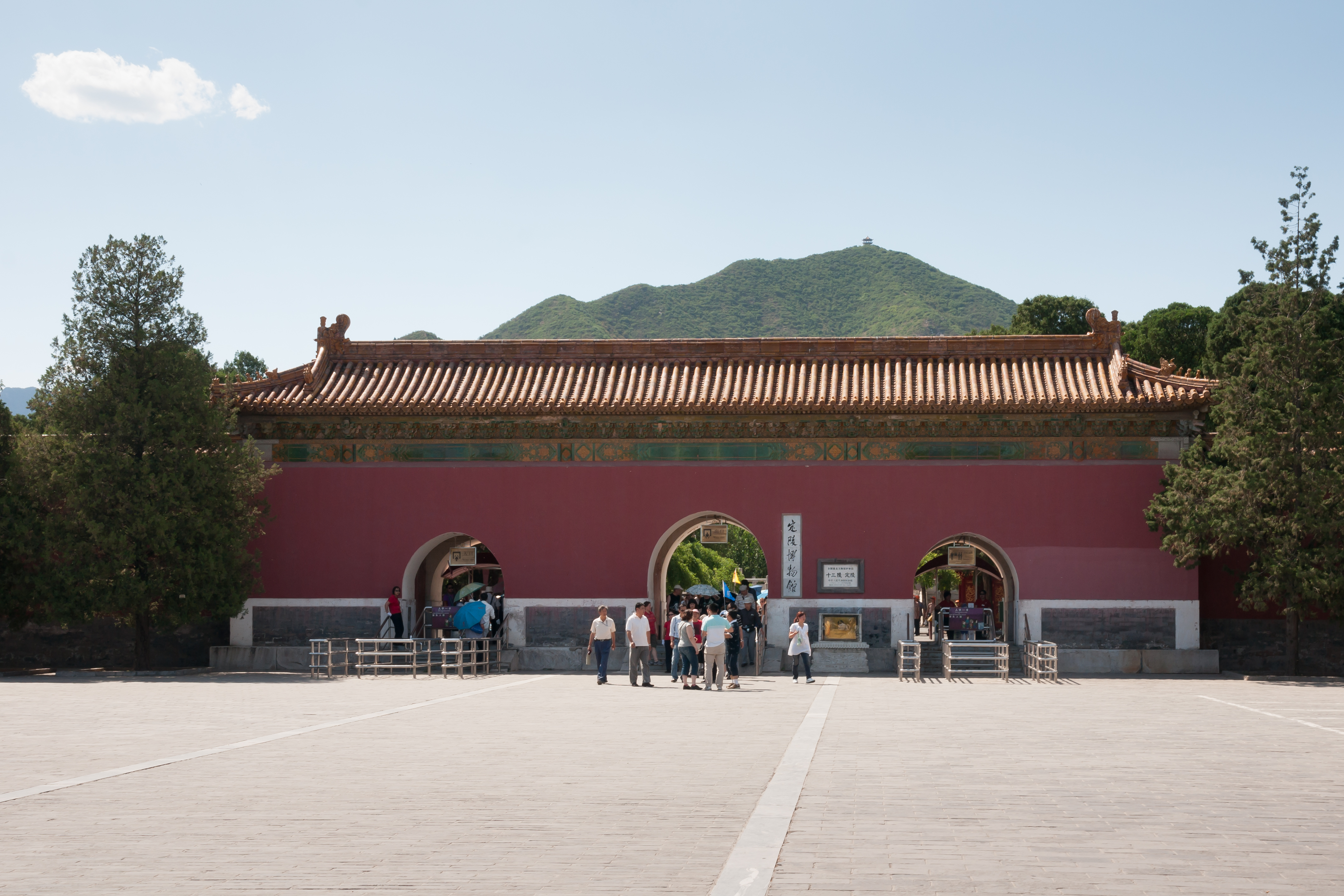
L'entrée du complexe de Dingling, la tombe de Wanli.
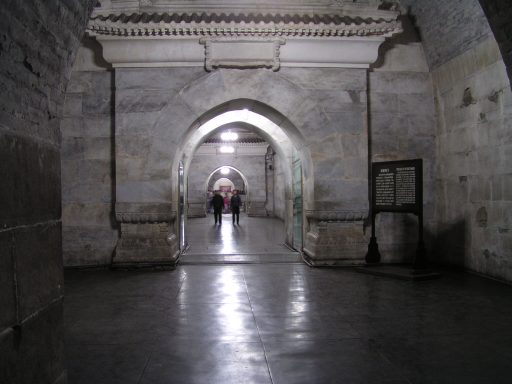
Intérieur de la tombe de Dingling.
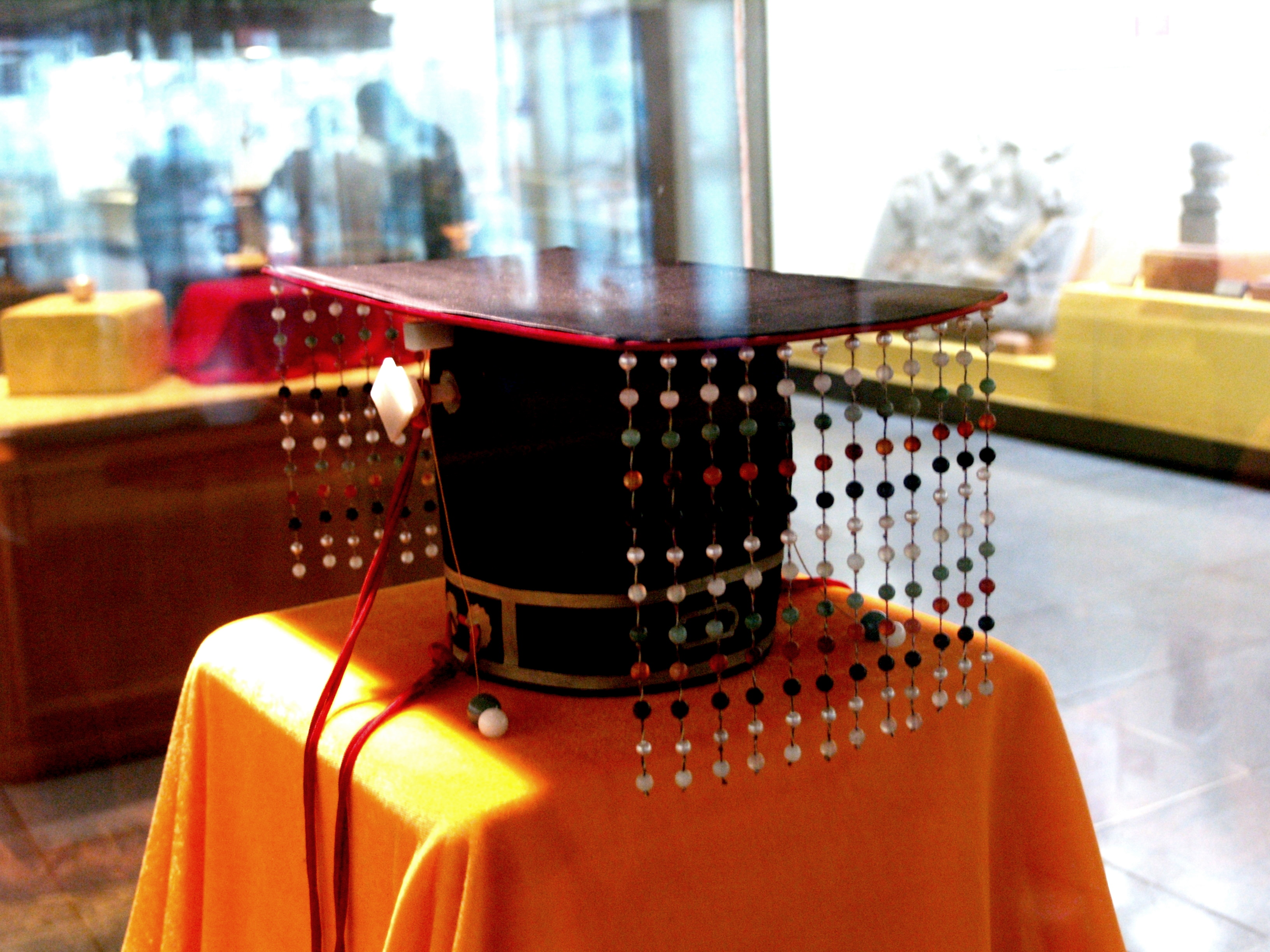
Couronne impériale de Wanli exhumée à Dingling.
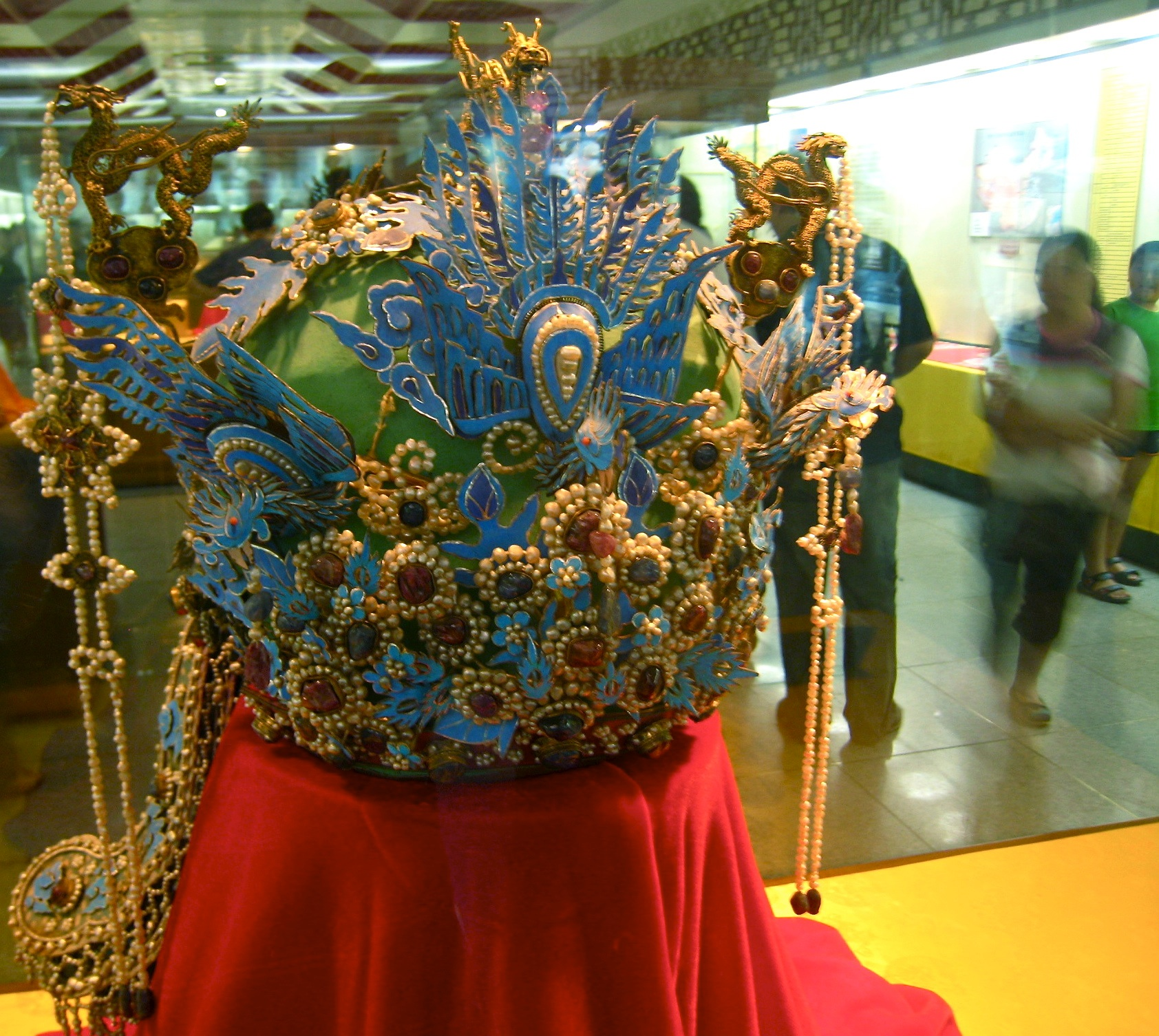
Couronne d'impératrice exhumée à Dingling.

## La société chinoise sous les Ming

### Démographie

#### Des chiffres incertains, une croissance indéniable
Les sinologues débattent sur les véritables chiffres de la population chinoise sous la dynastie Ming. Timothy Brook note que les informations données par les recensements réalisés par le gouvernement sont douteuses car les obligations fiscales poussèrent de nombreuses familles à sous-déclarer le nombre de personnes du foyer et de nombreux fonctionnaires ne déclaraient pas le nombre exact de foyers dans leur juridiction. Les enfants, et particulièrement les filles, étaient souvent non-déclarés comme le montrent les statistiques de population biaisées tout au long de la période Ming. Même les chiffres sur la population adulte sont douteux ; par exemple la préfecture de Daming dans la province du Nord Zhili (actuel Hebei) rapporta une population de 378 167 hommes et 226 982 femmes en 1502. Le gouvernement tenta de réviser les chiffres du recensement en utilisant des estimations du nombre attendu de personnes dans chaque foyer mais cela ne résolvait pas le problème des taxes. Certaines parties du déséquilibre entre les sexes peuvent être attribuées à la pratique de l'infanticide des filles. La pratique est bien documentée en Chine et remonte à plus de 2 000 ans ; elle a été décrite comme « endémique » et « pratiquée par presque toutes les familles » par les auteurs contemporains. Cependant, le déséquilibre qui excédait les 2 pour 1 dans certains comtés en 1586 ne peut probablement pas s'expliquer uniquement par l'infanticide.
Le nombre de personnes rapporté dans le recensement de 1381 était de 59 873 305, mais le gouvernement découvrit qu'environ 3 millions de personnes manquaient dans le recensement pour les taxes de 1391. Même si le fait de rapporter des chiffres sous-déclarés devint un crime punissable de la peine de mort en 1381, le besoin de survivre amena de nombreuses personnes à ne pas se faire recenser et à quitter leur région ; cela poussa l'empereur à introduire de fortes mesures pour empêcher ces déplacements. Le gouvernement tenta de réviser ses chiffres en réalisant une estimation de 60 545 812 habitants en 1393. Ho Ping-ti suggère de réviser les chiffres de 1393 à 65 millions car de vastes zones du Nord de la Chine et des frontières n'étaient pas comptées dans le recensement, Brook avance que les chiffres de population dans les recensements d'après 1393 étaient compris entre 51 et 62 millions alors que la population augmentait tandis que d'autres avancent le chiffre approximatif de 90 millions autour de 1400.
Les historiens s'intéressent aux monographies locales (concernant une ville ou un district et fournissant des informations diverses, notamment l'histoire ancienne et les événements récents, et généralement actualisés après une soixantaine d'années) pour obtenir des indices sur l'accroissement de la population. Avec cette méthode, Brook estime que la population globale sous l'empereur Chenghua (règne de 1464 à 1487) était d'environ 75 millions de personnes même si les recensements de l'époque donnaient des chiffres autour de 62 millions. Alors que les préfectures de l'empire au milieu de la période Ming rapportaient soit une baisse de population soit une stagnation, les monographies locales indiquaient qu'il existait de très nombreux ouvriers itinérants sans terres qui cherchaient à s'installer. Les empereurs Hongzhi et Zhengde réduisirent les peines contre ceux qui avaient fui leurs régions d'origine et l'empereur Jiajing demanda le recensement des immigrants pour accroitre les revenus. Mais même avec ces réformes pour documenter les ouvriers et les marchands itinérants, les recensements gouvernementaux de la fin de la dynastie ne reflétaient toujours pas l'énorme augmentation de la population. Les monographies locales de l'empire notèrent cela et firent leurs propres estimations qui indiquaient que la population avait doublé, triplé voire quintuplé depuis 1368. Fairbank estime que la population était peut-être de 160 millions à la fin de la dynastie Ming tandis que Brook avance le chiffre de 175 millions et Ebrey évoque 200 millions d'habitants.

#### Catastrophes et accidents démographiques
On estime que la population connut une croissance globale sur la période, mais de nombreux accidents démographiques ont perturbé cette tendance de long terme. Les catastrophes naturelles comme les inondations, les séismes, les gels forts, les chutes de grêle, ou les invasions de sauterelles furent courantes ainsi que d'autres plus directement liées aux activités humaines tout en étant dépendantes du climat comme les disettes, famines, épidémies. Les premières décennies de la dynastie Ming furent relativement épargnées par ces problèmes, qui devinrent de plus en plus courants avec le temps, en particulier les crises frumentaires. Cela s'explique sans doute par le fait que le climat devenait de plus en plus rude (le « petit âge glaciaire ») et fut marqué par l'alternance de périodes très sèches et d'autres plus humides, ainsi que des épisodes de grand froid. Pour prendre un exemple parmi ces désastres, une grande épidémie qui commença en 1641 se propagea dans les régions densément peuplées le long du Grand Canal ; une monographie du nord du Zhejiang nota que plus de la moitié de la population était tombée malade cette année-là et que 90 % des habitants d'une zone étaient morts en 1642, ce qui est peut-être exagéré mais en dit long sur l'ampleur des pertes. Quand les catastrophes se combinaient, cela donnait des périodes de crises très graves, qui correspondaient souvent à des périodes de tensions sociales et politiques. T. Brook a qualifié ces crises de « bourbiers » (sloughs), car elles donnent l'impression que la société est embourbée dans un cycle de catastrophes (en gros sur trois à cinq ans) dont elle ne se sort que très difficilement, au prix de lourdes pertes démographiques et économiques. La plus grave fut celle qui frappa durant le règne de Chongzhen entre 1637 et 1643 et qui eut un rôle déterminant dans la chute des Ming.

### Famille, parenté et rapports de genre

#### Le poids des lignages

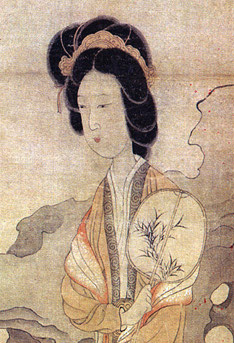
Appréciant les prunes de Chen Hongshou (1598–652).

Les habitants de la Chine des Ming résidaient en principe avec leur famille élargie, comprenant le noyau familial (père, mère et enfants) ainsi que les aïeux (grands parents paternels). Et, dans un cadre plus large, le lignage était une composante primordiale de la société, dans laquelle chaque personne avait un rang précis en fonction d'une hiérarchie très subtile déterminée par la génération à laquelle on appartenait et la position de ses ancêtres (aînés ou cadets). Chacun devait ensuite une marque de respect précise à chacun des autres membres du lignage en fonction de cette position. Suivant les principes patriarcaux qui régissaient la société des Ming, le chef de la famille était le père, auquel les enfants devaient le respect, suivant le principe antique de piété filiale (xiao). La succession se faisait suivant le principe de patrilinéarité, le fils aîné devant succéder au père au rang de chef de famille. Dans le lignage, c'était donc le chef de famille de la branche aînée la plus ancienne qui jouait le rôle d'autorité supérieure, venant en aide aux plus démunis du groupe : il les employait dans ses affaires, entretenait les sanctuaires et les cimetières du lignage, finançait les études des jeunes hommes les plus brillants des branches moins riches de sa parentèle. La métaphore de la parenté s'étendait également aux relations entre fonctionnaires et administrés, les premiers étant conçus comme les pères des seconds, et elle se prolongeait à l'échelle de tout l'empire, la loyauté des sujets envers l'empereur répondant à celle qu'un enfant devait à son père.
L'importance des lignages dans la société alla en croissant durant l'époque Ming, dans la droite ligne des précédentes, en bonne partie sous l'influence des principes néo-confucéens qui valorisaient l'appartenance à un groupe de parenté. Ce mouvement fut conforté par le pouvoir central, qui incita à la construction de temples ancestraux, lesquels supplantèrent souvent les temples des divinités locales, devenant les points focaux des cultes locaux. Cela accompagna un autre phénomène marquant de la période, celui de la constitution de villages peuplés de gens appartenant à un même lignage. Le lignage gérait des biens indivis et inaliénables (ce qui a été comparé à des « trusts »), à commencer par le temple ancestral, mais aussi dans bien des cas les terres qui en dépendaient et des fonds destinés au financement des mariages et enterrements dans le lignage, à des dépenses caritatives, à des prêts aux membres du lignage. Ce phénomène fut plus affirmé dans les régions méridionales, où ces organisations lignagères devinrent des institutions économiques puissantes, gérant de vastes domaines agricoles ou forestiers, des ateliers, et des activités commerciales et financières. Il convient de relever que ces organisations lignagères n'étaient pas forcément très exclusives, certaines intégrant des membres qui n'avaient pas de liens de sang avec le groupe.

#### Le mariage
Les familles étendaient et consolidaient leurs relations sociales par le biais de mariages. Ceux-ci étaient arrangés, et les nécessités sociales primaient sur les intérêts des futurs conjoints, dont l'avis n'était pas requis. Le rôle du mariage en tant que lien social était à ce point prononcé que certaines familles organisaient des mariages posthumes entre deux jeunes défunts afin d'établir des relations de parenté entre elles.
Afin de nouer ces liens, les parents faisaient appel à des entremetteurs devant trouver un conjoint ou une conjointe idéal(e) pour leur progéniture, occupant un rang et ayant des moyens financiers similaires voire supérieurs aux leurs, une bonne réputation, et n'ayant pas de lien familial trop proche. On faisait également appel à des présages pour déterminer l'opportunité de l'alliance, ainsi que la date du mariage quand celui-ci était conclu. La cérémonie nuptiale se marquait par plusieurs cérémonies et banquets, au cours desquels l'épouse était intégrée dans la famille de son mari, dans la maison de laquelle elle devait résider. Seul l'époux pouvait en principe décider de la dissolution du mariage, notamment si sa conjointe se comportait mal, le trompait, ou ne lui donnait pas d'enfants, mais elle avait tout de même des garanties contre une répudiation expéditive. Le mari pouvait prendre une ou plusieurs concubines, à condition d'en avoir les moyens car l'union se négociait dans ce cas-là suivant des principes uniquement financiers, prenant donc la forme d'une transaction ; l'achat était donc possible pour les plus aisés, tandis que les femmes vendues ainsi venaient des couches sociales moins favorisées.
L'asymétrie des relations entre hommes et femmes dans le mariage se voyait également quand un des deux décédait : l'homme devait se remarier, tandis qu'en principe il était attendu que la veuve ne le fasse pas, et celles qui suivaient cette ligne de conduite étaient valorisées (et pouvaient recevoir des avantages fiscaux). Un moraliste de l'époque conseillait même le suicide pour une veuve qui n'était pas restée chaste. Cependant, il s'avère que le remariage des veuves était courant, sans doute parce que la pratique de l'infanticide féminin entraînait un manque de femmes en âge de se marier qu'il fallait compenser quitte à faire une entorse à la morale.

#### Le rôle social des femmes
La première chose qui était attendue d'une épouse était qu'elle enfante. Son infertilité était d'ailleurs un motif pour la répudier et la frapper d'opprobre. Si on acceptait qu'elle reste, on pouvait lui imposer la présence de concubines. La mortalité infantile était élevée : un enfant sur deux environ n'atteignait pas l'âge adulte. Les morts en couches faisaient également de l'enfantement un moment périlleux pour les mères et les nouveau-nés. Suivant le principe patriarcal, l'épouse devait avant tout enfanter un fils et, après avoir accompli ce devoir, sa position dans sa famille était incontestée. La pratique de l'infanticide féminin déjà évoquée indique clairement la position inférieure des filles, de même que l'habitude chez les familles pauvres de vendre des filles comme concubines à des nantis. Les femmes étaient également soumises à des obligations de pudeur assez restrictives, surtout dans la classe privilégiée, devant limiter leurs contacts avec les hommes au strict minimum, en dehors de leur mari et de ceux de leur famille de naissance. Leurs pieds étaient en particulier une partie de leur corps attirant l'attention, car chargée d'un attrait érotique ; la pratique des pieds bandés se diffusa sous les Ming, jusque dans les catégories populaires, les femmes aux petits pieds étant jugées plus attirantes.
Les activités étaient en principe organisées au sein de la famille en prenant en compte le genre : aux hommes les activités extérieures, aux femmes celles exercées dans la maison. Dans les faits, ce n'était pas toujours le cas : il arrivait que les femmes participent aux travaux des champs, tandis qu'avec le développement de l'artisanat urbain des hommes furent de plus en plus employés dans des ateliers de tissage, activité traditionnellement féminine. Parmi les femmes échappant au cadre traditionnel de la famille se trouvaient celles entrant dans les ordres monastiques bouddhistes, ou encore les prostituées.
Certains penseurs iconoclastes contestèrent l'asymétrie des relations hommes-femmes, à l'encontre de l'opinion dominante. Li Zhi (1527-1602) enseigna ainsi que les femmes étaient les égales des hommes et méritaient une meilleure éducation. Ces propos furent qualifiés d'« idées dangereuses ». L'éducation des femmes existait sous certaines formes, notamment via certaines mères qui donnaient une éducation de base à leurs filles, ainsi que dans le milieu des courtisanes lettrées qui pouvaient être autant versées en calligraphie, peinture et poésie que leurs hôtes masculins.

### Groupes sociaux et activités économiques

#### Une société très mobile
La vision traditionnelle, statique, de la société regroupait les gens suivant leur activité en « quatre peuples » (simin) : lettrés, paysans, artisans et marchands. Chacune de ces composantes devait assurer la satisfaction des besoins de l'empire. La classification n'était pas plus détaillée, à part pour quelques catégories spécifiques comme les mineurs chargés d'extraire le sel, les soldats organisés en colonies agricoles afin d'assurer leur entretien, les « nobles » (disposant d'un titre de duc, marquis ou comte) et le clan impérial (tout de même quelque 40 000 personnes à la fin de l'époque Ming) qui dominait la société. Les déclassés formaient une population bigarrée regroupant des personnes que la vision traditionnelle de la société considérait comme inférieures, certaines exerçant des activités vues comme immorales : danseuses, chanteuses, prostituées, vagabonds, esclaves, etc.
Dans les faits, la société était très fluide, traversée par des dynamiques d'ascension et de descension sociales. Elle ne peut être comprise comme un ensemble compartimenté en catégories sociales étanches,. Les migrations étaient courantes, motivées avant tout par des besoins économiques. De fait, il n'était pas rare de trouver dans certains lieux des populations venant de divers horizons sociaux et géographiques. L'incapacité des fonctionnaires à produire des recensements fiables résultait pour une bonne partie de cette fluidité. L'État était par ailleurs responsable d'une fraction de ces déplacements : les mesures prises en faveur du rétablissement de l'agriculture et du repeuplement de régions agricoles désertées (notamment en contrepartie d'exemptions fiscales) initièrent de nombreux déplacements, l'élévation de Pékin au rang de capitale entraîna le déplacement forcé de dizaines de milliers de familles.

#### Agriculture et campagnes

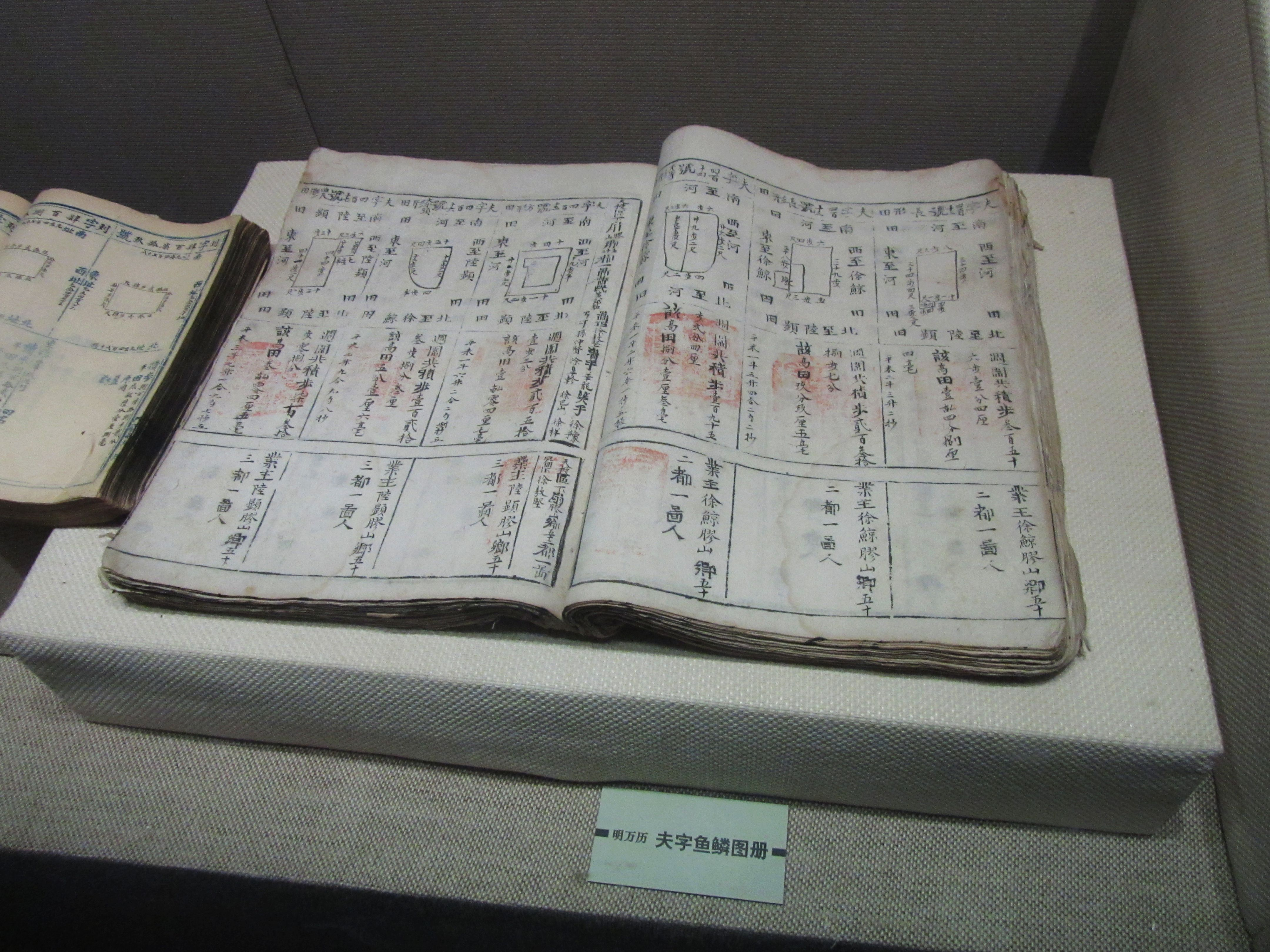
Registre cadastral de l'ère de Wanli (1573-1620), musée de Wuxi (Jiangsu).

La première partie de la dynastie Ming, marquée par un volontarisme étatique en faveur du développement de l'agriculture et rarement perturbée par des incidents climatiques, fut favorable à une expansion de l'agriculture. Cet essor fut notamment porté par la commercialisation croissante des productions, dans la droite ligne de la dynastie Song, et encore une fois accompagné par l'action de l'État, avec le rétablissement des axes de communication, en particulier le Grand Canal. Les cultures commerciales se développèrent : coton, canne à sucre, huiles végétales, etc. La concentration des terres s'aggrava, d'autant plus que la lourde fiscalité agraire touchait en premier lieu les plus démunis, ainsi que les paysans des colonies agricoles militaires, et que les tentatives de réformes fiscales visant à améliorer la situation ne portèrent pas leurs fruits. De nombreux paysans pauvres furent privés de la surface agricole nécessaire à assurer leur subsistance ; dans le Zhejiang, environ un dixième de la population possédait ainsi la totalité des terres. Pour répondre à cette situation beaucoup migrèrent, adoptèrent d'autres activités. Un magistrat put observer en 1566 que les anciens registres fiscaux ne correspondaient plus à la réalité de son district en raison des regroupements de terres, et beaucoup parmi les grands propriétaires s'étaient vraisemblablement enrichis en profitant du flou qui régnait pour se soustraire à l'imposition.
Pour les fonctionnaires, une autre tâche principale en plus de la taxation consistait à s'assurer que l'approvisionnement en grains de leurs administrés soit efficace. Des greniers publics existaient pour stocker des réserves nécessaires en cas de disette. Mais, de plus en plus, le commerce libre servit à pallier les manques d'une région par les surplus d'une autre. Cela se fit au prix d'une spéculation parfois importante, contre laquelle l'État chercha à lutter en imposant un « juste prix » : un profit était certes permis pour inciter les marchands à approvisionner les localités déficitaires, mais il était limité. La capacité productive agricole reposait sur les riches régions rizicoles du bas Yangzi, de la vallée de la Huai et du Zhejiang. Le XVIe siècle vit également la diversification appréciable des plantes de subsistance avec l'introduction de cultures venues d'Amérique, comme la patate douce —vite adoptée dans le Sud car elle pouvait pousser dans des terroirs peu propices aux céréales— ainsi que l'arachide et le maïs.

#### Essor industriel, commercial et urbain

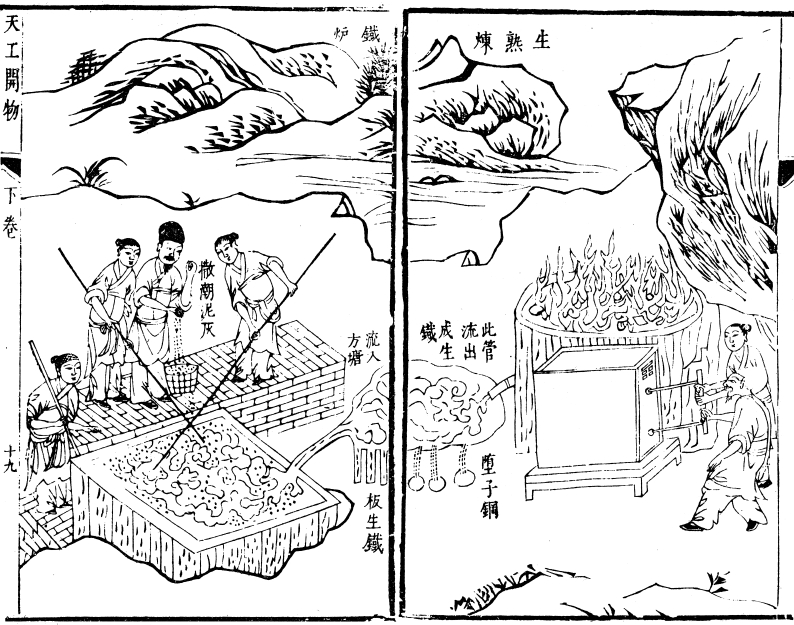
Le processus de fusion du minerai de fer pour transformer la fonte brute en fer forgé, avec l'illustration de droite affichant les hommes qui travaillent sur un haut fourneau, provenant de l'encyclopédie Tiangong kaiwu, 1637.

Le développement du commerce et de l'artisanat fut particulièrement marqué à partir du XVIe siècle, même si la tendance s'était manifestée précédemment. Beaucoup de paysans déracinés allèrent vers les petits métiers urbains. Les capitaux semblent également s'être dirigés des campagnes vers les activités commerciales et artisanales. Les ateliers les plus dynamiques devinrent de grandes entreprises comprenant des centaines d'ouvriers, pour la plupart des miséreux payés chichement à la journée, formant un prolétariat urbain. Seuls les plus qualifiés pouvaient espérer tirer des revenus appréciables. Certaines activités plus rentables prirent un véritable aspect industriel dans les localités dont elles représentaient le socle de la prospérité. Les cas les plus fameux sont ceux des ateliers de porcelaine de Jingdezhen et de Dehua, mais on peut également citer les ateliers de tissage du coton à Songjiang (où près de 200 000 ouvriers étaient employés vers 1600), les soieries de Suzhou, les fonderies de Cixian, etc. Cela accompagna l'apparition de riches marchands, banquiers, armateurs et entrepreneurs dont les initiatives privées participèrent grandement à l'essor économique de la seconde partie de la période Ming. Cette opposition entre « capitalistes » de plus en plus riches et organisés et « prolétaires » formant une main-d'œuvre salariée vivant dans des conditions précaires a pu être lue dans une veine marxiste comme un révélateur des « bourgeons du capitalisme » sur le point d'éclore en Chine à partir du XVIIe siècle.

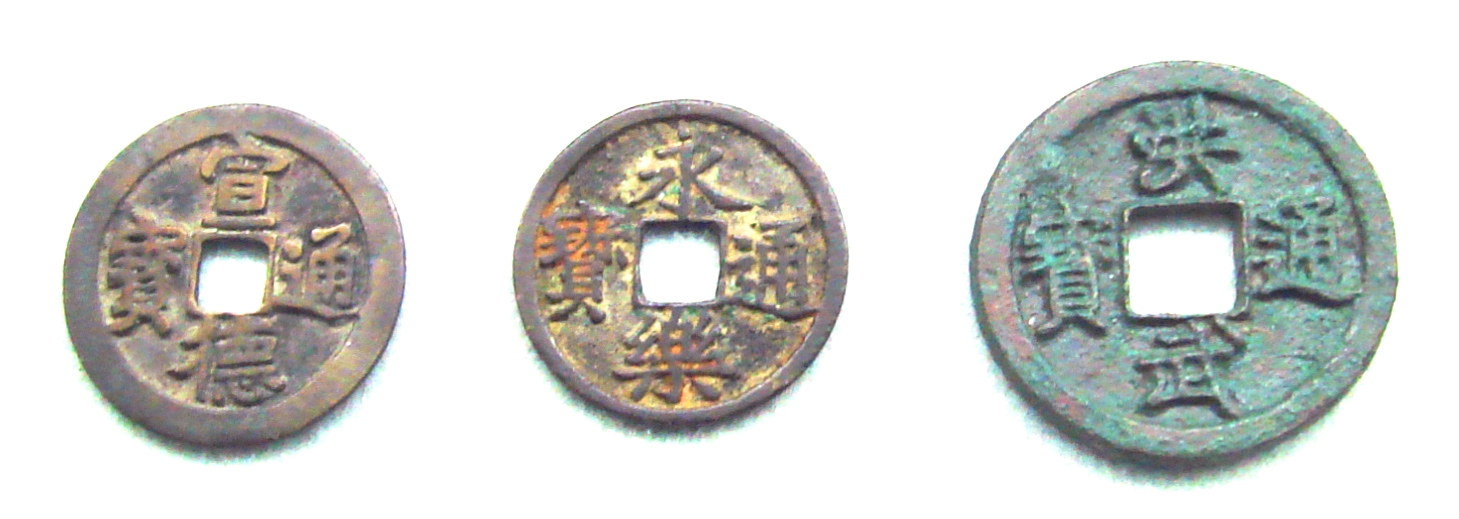
Pièces de la dynastie Ming,.

Les moyens de transaction employés pour les échanges courants restèrent les pièces de cuivre percées en leur centre (les « sapèques »). La monnaie-papier émise par l'État au début de la dynastie n'ayant jamais suscité la confiance fut abandonnée après 1520. Du reste, la politique monétaire des Ming fut chaotique : ils furent incapables d'imposer une valeur unique dans tout l'empire et les faux monnayages circulaient abondamment (jusqu'aux trois quarts des pièces en circulation vers 1600). Malgré le fait que la qualité des monnaies s'accordait rarement avec leur valeur faciale, la monétisation forte des échanges à la suite de l'obligation de verser ses impôts en monnaie, de l'essor du salariat et des transactions diverses les rendait indispensables à la bonne marche du système économique. Avec l'expansion des échanges internationaux à partir du XVIe siècle, l'argent (le métal) afflua en Chine et prit une place importante dans les transactions ; il circulait sous la forme de lingots grossièrement taillés qui étaient pesés.
L'artisanat puis surtout le commerce finirent par devenir les facteurs majeurs de développement des villes, reléguant les fonctions administratives à un rôle secondaire dans ce processus. Suzhou devint par son industrie et son commerce une métropole de première importance, avec vraisemblablement un million d'habitants, ce qui en faisait la plus grande ville de l'empire, devant Pékin et Nankin. La période Ming vit également le développement du port de Shanghai. Partout les échanges stimulèrent le développement de villes moyennes. Il ne reste cependant que très peu de traces de l'architecture urbaine de la période qui permettraient de se faire une meilleure idée de l'aspect de ces villes. L'ensemble le mieux préservé d'édifices de cette période se trouve dans la ville de Pingyao (Shanxi), spécialisée à l'époque dans les activités bancaires, qui a notamment gardé ses murailles de l'époque Ming. D'autres villes ont également conservé des sections de remparts des débuts de l'ère Ming, comme Nankin et Xi'an, ainsi que des tours du tambour et de la cloche similaires à celles de Pékin.

Architecture urbaine des villes provinciales de l'époque Ming.
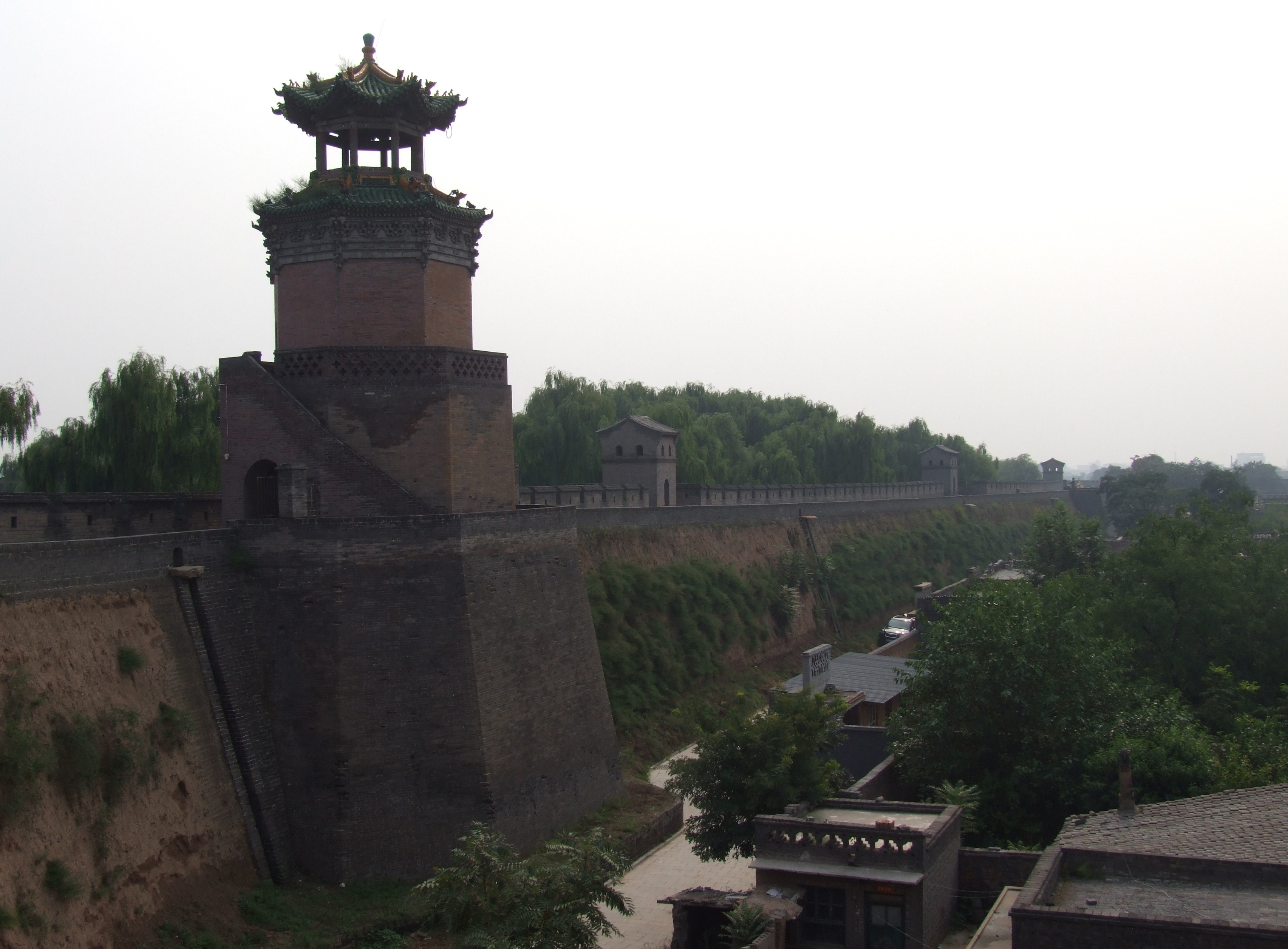
Murailles de Pingyao (Shanxi).
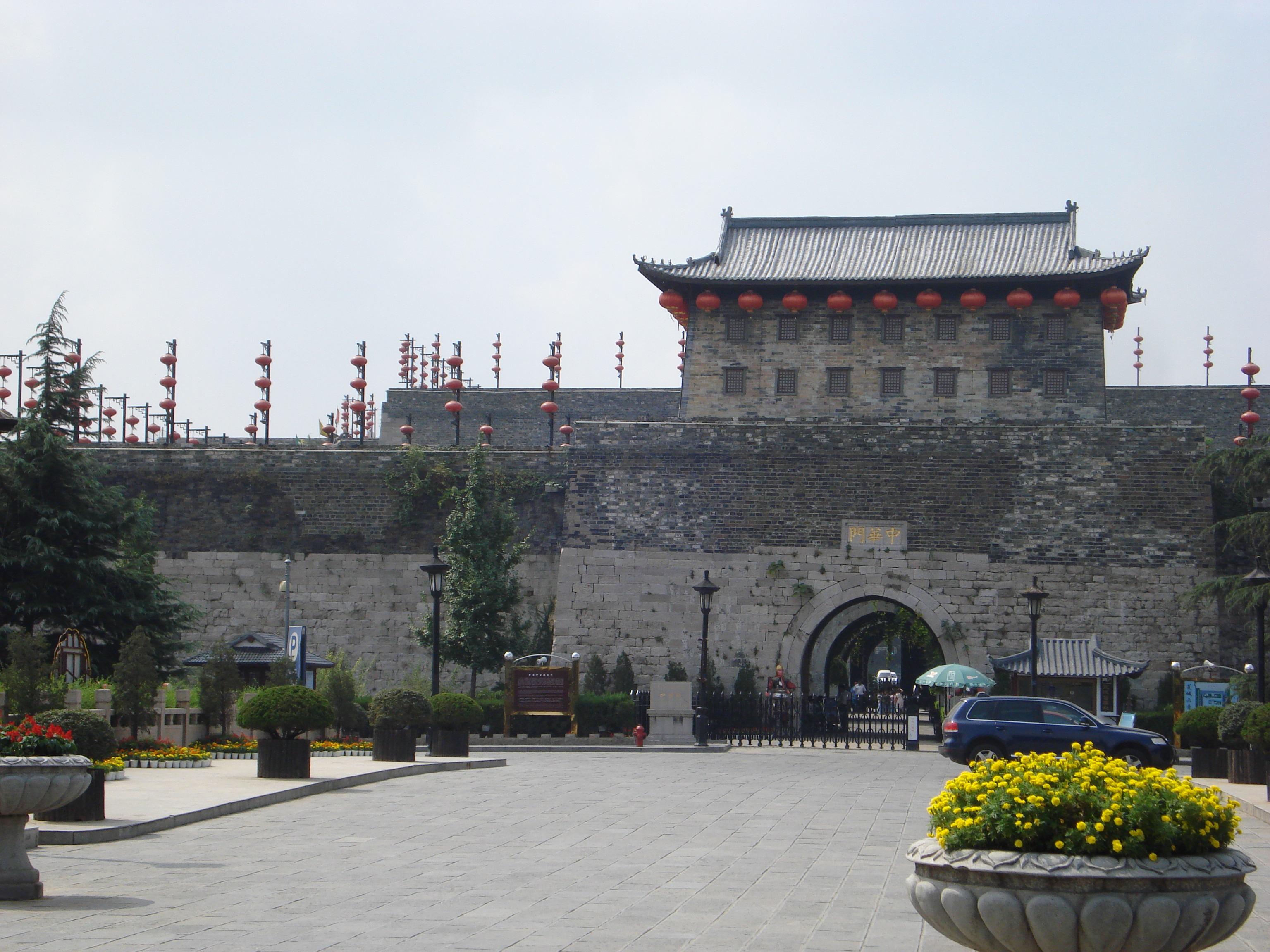
Porte de Chine (zhonghuamen) dans les remparts de Nankin.
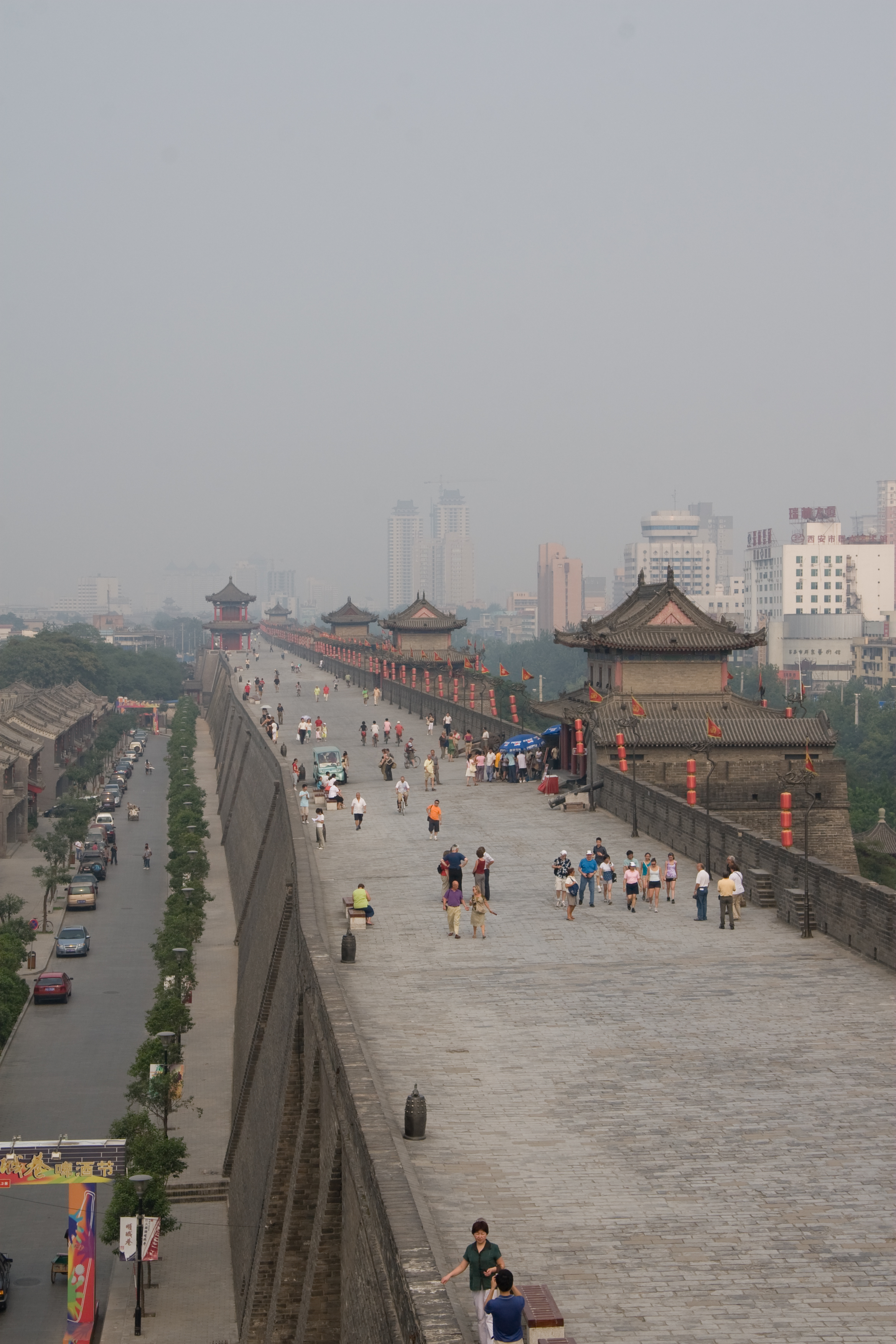
Remparts de Xi'an.
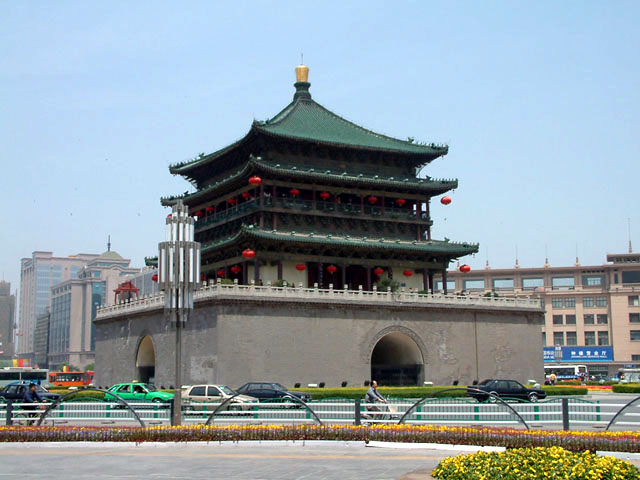
Tour de la cloche de Xi'an.

#### Les élites

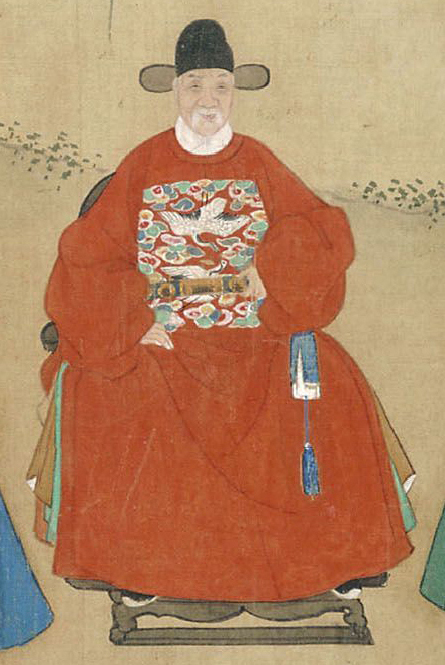
Portrait du haut fonctionnaire Liu Daxia. Il porte l'habit caractéristique du lettré, avec sa toque ; les deux grues sur sa poitrine indiquent qu'il est un fonctionnaire de première classe. Musée de la Cité interdite.

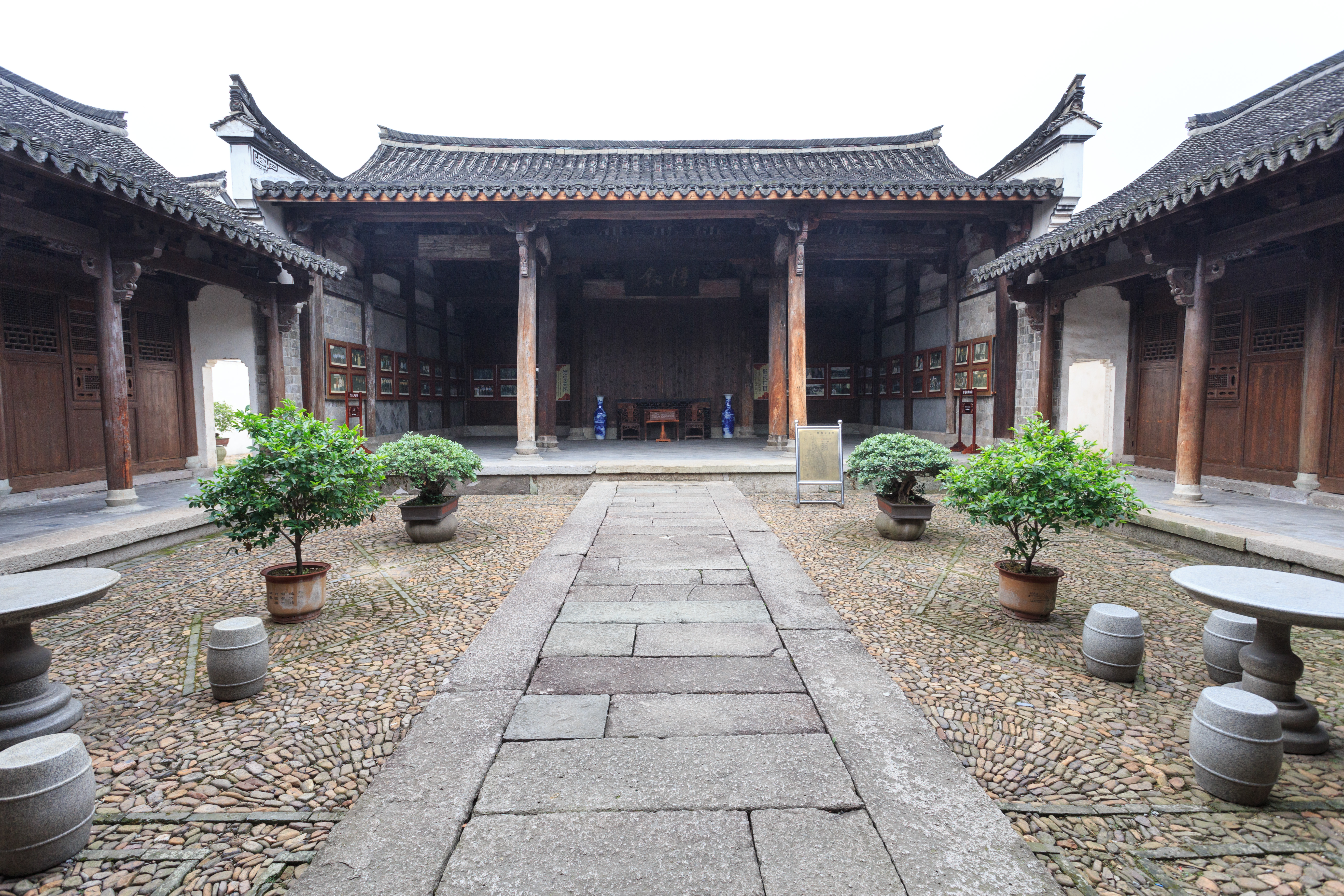
Cour intérieure de la résidence de la famille Lu à Dongyang (Zhejiang), dont le plus ancien état date du milieu du XIV.

Les fonctionnaires lettrés, que les Européens désignèrent sous le terme « mandarins », étaient la classe la plus valorisée socialement. Pour fournir les cadres de l'administration, le système des examens impériaux avait été rétabli dès les débuts de la dynastie après avoir été affaibli sous les Yuan. C'était un système rigoureusement encadré par l'administration, qui s'organisait en plusieurs échelons successifs : d'abord locaux, puis au niveau préfectoral et enfin au niveau impérial. Seuls les plus aisés pouvaient financer les coûts élevés de formation permettant d'atteindre les échelons supérieurs qui donnaient accès aux postes administratifs les plus élevés, mais dans l'ensemble les examens étaient équitables, malgré quelques cas de fraude et de corruption avérés, et offraient de réelles possibilités d'ascension sociale. Ce système se caractérisait par la réussite insolente des lettrés du Sud aux examens métropolitains, ceux de « lettré accompli », jinshi, dont 80 % des « majors » à l'ère des Ming venaient des principales provinces méridionales en dépit de mesures visant à rééquilibrer l'origine géographique des lauréats. Les Méridionaux bénéficiaient en effet d'un environnement culturel plus riche et raffiné que les autres parties de l'empire (nombreuses écoles, réseaux intellectuels plus denses).
Les titulaires des concours impériaux les plus élevés constituaient en gros la catégorie de ceux que l'on peut considérer comme riches. Leur fonction leur octroyait des émoluments significatifs, ainsi que des exemptions fiscales (qui concernaient tous les lettrés) et d'autres types de gratifications, en plus de possibilités d'enrichissement illégales (pots-de-vin, détournement de fonds publics, etc.). Profitant en général des acquis de leurs ancêtres ayant occupé des postes prestigieux, au point qu'il n'était pas nécessaire que chaque génération de la famille passe des examens pour préserver sa position, ils étaient par ailleurs en général des propriétaires terriens aisés, des chefs de lignage ayant des réseaux sociaux importants. La majorité des lettrés était moins aisée, occupant des emplois subalternes dans la fonction publique locale, mais jouait un rôle social important à la charnière entre catégories populaires et aisées de la population.
Les relations entre l'élite lettrée et les riches marchands étaient ambiguës, en raison du mépris social dont étaient frappés les seconds, qui contrastait avec leur enrichissement progressif qui leur faisait intégrer l'élite économique de l'empire. De fait, beaucoup de marchands aisés choisissaient pour au moins un de leurs fils une carrière de lettré (vu que dans l'idéal il fallait également qu'un autre fils assure la continuité des affaires familiales), au point que nombre de fonctionnaires étaient issus de familles commerçantes. Plus largement, certains marchands cherchaient à épouser les valeurs de l'idéologie confucéenne des élites lettrées et leurs activités intellectuelles. Une méthode plus directe pour se rapprocher des lettrés était de contracter une alliance matrimoniale avec une famille de fonctionnaires bien établie, de préférence une rencontrant des difficultés financières et étant de ce fait moins réticente à s'allier avec une famille moins prestigieuse.

#### Tensions et troubles sociaux
Les dynamiques économiques et sociales de l'époque Ming furent génératrices d'incertitudes et de troubles sociaux. Si beaucoup de déracinés des couches pauvres de la population cherchèrent meilleure fortune dans des métiers urbains, nombreux également furent ceux qui se tournèrent vers la contrebande, la piraterie et le brigandage. Les périodes de crises économiques, marquées par des disettes, voire des famines et des épidémies, furent de nature à créer des foyers d'instabilité et même d'insurrections. Une rébellion importante enflamma ainsi le Zhejiang et le Fujian en 1448-1449, sous la direction de Deng Maoqi qui regroupa des démunis issus des campagnes pourtant très productives mais fortement inégalitaires de ces provinces, et rejoignant la révolte des mineurs (souvent clandestins) de ces mêmes contrées, coutumiers des épisodes insurrectionnels. D'autres épisodes de ce type se répétèrent jusqu'à la fin de la dynastie, certains impliquant apparemment des mouvements sectaires comme la secte du lotus blanc, jusqu'à ceux participant à sa chute.

### Religions

#### Trois enseignements, une unité?

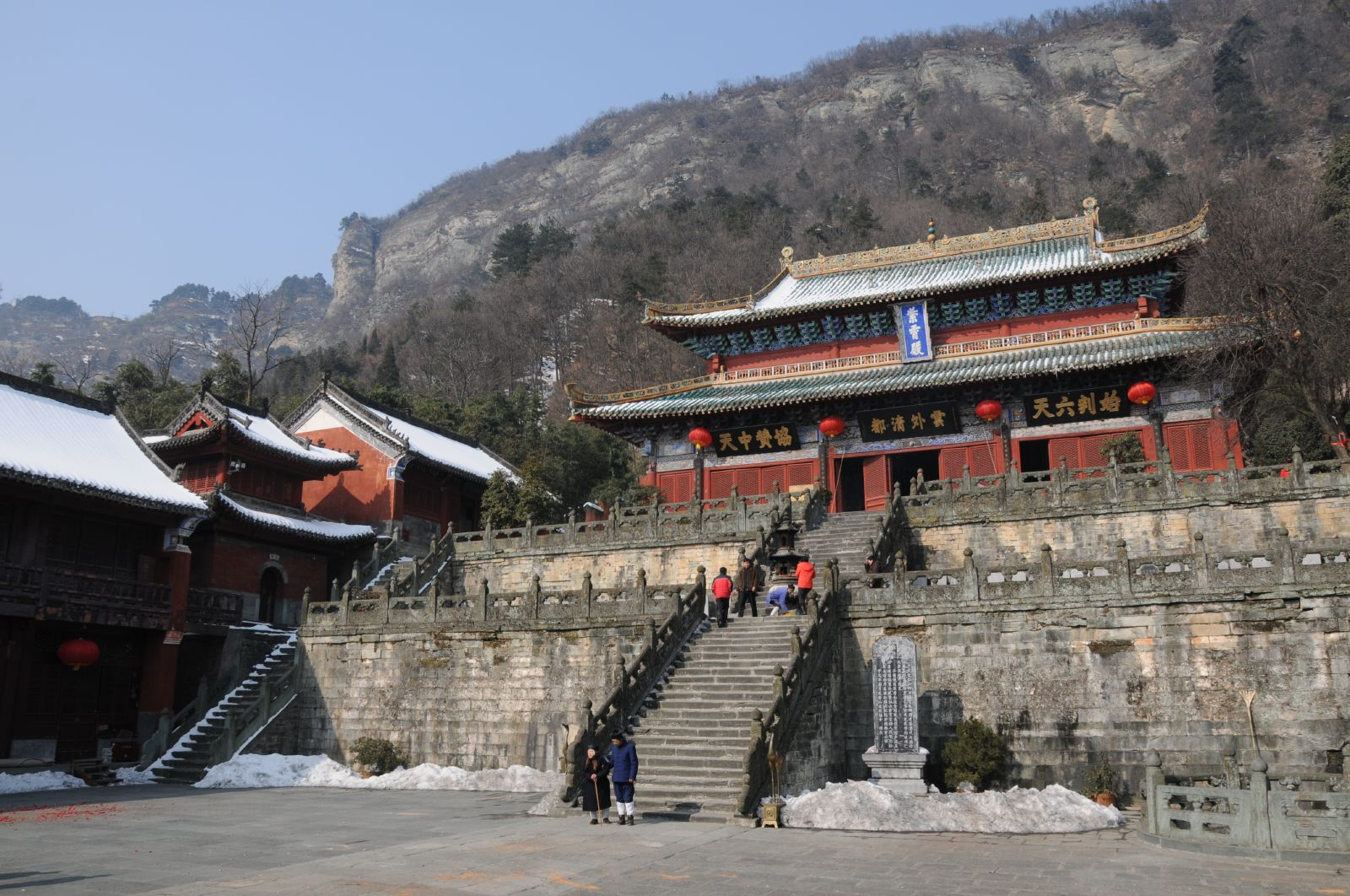
Le Temple des Nuages blancs (Zixiagong) du mont Wudang (Hubei), construit au XV.

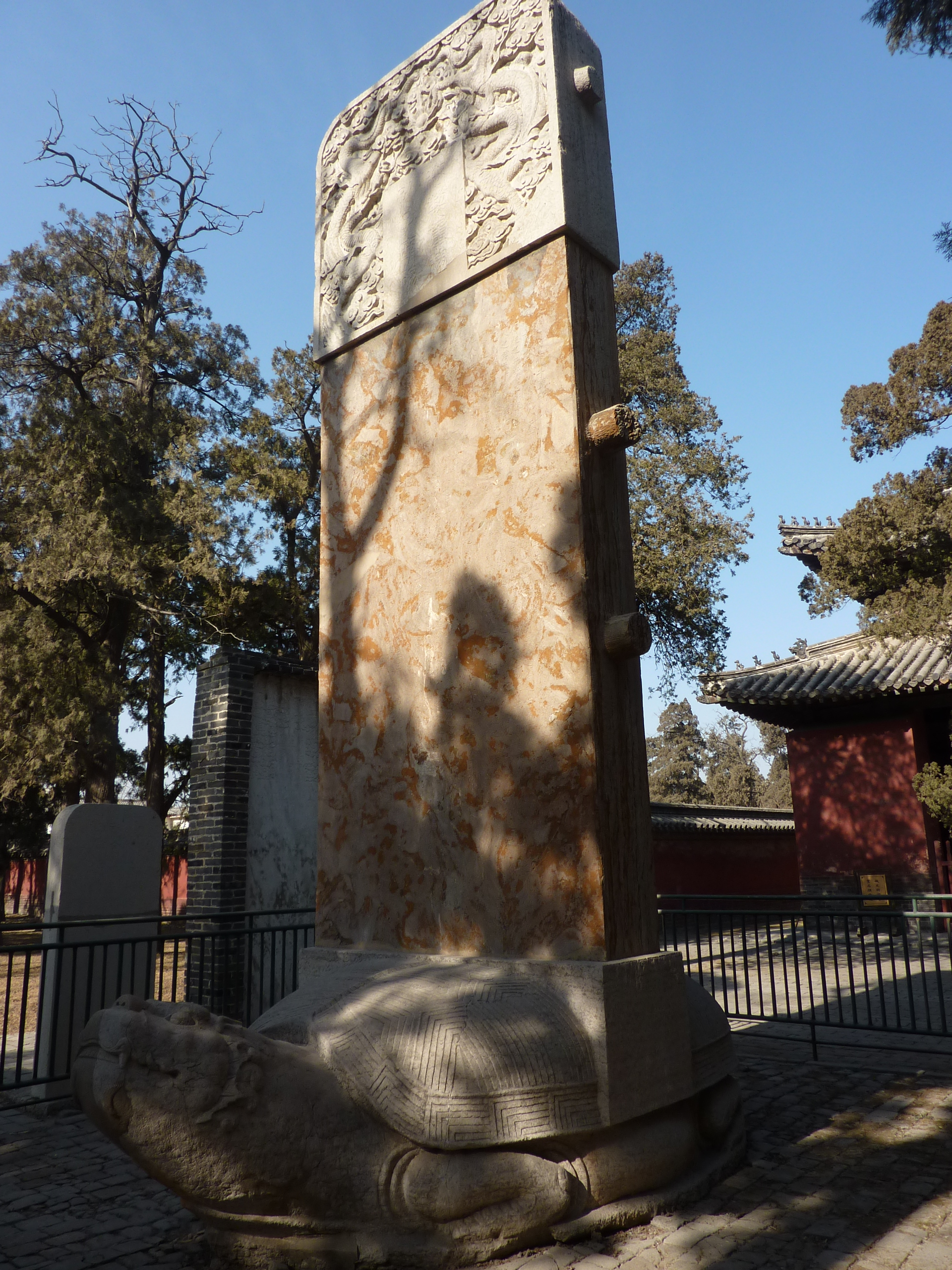
Stèle commémorant la restauration du temple de Confucius à Qufu (Shandong) par l'empereur Hongzhi en 1504.

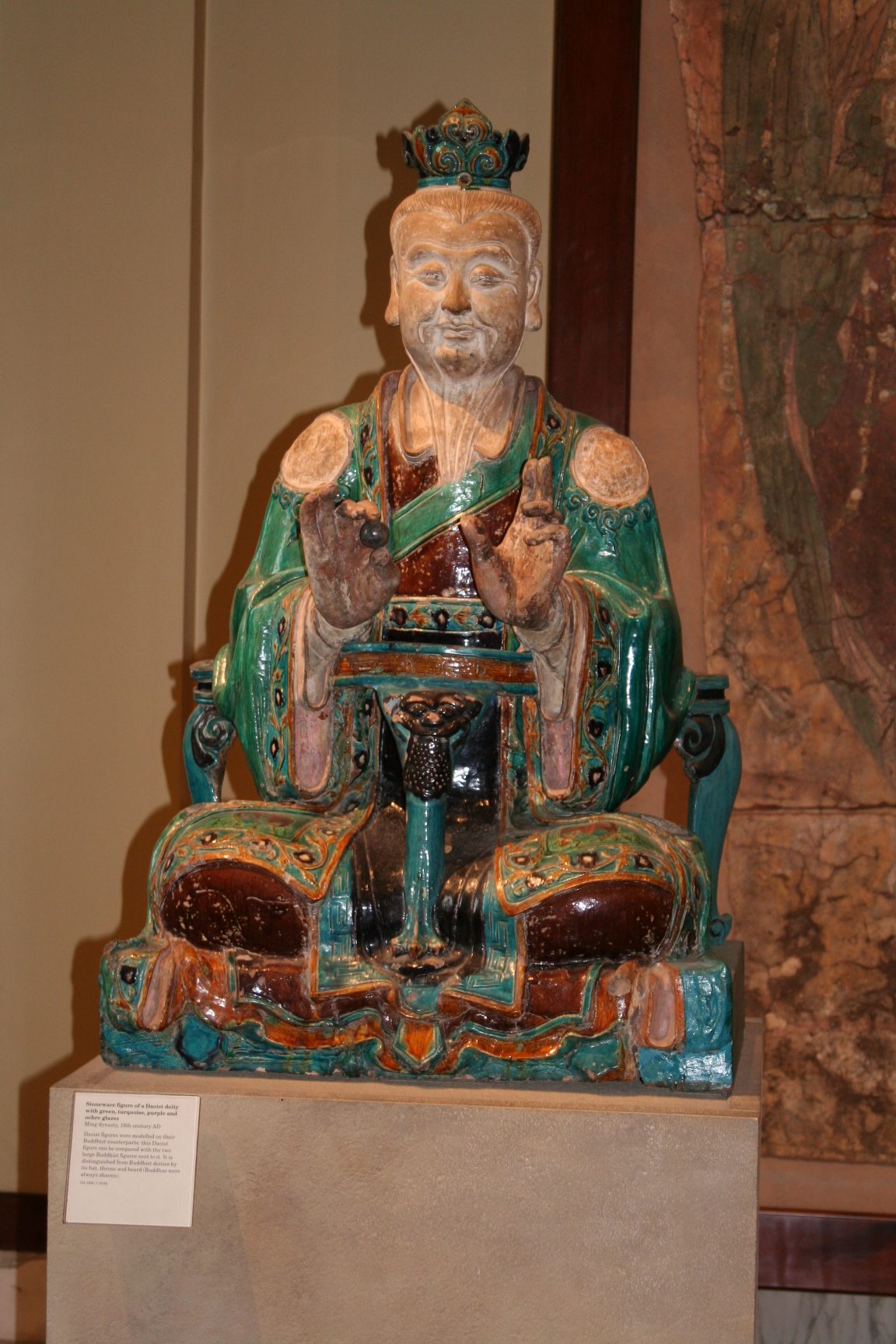
Céramique vernie en grès d'une divinité taoïste, XVIe siècle. British Museum.

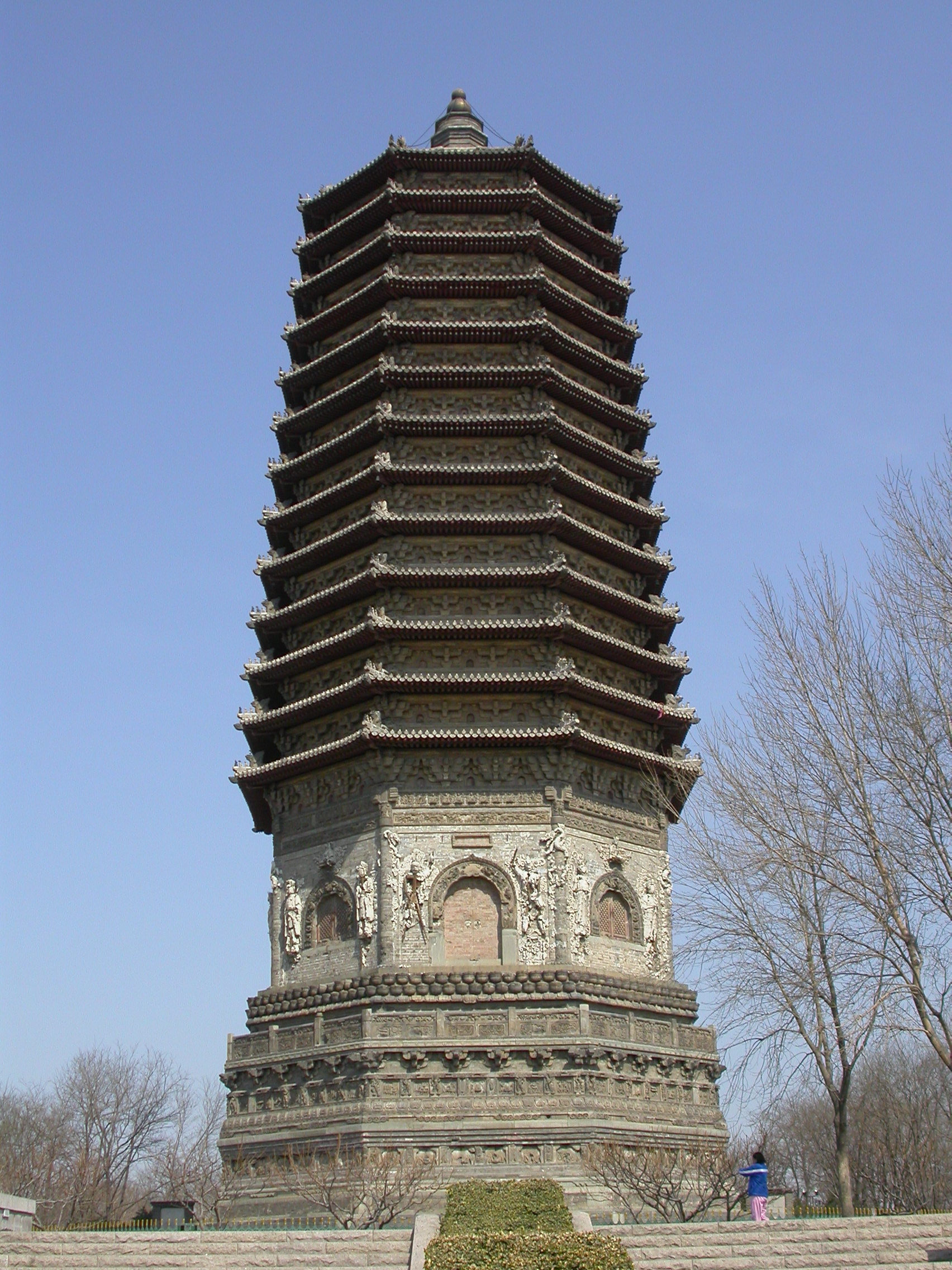
Pagode du temple Cishou, banlieue de Pékin, fin du XVI.

Depuis l'époque médiévale, les croyances religieuses des Chinois étaient partagées entre les « trois enseignements » (sanjiao) : confucianisme, taoïsme et bouddhisme. Cette situation relève plutôt de la cohabitation : la majeure partie de la population mêlait croyances et pratiques issues de ces trois traditions, qui avaient du reste depuis longtemps été rapprochées par syncrétisme. Chez les élites lettrées, dont la majorité était plutôt d'inclination confucianiste, on tendait à considérer qu'il ne s'agissait que de trois voies pour décrire une même chose, qu'il fallait donc chercher à concilier.
Mais cette conciliation ne voulait pas dire chez ces lettrés qu'il fallait pour autant considérer Bouddha ou Laozi avec la même déférence que l'on accordait à Confucius. Les tensions entre les différents courants n'étaient en effet pas absentes, en particulier dans les cercles du pouvoir et plus largement chez les élites provinciales. L'empereur Hongwu, plutôt marqué par les traditions populaires bouddhistes, moqua ainsi les croyances des lettrés confucéens sur le devenir des esprits dans l'au-delà, parce qu'elles excluaient notamment la possibilité pour ceux-ci de revenir hanter les vivants. La faveur de l'empereur envers le bouddhisme s'estompa cependant au cours de son règne, sans pour autant être contrebalancée par l'influence d'un autre courant. Le pouvoir impérial, appuyé par les lettrés confucéens, chercha surtout à réguler le nombre de moines, avant tout pour éviter qu'il n'y ait trop de gens bénéficiant des exemptions de corvée accordées aux sanctuaires. Le bouddhisme garda cependant toujours un fort pouvoir d'attraction, y compris chez les élites du Sud.

#### Pratiques religieuses

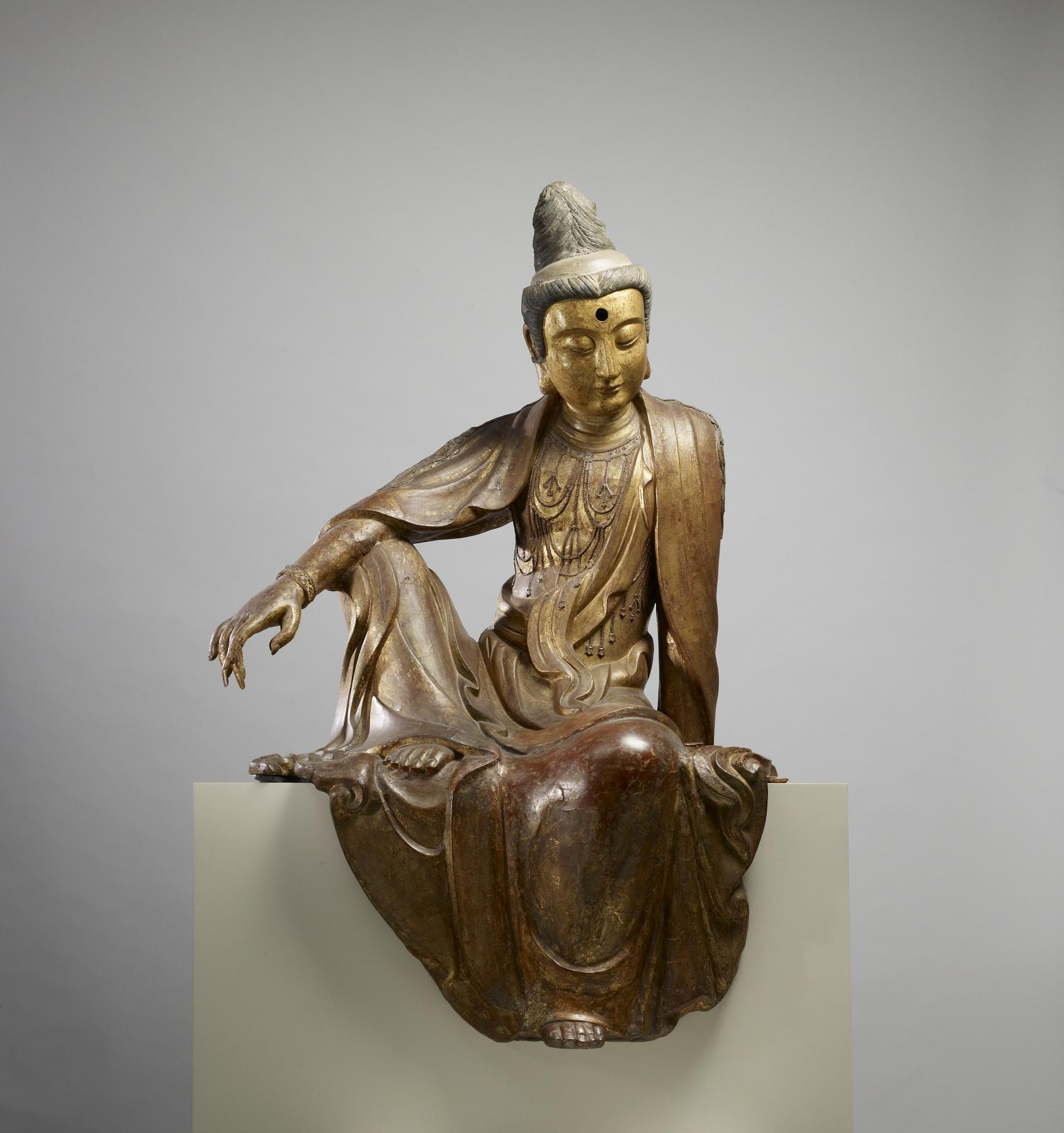
Statue en bois laqué de Guanyin (Avalokiteśvara), le bodhisattva de la compassion. Fin, Walters Art Museum.

L'univers religieux chinois mêle un ensemble de divinités, les esprits, et un culte était rendu aussi bien aux figures tutélaires que sont Confucius et Laozi, qu'à des esprits de la nature, des Immortels taoïstes et des Bouddhas et Bodhisattvas. Chacun des trois enseignements avait ses propres lieux de culte. Les temples dédiés à Confucius étaient ainsi privilégiés par les lettrés, qui s'y rendaient régulièrement pour prier, notamment pour la réussite aux examens, et également pour étudier puisqu'ils abritaient des écoles. Le plus important était le temple de la ville natale du sage, Qufu, que les empereurs Ming honorèrent. Seuls les temples bouddhistes et taoïstes disposaient de moines (lesquels prisaient par ailleurs les ermitages à l'écart des espaces habités), car il n'y avait pas de clergé confucianiste, les acteurs de ce culte, du reste rarement public, étant les lettrés. Dans leur ensemble, tous les temples présentaient en gros les mêmes caractéristiques architecturales, avec leurs toits à forte pente plus élevés que ceux des résidences, et la forte présence de la couleur rouge, vue comme honorifique. Les sanctuaires bouddhistes se singularisaient par la présence des imposantes pagodes, variante chinoise du stupa indien (en particulier la « pagode de porcelaine » de Nankin qui frappa les visiteurs Européens). Certains lieux de culte non urbains avaient atteint une grande popularité, en particularité les cinq montagnes sacrées, faisant l'objet d'une grande vénération depuis la plus haute antiquité, et sous l'influence du bouddhisme ils étaient d'importants lieux de pèlerinage.
Les fêtes religieuses étaient de grands moments de la vie urbaine, marquées par des processions, des spectacles, ainsi que des foires. À l'opposé, le culte quotidien observé par les croyants prenait plutôt place dans de petites chapelles ouvertes en permanence, ou bien devant les autels domestiques où l'on rendait aussi bien un culte à des divinités qu'aux esprits des ancêtres de la famille. Le culte ancestral était en effet un élément essentiel de l'univers religieux chinois, qu'on le rende pour s'attirer les bonnes grâces des esprits ancestraux ou bien, dans une optique bouddhiste, pour leur assurer une bonne réincarnation. Les événements importants de la vie familiale (naissance, mariage, réussite à un examen, etc.) devaient être accompagnés par des offrandes à l'autel familial, de façon à convier les aïeux à la célébration. La « Fête de la Pure lumière » (Qingmingjie), était dédiée aux ancêtres ; elle était marquée par des banquets au cours desquels on mange froid, et le nettoyage des tombes familiales. Le culte des temples taoïstes et bouddhistes était animé conjointement par les moines et des associations de laïcs, qui finançaient régulièrement la rénovation des édifices et de leur décor, ainsi que des œuvres de charité pour ce qui concerne plus spécifiquement les Bouddhistes. Certains de ces regroupements avaient fini par devenir très importants et avaient un grand poids dans la société, comme la secte du lotus blanc qui fomenta plusieurs révoltes populaires en période de crise grave.
La religion populaire impliquait également des pratiques magiques mêlant les diverses traditions, notamment l'usage de talismans protecteurs visant à éloigner les maux (les maladies dont on imputait l'origine à des démons), le respect des jours fastes et néfastes, ainsi que la divination qui pouvait prendre diverses formes. Les pratiques de culture de soi relevant des traditions bouddhiste et taoïste consistant en des exercices gymnastiques visant à assurer une bonne circulation du souffle vital (qi - il s'agit des antécédents du qigong), étaient également répandues chez les moines et laïcs, bien que dédaignées par les lettrés confucéens. Elles rencontrèrent parfois les traditions des arts martiaux (wushu), par exemple chez les moines du monastère Shaolin qui développèrent leur célèbre art de combat au XVIe siècle.

#### Religions étrangères
La fin de la dynastie Ming vit l'arrivée des premiers missionnaires jésuites européens : après une première tentative de François Xavier au milieu du XVIe siècle, Matteo Ricci parvint à susciter plus de conversions, et son effort fut poursuivi par d'autres (Nicolas Trigault, Johann Adam Schall von Bell). D'autres ordres chrétiens comme les dominicains et les franciscains s'implantèrent également en Chine. Mais les convertis n'étaient que quelques milliers dans la première moitié du XVIIe siècle, et ce fut surtout grâce à leurs connaissances scientifiques que les Jésuites suscitèrent de l'intérêt de la part des lettrés chinois à cette période.
En plus du christianisme, les Juifs de Kaifeng avaient une longue histoire en Chine qui remontait au VIIe siècle. De même l'islam existait en Chine depuis l'époque de la dynastie Tang au VIIe siècle. D'importants personnages de l'époque étaient musulmans comme l'amiral Zheng He ou les généraux Chang Yuqun, Lan Yu, Ding Dexing et Mu Ying.

### Loisirs

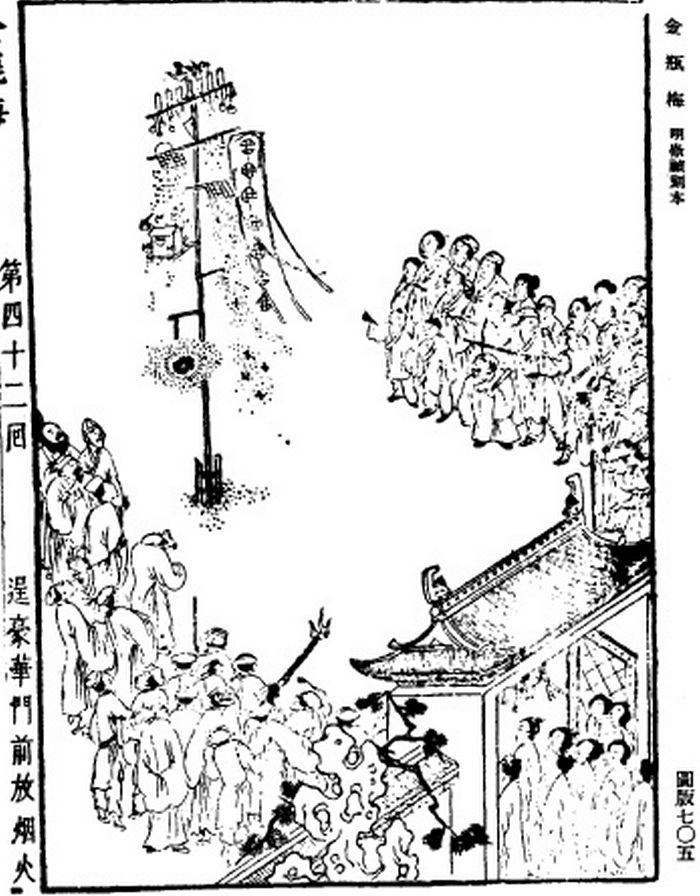
Feux d'artifice, illustration d'une édition du Jin Ping Mei de la fin des Ming.

Les activités récréatives avaient pris une dimension de plus en plus importante avec le développement de la vie urbaine, en particulier depuis l'époque des Song. Les Chinois avaient accès à une gamme variée de loisirs dans ce milieu, mais également à la campagne. Les modes suivaient avant tout une dynamique de diffusion par le haut : les élites, et en particulier la cour impériale, donnèrent à plusieurs reprises le ton. Mais à l'inverse des loisirs populaires, comme les spectacles de rue, attirèrent l'attention des lettrés, en particulier ceux marqués par les courants moins conformistes qui valorisaient les arts en langue vulgaire.
Traditionnellement, les banquets étaient un moment de détente important, chargés de nombreuses significations sociales, permettant de manifester son prestige et d'entretenir ses relations, tout en étant soumis à un protocole parfois assez lourd. Les repas impériaux, auxquels des sujets pouvaient être conviés (notamment les lauréats des concours métropolitains, mais aussi les ambassadeurs des pays tributaires), se devaient d'être les plus munificents, prenant place dans les grandes salles des palais impériaux ou bien leurs jardins. À leur échelle, les fonctionnaires provinciaux reproduisaient cette pratique de repas officiels, dans lesquels la place des convives et les mets présentés étaient fonction de leur rang. Chaque lignage se devait de tenir des banquets lors d'événements particuliers, comme les mariages, les enterrements, le Nouvel An, la réussite au concours d'un de ses membres, et les corps de métiers ainsi que les groupements religieux de laïcs procédaient de même. Les banquets étaient accompagnés de chants et de musique, parfois de spectacles d'acrobates, et chez les élites on y conviait des courtisanes pour égayer les convives, car les femmes mariées en étaient en général exclues. Les réjouissances collectives battaient évidemment leur plein lors de grandes fêtes religieuses, qui étaient l'occasion de nombreux événements récréatifs. Ainsi les fêtes du Nouvel An étaient marquées par l'offrande de présents aux proches, de grands feux d'artifice, puis la cérémonie de l'allumage des feux lors de la fête des lanternes.

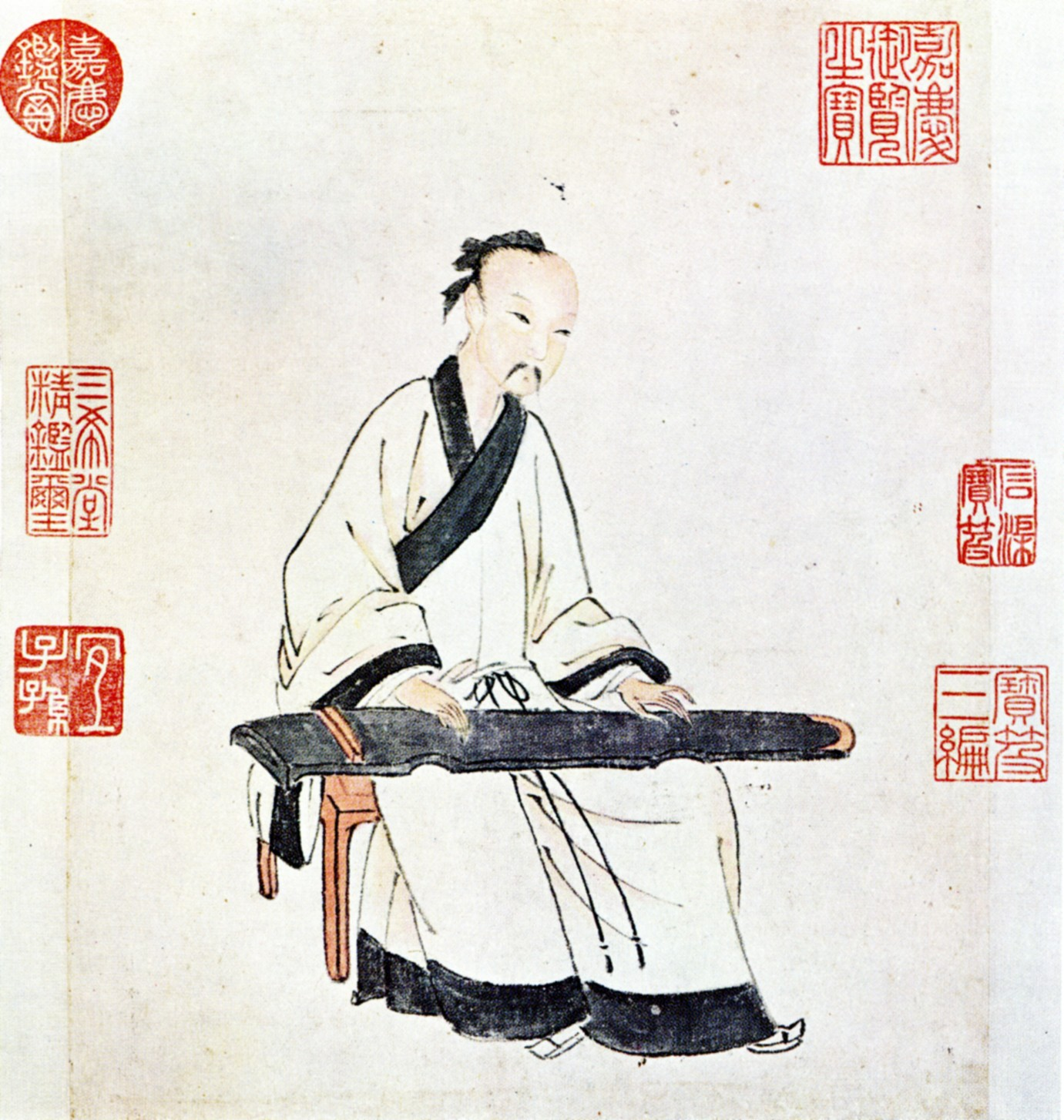
Yang Jijin jouant du guqin (cithare), peinture de Wen Boren (v. 1502-1575), musée national du Palais, Taipei.

La musique, le chant et la danse occupaient une place importante dans les activités de divertissement. La musique était certes un art que tout bon lettré se devait de maîtriser pour manifester son savoir et son bon goût. Mais quand il s'agissait de divertir on faisait appel à des troupes moins valorisées socialement et ceux qui faisaient de la musique et de la danse leur gagne-pain n'étaient pas bien considérés. Il en allait de même pour les acteurs des spectacles de rue et représentations théâtrales, très courantes en milieu urbain, dont l'art mêlait danse, chants, musique et acrobaties. Des récits pouvaient également être déclamés par des conteurs, ou représentés par des marionnettistes et des théâtres d'ombres. Des troupes itinérantes parcouraient les villes pour donner des représentations de pièces populaires relatant des histoires romantiques, fantastiques ou héroïques. Les pièces de théâtre ne furent jamais dédaignées par les temples (lors des fêtes religieuses) ou les élites sociales (qui disposaient de théâtres privés) qui participaient souvent au financement des troupes d'acteurs et influencèrent de façon croissante le contenu des œuvres. Cela se traduisit par des contenus de plus en plus expurgés de leurs aspects subversifs, avec l'apparition des pièces de théâtre élitistes rédigées par des lettrés de renom (voir plus bas).

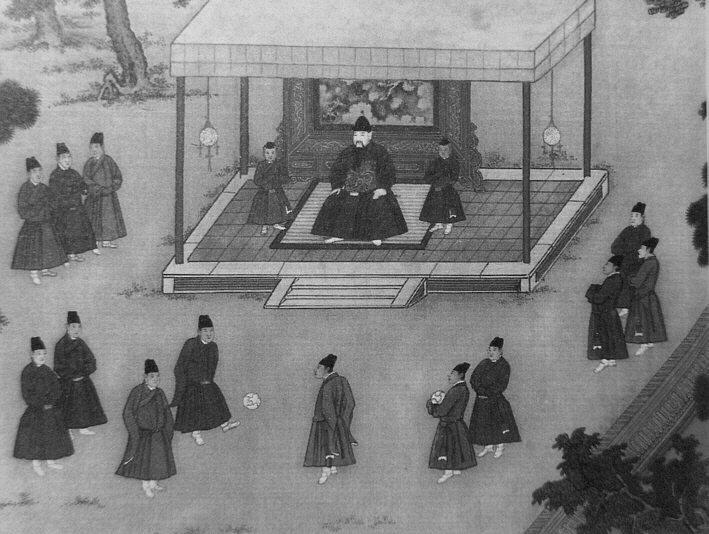
L'empereur Yongle regardant les eunuques du palais impérial jouant au cuju (jeu de ballon au pied).

Au quotidien, les Chinois pratiquaient différentes activités de loisirs, dont beaucoup mêlaient leur goût pour le jeu d'argent. C'était le cas des jeux de hasard comme les dés, les cartes ou les diverses sortes de jeux de dominos qui étaient alors en vogue, ainsi que des jeux d'adresse. Ces activités se pratiquaient dans les résidences, mais également sur les marchés, chez les courtisanes, dans des sortes de tripots, etc., et les sommes en jeu étaient telles que certains se retrouvaient ruinés après plusieurs échecs, allant jusqu'à parier leurs concubines ou même leurs femmes dans des cas extrêmes. La loi réprimait en principe ces paris d'argent, mais ils étaient à ce point prisés que les autorités n'étaient pas en mesure de les empêcher. D'autres jeux de réflexion comme le mah-jong, le weiqi (connu en Europe par son nom japonais go) ou le xiangqi (les « échecs chinois ») étaient également très pratiqués.
Parmi les activités sportives, le jeu de ballon, cuju, fut très apprécié de plusieurs empereurs Ming. Les jeux de force, de tir-à-l'arc ou les compétitions de lutte et autres arts martiaux étaient courants lors des festivités. Dans un autre registre, l'empereur Xuande se délectait des combats de grillons, et sa passion envahit toute la société, donnant naissance à un artisanat remarquable des cages à grillons, ainsi qu'à la rédaction de traités relatifs à cet insecte, en particulier celui du grand écrivain Yuan Hongdao. Les combats de coqs étaient également très répandus, parmi la variété de combats d'animaux qui existaient alors, et donnaient lieu à de nombreux paris et à des investissements importants dans l'entraînement des bêtes. Des spectacles moins violents de dompteurs étaient tout aussi répandus ; parmi les plus originaux se trouvaient notamment des spectacles d'oiseaux dressés à reconnaître des caractères d'écriture, ou de crapauds capables de scander des sutras bouddhistes, ainsi que des théâtres de singes.

## Vie intellectuelle et artistique

### Courants de pensée

#### Les synthèses de l'époque de Yongle et la pensée des débuts des Ming

Les candidats aux examens impériaux se pressent pour voir les résultats affichés sur le mur ; détail d'un rouleau de Qiu Ying (1494–1552).

Le règne de Yongle vit la rédaction d'une vaste compilation commanditée par l'empereur et dirigée entre 1403 et 1408 par son Grand secrétaire Xie Jin, l'Encyclopédie de l'ère Yongle (Yongle dadian). Devant comprendre tous les ouvrages rédigés en chinois, elle comportait la bagatelle de 22 877 chapitres, organisés par matières. Manuscrite et jamais imprimée en raison de son ampleur qui empêchait toute tentative en ce sens, il ne reste aujourd'hui qu'une faible partie de son contenu original. D'autres anthologies furent publiées au début des Ming, regroupant des textes des penseurs de la tradition néo-confucéenne de l'époque Song (celle issue de Cheng Yi et de Zhu Xi, le courant « Cheng-Zhu »), dont des commentaires des classiques qui fournissaient les idées essentielles de la pensée officielle qui devait faire partie du bagage des candidats aux concours impériaux.
Ces travaux posèrent les bases de la vie intellectuelle de l'époque Ming, et marquèrent de leur empreinte les examens impériaux, qui se caractérisaient par des épreuves rigides valorisant l'idéal confucéen et un style plutôt « antiquisant », comme la « composition à huit jambes », baguwen (en), dans lequel tous les lettrés tentèrent d'exceller, et qui devait faire l'objet de vigoureuses critiques aux débuts des Qing. Mais certains ne tardèrent pas à prendre leurs distances par rapport aux écrits « orthodoxes ». Survit ainsi dès le premier siècle de la dynastie l'idéal de retrait du monde manifesté par certains esprits brillants comme Wu Yubi (1392-1469), Hu Juren (1434-1484) puis Chen Xianzhang (1428-1500), refusant les fonctions officielles pour se consacrer notamment au travail manuel et à la recherche spirituelle, sous l'influence du bouddhisme.

#### Wang Yangming

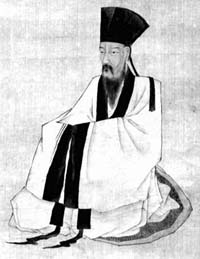
Wang Yangming (1472–1529) était considéré comme le penseur confucéen le plus influent depuis Zhu Xi.

Wang Yangming (ou Wang Shouren, 1472–1529) fut la personnalité chez qui la critique du courant dominant fut la plus forte durant la première partie de la dynastie, et son influence sur les penseurs postérieurs fut considérable, car ils furent pour ainsi dire forcés de se positionner en fonction de sa pensée. Wang fut assurément une figure marquante en son temps, car en plus d'être un fonctionnaire érudit qui réussit avec succès les examens impériaux, il fut également un général à la carrière remarquable. Sa pensée fut marquée par l'héritage confucéen, mais également bouddhiste, ainsi que les techniques de longévité taoïstes. On retient généralement celle-ci comme faisant partie de l'« école de l'esprit » remontant à Lu Xiangshan, grand penseur de l'époque Song dont les vues sont opposées à celles de Zhu Xi. Wang reprit à son tour l'idée de la bonté innée de l'âme humaine, issue des réflexions de Mencius. Afin d'atteindre la sainteté permise par cet état naturel, il faudrait selon lui procéder à un travail sur son esprit, qui préside à toutes choses (« l'esprit est le principe »), pour atteindre l'extension de la connaissance morale innée (l'influence de la pensée bouddhiste chan est manifeste sur ce point). Contrairement au dogme dominant, Wang avançait que toute personne, peu importe ses origines et sa richesse matérielle, pouvait devenir aussi sage que les anciens penseurs Confucius et Mencius et que les écrits de ces derniers n'étaient pas la vérité mais des guides pouvant comporter des erreurs. Homme d'action, Wang professait que la pratique est nécessaire, et permet la révélation du savoir (« connaissance et action ne font qu'un »). Il formulait ainsi une pensée plus engagée dans le monde que celle de l'école Cheng-Zhu. Dans l'esprit de Wang, un paysan ayant eu de nombreuses expériences et en ayant tiré les enseignements était plus sage que le penseur qui avait soigneusement étudié les classiques mais qui n'avait aucune expérience du monde réel et n'avait pas observé ce qui était vrai.

#### Les courants anticonformistes
Émergèrent également des pensées plus contestataires de l'ordre établi. Wang Gen (1483-1541), un saunier du Bas Yangzi marqué par les enseignements de Wang Yangming, chercha à élaborer une forme populaire du néo-confucianisme (l'« école de Taizhou »), destinée à tous, grâce à des groupes de discussion portant sur les textes confucéens et la valorisation de l'expérience pratique. Un de ses épigones, Li Zhi (1527-1602) fut un des plus importants critiques de l'ordre mandarinal, ce qui lui valut finalement d'être mis en détention, où il se suicida. Il traitait avec irrévérence les écrits des grands maîtres du confucianisme, et poussa à l'extrême l'idée de Wang Yangming selon laquelle chacun pouvait devenir un saint, et qu'il fallait pour cela rejeter les règles et la morale traditionnelles. Il exerça une influence importante sur plusieurs écrivains critiques de son époque, comme Yang Shen ou Yuan Hongdao.

#### La politisation des débats intellectuels à la fin des Ming
En général, la contestation de l'idéologie officielle fut moins radicale. Certains penseurs tentèrent ainsi de remettre au centre des réflexions sur l'énergie (qi) comme source de vie et d'unité, tandis que d'autres tentèrent d'élaborer des pensées syncrétiques mêlant le confucianisme dominant au bouddhisme et au taoïsme, considérant que ces trois enseignements ne faisaient qu'un. En opposition aux idées « libérales » de Wang Yangming se trouvaient les conservateurs du censorat, une institution gouvernementale ayant le droit et la responsabilité de se prononcer contre les malfaisances et les abus de pouvoir, ainsi que les lettrés confucéens certes contestataires mais toujours marqués par les courants orthodoxes, rattachés à l'académie Donglin (voir ci-dessous), ou le penseur Liu Zongzhou (1578-1645) qui resta dans le cadre orthodoxe mais tenta d'y intégrer des éléments de la pensée de Wang en les remodelant, tout en étant un critique de la politique gouvernementale. De fait, dès la seconde moitié du XVIe siècle, les réflexions et discussions philosophiques étaient devenues très libres et politisées, donnant naissance à une période d'intenses réflexions sur l'exercice du pouvoir.
Cette effusion de critiques inquiéta le pouvoir dès 1579 : le Grand secrétaire Zhang Juzheng ordonna alors la fermeture des académies privées afin de mieux contrôler les esprits indépendants (il fit même exécuter l'un des plus virulents d'entre eux, He Xinyin). Cela n'empêcha pas l'activité des groupes de réflexion (certes les moins extrémistes) de reprendre de plus belle au début du XVIIe siècle, comme en témoigne le rétablissement par Gu Xiancheng (1550-1612) de la vieille académie Donglin (« Forêt de l'Est », originaire du Jiangsu) en 1604, pour devenir un instrument de critique de la politique gouvernementale. Les lettrés méridionaux faisant partie de ce cercle avaient souvent été placardisés ou révoqués par le pouvoir central, à l'instigation notamment des eunuques. Ils se démarquaient des courants les plus critiques en rejetant l'idéal de retrait du monde, insistant au contraire sur la nécessité de rester dans l'appareil politique pour agir sur le monde. Ce faisant, ils renvoyaient à la morale et au ritualisme traditionnels du confucianisme. Le second chef de l'académie Donglin, Gao Panlong, fut arrêté en 1626 à l'instigation de l'eunuque Wei Zhongxian, et préféra se suicider. L'académie put renaître peu après sous le nom de « Société du Renouveau » (Fushe) à Suzhou, participant d'abord à la résistance contre les eunuques, puis à celle dirigée contre les Mandchous après 1644. Certains de ses membres furent proches de lettrés convertis au christianisme, comme Xu Guangqi. C'est également de ces cercles que devaient émerger les futurs grands intellectuels des débuts de la dynastie Qing : Gu Yanwu et Huang Zongxi, membres de la Société du Renouveau, Wang Fuzhi qui fonda sa propre société.

### Lettres, arts et esthétique

#### Esthètes et collectionneurs

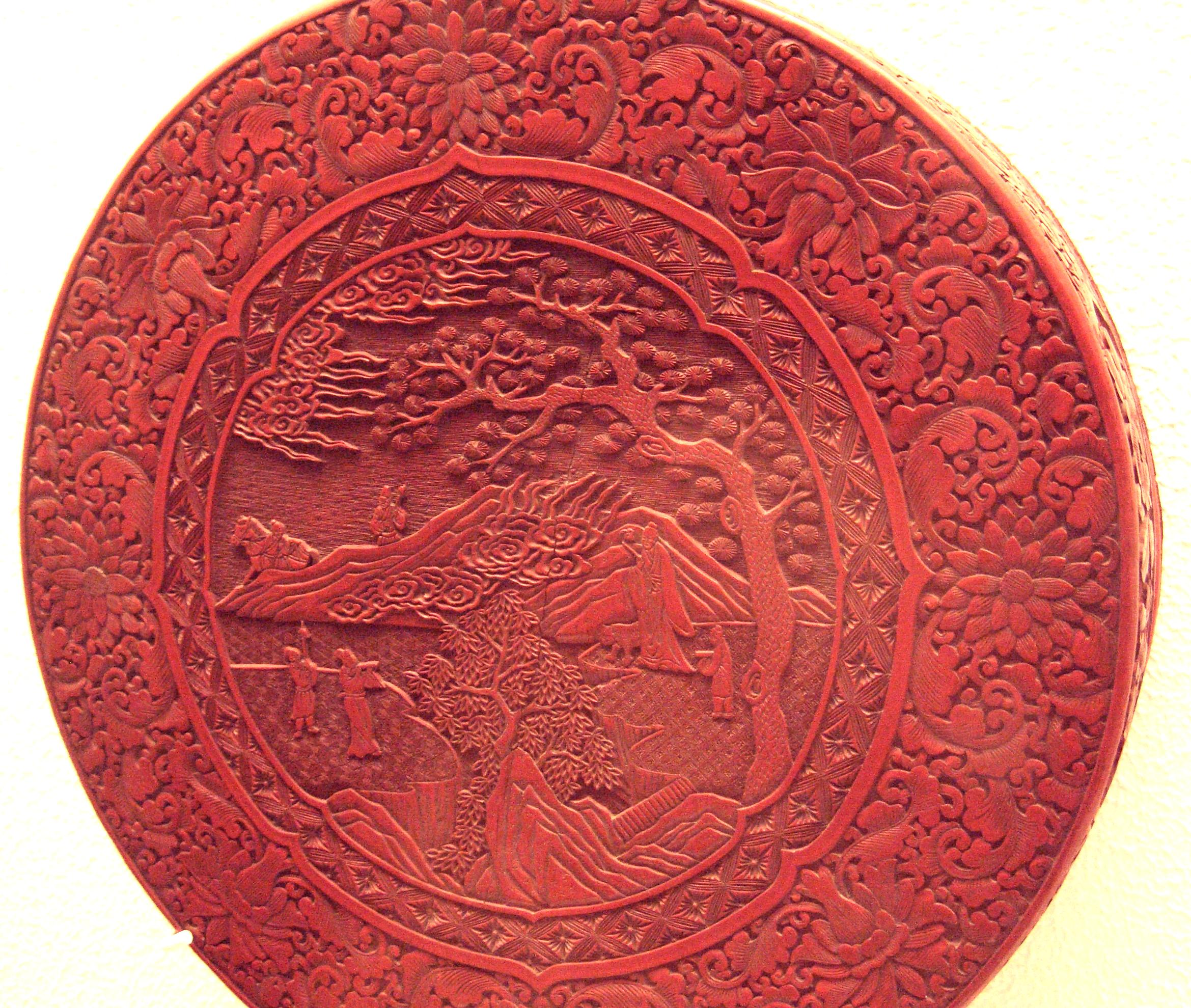
Une boîte décorée à la laque rouge montrant des personnages à la campagne entourés d'un motif floral.

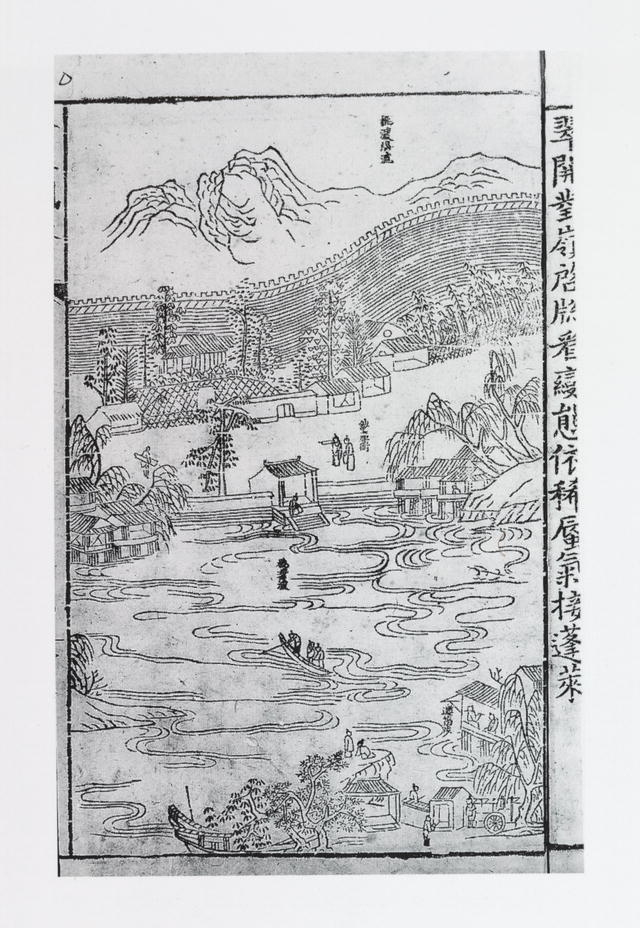
Vue d'un lac de Nankin, impression sur bois du Jinling Tuyong, monographie sur la région de Nankin, 1624.

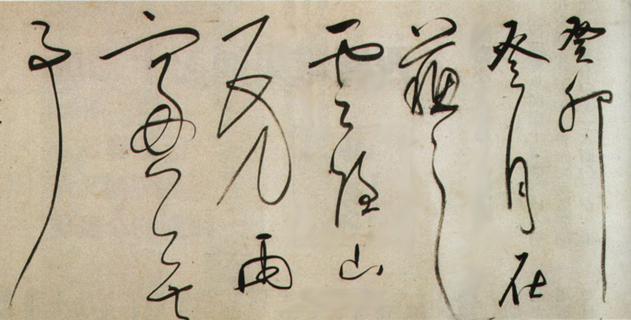
Détail d'un écrit en style cursif (caoshu) de Dong Qichang, considéré comme un maître de cette forme de calligraphie, dont les œuvres originales sont très prisées par les collectionneurs. Début XVII, musée national de Tokyo.

La période des Ming vit le développement chez les élites du goût pour la recherche d'objets de valeur, dont on ne prisait pas seulement l'utilité première mais aussi l'aspect symbolique et le prestige que leur possession conférait. Cela n'était certes pas une innovation de l'époque, loin de là, mais la recherche de ces objets se développa comme jamais auparavant, se diffusant à une large partie de la population aisée et conduisant à la fin de la dynastie à l'apparition d'un important marché d'objets de collection. Il était animé par de nombreux amateurs qui « s'en servaient pour exprimer les idées les plus sublimes de leur culture : la contemplation méditative, le discernement esthétique et le bon goût » (Brook).
Au début de la période, les collectionneurs se concentraient sur ce qui était depuis longtemps valorisé par les lettrés, à savoir les peintures et les calligraphies, ou des pièces anciennes comme des objets en jade, des sceaux, des bronzes antiques. Puis le champ des objets recherchés s'étendit progressivement aux porcelaines, au mobilier, aux laques, ainsi qu'aux livres imprimés de qualité. Les pièces anciennes étaient les plus rares donc les plus chères, mais les travaux des artisans spécialisés des époques récentes étaient également très demandés. Les résidences des personnages les plus riches et raffinés se devaient donc d'avoir de beaux meubles dans les différentes pièces, peintures, bibliothèques disposant de nombreux livres, vases de qualité contenant des bouquets de fleurs, tout cela devant manifester le goût et le sens du style assurés du maître de maison.
La demande vers la fin des Ming fournissait du travail à des marchands d'art et même à des faussaires qui réalisaient des imitations. Cela fut remarqué par le jésuite Matteo Ricci alors qu'il se trouvait à Nankin et écrivit que les faussaires chinois pouvaient réaliser de très belles œuvres d'art pour en tirer un profit important. Il existait néanmoins des guides pour aider les connaisseurs prudents et le livre de Liu Tong (?-1637) imprimé en 1635 offrait au lecteur des méthodes pour déterminer non seulement la qualité mais aussi l'authenticité d'un objet.

#### Livres et littérature

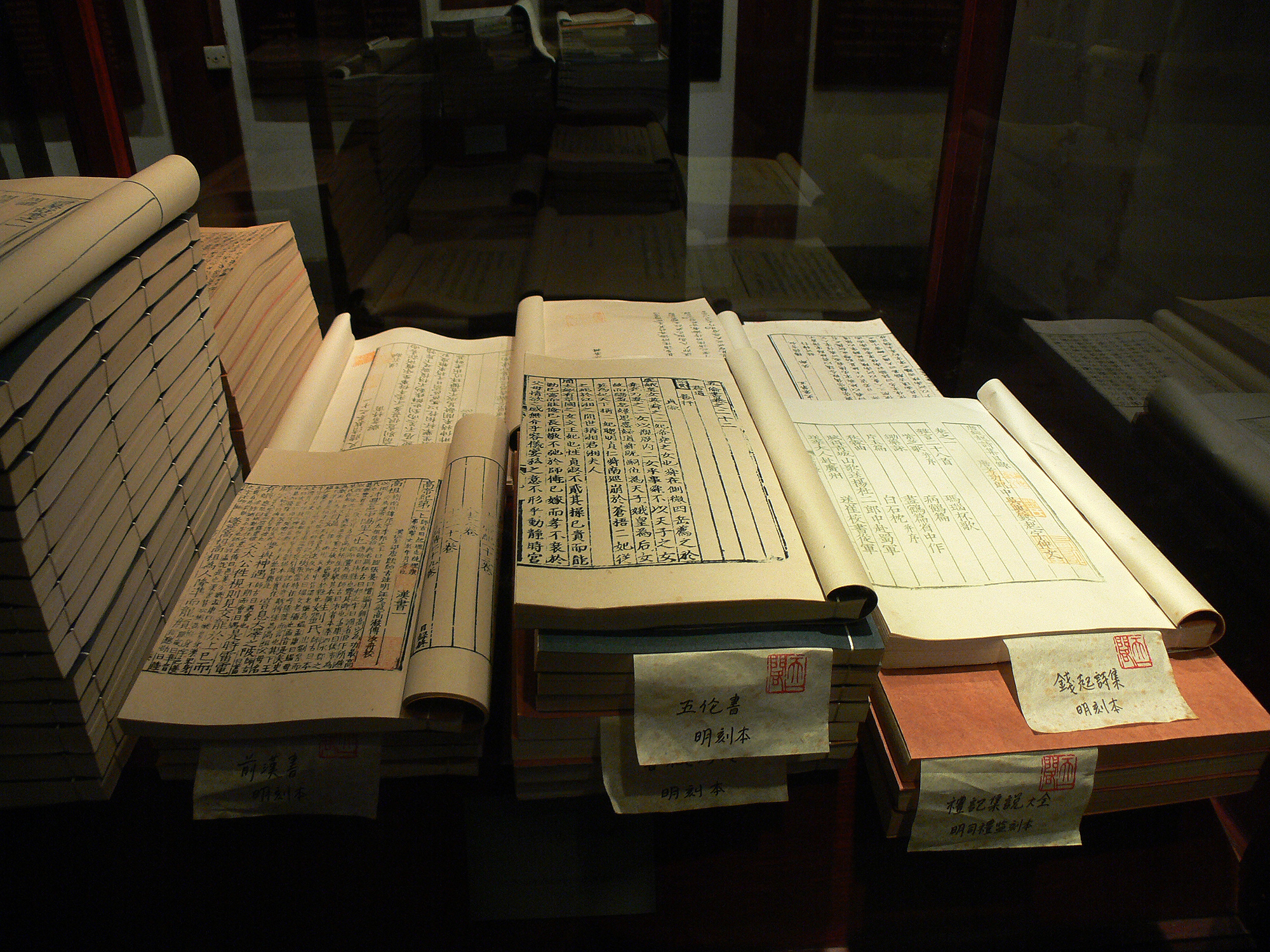
Volumes du Livre des Han xylographiés à l'époque Ming, collection du pavillon Tianyi de Ningbo (Zhejiang), la plus ancienne bibliothèque encore existante en Chine, fondée en 1561.

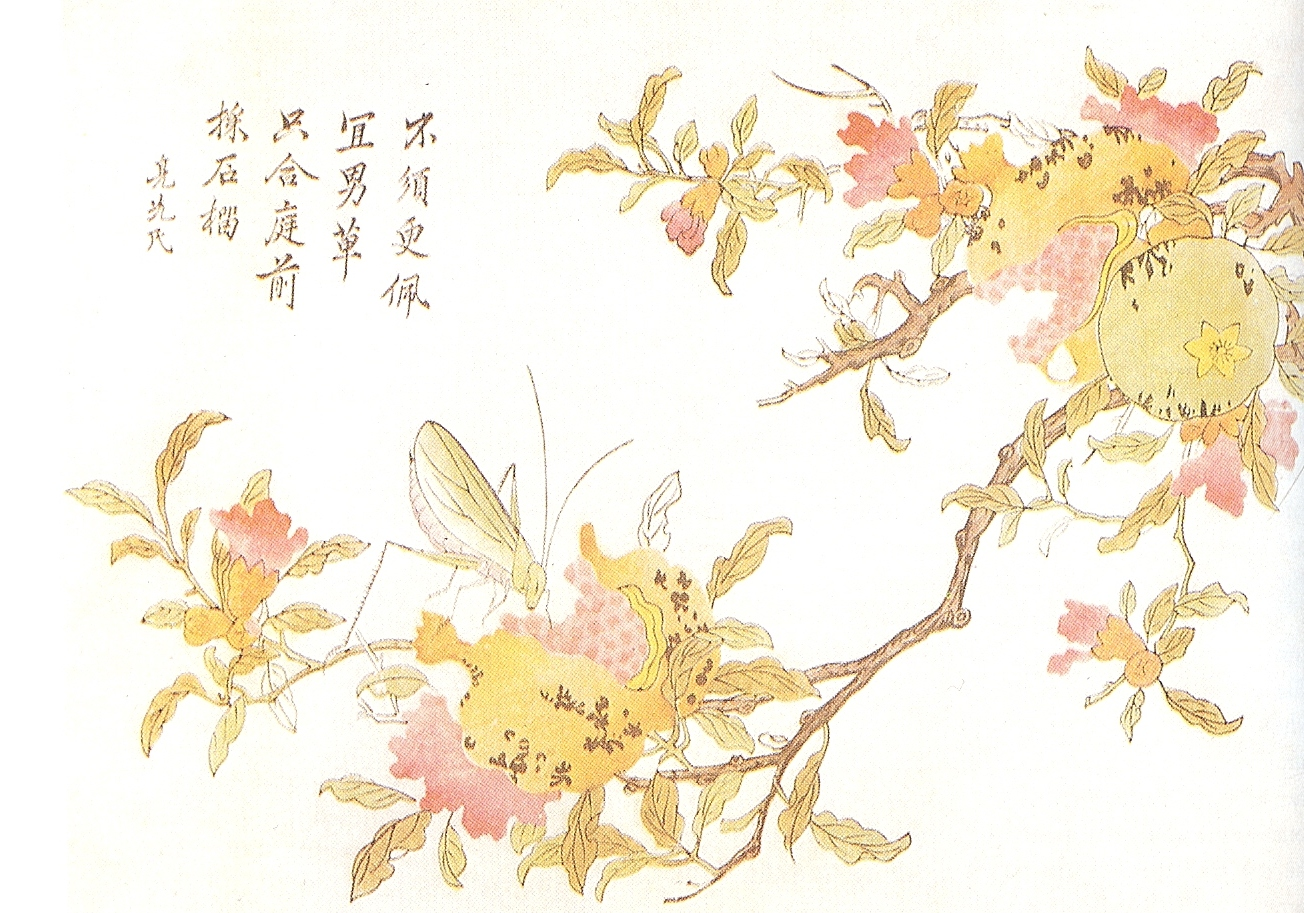
Grenades et sauterelle, impression sur bois en couleur du début du XVII. British Museum.

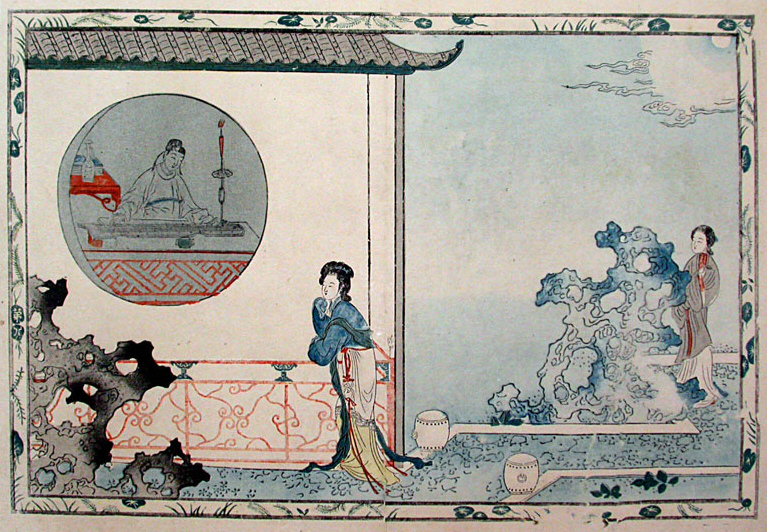
Xylographie en couleurs provenant d'une édition imprimée par Min Qiji en 1640 de l'Histoire du pavillon d'Occident (Xixiang ji) de Wang Shifu, pièce du théâtre du Nord (zaju) de l'époque Yuan : Zhang Junrui jouant de la musique la nuit.

Les lettrés étaient logiquement de grands amateurs de livres. Beaucoup d'entre eux étaient de véritables bibliophiles, collectionnant de nombreux ouvrages, prisant en particulier les plus originaux, les plus beaux ou les plus anciens, qu'ils traitaient alors avec une précaution extrême (et souvent dans la crainte d'un incendie qui ravagerait leur précieuse collection).
L'offre de livres devint plus importante sous la dynastie Ming, avec la diffusion de l'imprimerie qui ne fut désormais plus limitée aux éditions officielles surveillées par le pouvoir impérial. Les éditions se faisaient alors par le procédé de la xylographie (le principe des caractères mobiles était connu mais peu répandu), qui peut être fait à bas coût. Ce moyen d'impression permettait également de reproduire aisément des images, qui devinrent courantes dans les ouvrages, ce qui était très apprécié par les bibliophiles de l'époque surtout quand il s'agissait d'estampes en couleur (plus onéreuses). Grâce à ces progrès et à l'importance de la demande dans une société dont les élites étaient de plus en plus riches, un marché du livre dynamique se développa. Certains lettrés purent accumuler des milliers de livres : il n'était pas rare de trouver autour de 1600 des bibliothèques privées comprenant dans les 10 000 ouvrages, ce qui aurait été inenvisageable auparavant. Si l'essor de la production et de la diffusion de livres concerna les œuvres anciennes, il incita également les éditeurs à diffuser des créations récentes dans des quantités importantes, et également une plus grande variété de genres, allant du roman de faible qualité littéraire édité dans un but « commercial » jusqu'aux œuvres scientifiques et techniques, et d'autres plus érudites ayant une diffusion plus confidentielle. L'offre ne fut pas seulement considérablement plus importante, elle fut fortement diversifiée.
Les fictions narratives connurent un essor sous les Ming, continuant dans l'écrit l'intérêt qui était porté dans les milieux urbains aux conteurs et aux représentations théâtrales, dans la même optique récréative. Les récits courts en langue vulgaire, notamment les huaben, traitant de sujets fantastiques, romantiques, parfois avec burlesque et érotisme, étaient très prisés. Ils gagnèrent progressivement plus de respectabilité à la fin de la période grâce à des compilations et éditions qui visaient à valoriser leur registre de langue, comme les Contes de la Montagne sereine (Qingpingshantang huaben) édités en 1550, et surtout les travaux de Feng Menglong (1574-1646) et Ling Mengchu (1580-1644), deux auteurs dont les contes ont été ensuite repris dans les Spectacles curieux d'aujourd'hui et d'autrefois (Jingu qiguan) vers 1640. Les récits plus longs furent également développés, atteignant parfois la centaine de chapitres qui en faisaient de véritables romans-fleuves. C'est le cas des romans les plus célébrés de la période Ming, vus comme des chefs-d'œuvre de la littérature chinoise, les « quatre livres extraordinaires » : Les Trois Royaumes (Sanguozhi yanyi) un roman historique, Au bord de l'eau (Shuihu zhuan) sorte de roman de cape et d'épée mettant en scène des brigands au grand cœur, La Pérégrination vers l'Ouest (Xi Youji) relatant le voyage fantastique d'un moine bouddhiste vers l'Inde, et le Jin Ping Mei, un roman de mœurs ; un autre célèbre roman fantastique de cette période est L'Investiture des dieux (Fengshen Yanyi ou Fengshen Bang).
L'autre forme littéraire, ayant les mêmes origines, qui s'épanouit et attira plus l'intérêt des lettrés fut le théâtre, que l'on peut également qualifier d'« opéra » en raison des nombreux passages chantés que contenaient les pièces (leurs auteurs devant donc avoir des talents de poètes et de musiciens). Cela fut accompagné par la rédaction d'ouvrages critiques sur cet art (l'Introduction au théâtre du Sud de Xu Wei, par ailleurs un remarquable dramaturge), et de pièces reconnues comme des œuvres majeures, en premier lieu Le Pavillon aux pivoines (Mudanting) de Tang Xianzu (1550–1616), l'une des plus célèbres de l'histoire chinoise. On distinguait plus généralement le théâtre du Nord en quatre actes, zaju, et le théâtre du Sud aux formes plus libres, le chuanqi,, d'où dérivent les pièces d'opéra plus raffinées et élitistes, les kunqu. Cette affirmation d'un théâtre/opéra des élites lettrés s'est traduite par la rédaction de pièces reflétant leur idéal, plus « conservatrices ».
Parmi les grands hommes de lettres de la période des Ming, il convient également de mentionner Yuan Hongdao (1568-1610). Marqué par l'anticonformisme de Li Zhi dont il était proche, il méprisait la littérature dans des styles classiques et préférait celle en langue vulgaire, comme les contes, ballades, romans et pièces de théâtre. Avec ses frères Yuan Zongdao et Yuan Zhongdao, il mit ainsi au point un style poétique proche de la langue parlée, le « style de Gong'an ». Grand voyageur, il a laissé de remarquables essais relevant de la catégorie des relations de voyage, alors très en vogue, décrivant les sites qu'il découvrait et les émotions qu'ils éveillaient chez lui. Il est également reconnu pour sa maîtrise des écrits poétiques en prose, épistolaires et biographiques. La littérature de voyage connut à la fin des Ming un autre de ses plus remarquables représentants, l'infatigable voyageur et géographe Xu Xiake (1586-1641).

#### Peinture
Il y eut de nombreux peintres de talent durant la période Ming comme Shen Zhou, Dai Jin, Tang Yin, Wen Zhengming, Qiu Ying et Dong Qichang. Ce dernier, un des chefs de file de l'« école de Wu » (le pays de Suzhou), fut également un grand critique de la peinture, dont l'influence sur les périodes postérieures a été majeure. Ces peintres reprirent, en y ajoutant de nouveaux éléments, les techniques et les styles des maîtres des dynasties Song (Mi Fu) et Yuan (Ni Zan et Wang Meng), dont les œuvres étaient alors très recherchées par les amateurs d'art même s'ils devaient généralement se contenter de copies. La peinture narrative se déploie à l'horizontale et le regard suit la narration de droite à gauche. Cette époque est particulièrement riche en peinture de ce genre, dont celles produites par des peintres de l'« école de Wu », sous l'impulsion de Wen Zhengming (1470-1559) et de Qiu Ying (v. 1494-1552) dès les années 1520. Shen Zhou, autre peintre représentatif de l'école de Suzhou, s'illustra dans les principaux styles de peinture lettrée, alliant élégamment peinture, poésie et calligraphie : la peinture de paysage (La grandeur du mont Lu) et la peinture de type « oiseau et fleurs ». Autre artiste de premier ordre, Dai Jin représentant remarquable de l'« école du Zhe » (Zhejiang), plus « romantique », eut une influence notable au Japon, mais pas en Chine où les critiques les plus reconnus (dont Dong Qichang) ne lui accordaient guère d'estime. Plusieurs peintres excellèrent également dans la représentation de personnages, qu'il s'agisse de portraits privés, forme de peinture qui se diffusa à partir du XVIe siècle dans les hautes couches de la société, alors qu'elle était jusqu'alors limitée au cercle de la famille impériale, de scènes illustrant des poèmes, de représentations de lettrés, de moments de la vie impériale présente et passée (la Matinée printanière au palais des Han de Qiu Ying), de scènes religieuses représentant des divinités bouddhistes et taoïstes. En raison de l'importance de la demande, les artistes renommés pouvaient vivre de leur art et étaient très sollicités. Ce fut le cas de Qiu Ying, reconnu comme l'un des plus remarquables copistes de son temps et dont la qualité du trait et de la mise en couleur était jugée inégalable, qui fut payé 2,8 kg d'argent pour peindre un long parchemin à l'occasion du 80e anniversaire de la mère d'un riche mécène.

Peintures de l'époque Ming.
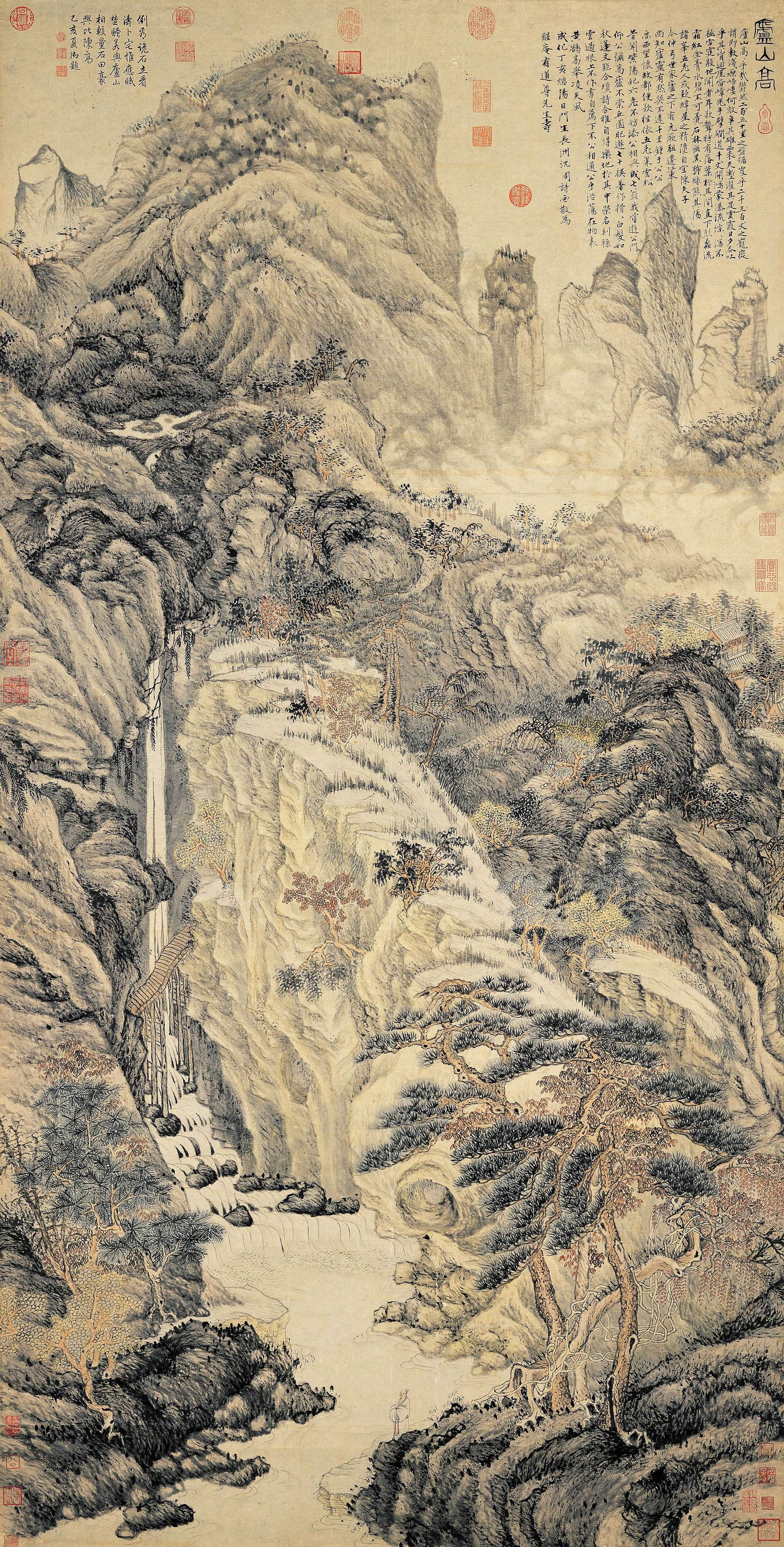
La grandeur du mont Lu de Shen Zhou, 1467. Musée National du Palais (MNP), Taipei.
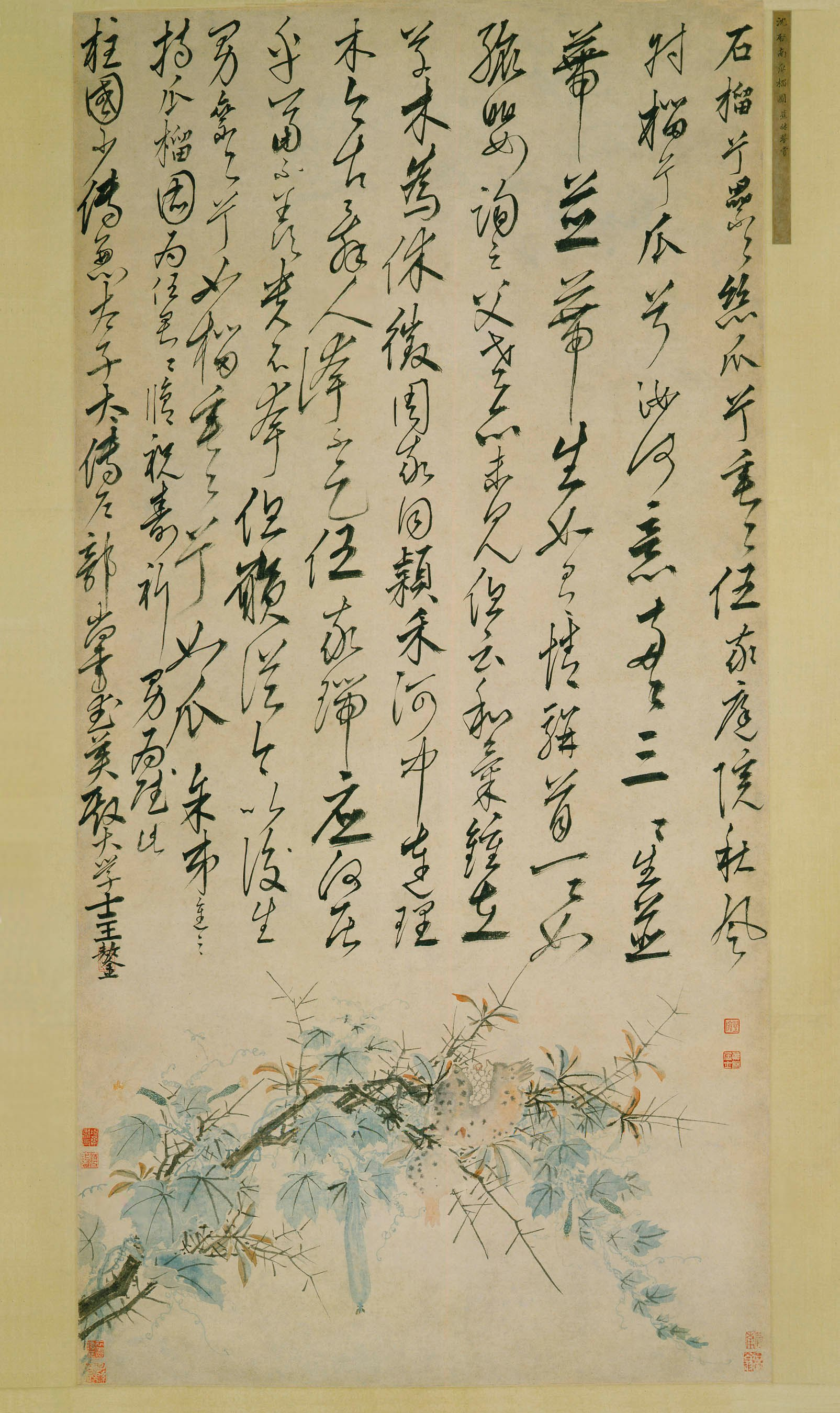
Ode à la grenade et à la vigne vierge, Shen Zhou (peinture) et Wang Ao (poésie), 1506-09. Detroit Institute of Art.
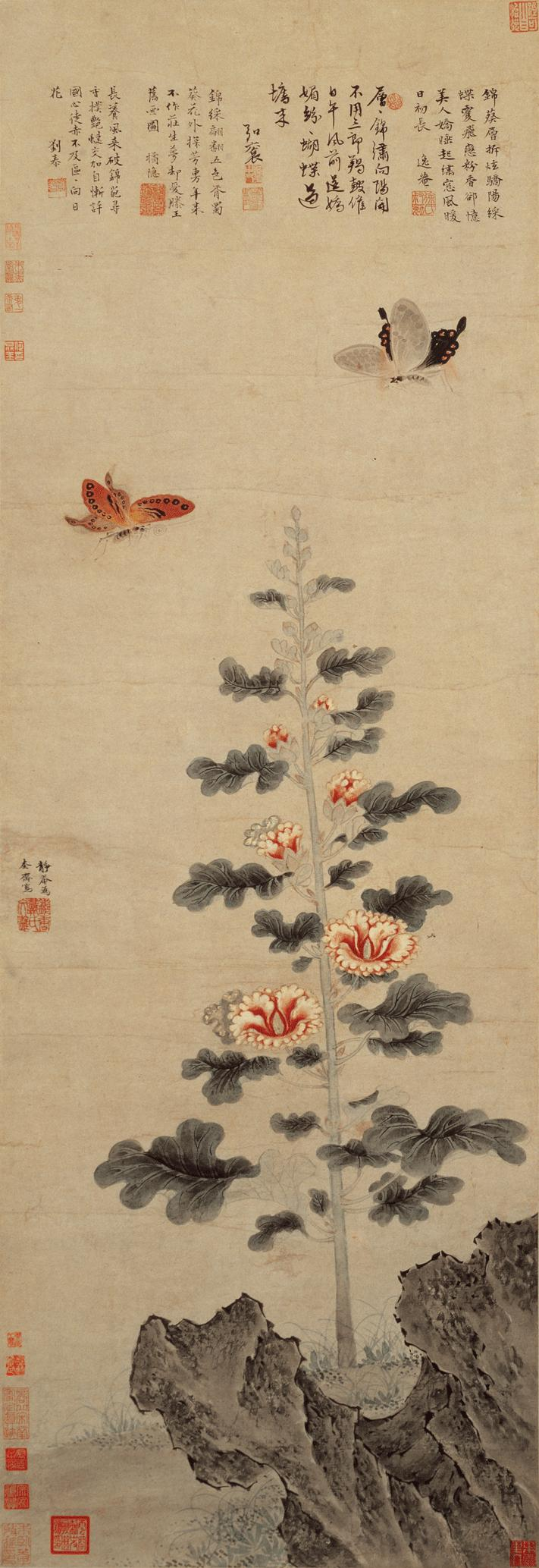
Roses trémières, rocher et papillons, Dai Jin. Musée du Palais, Pékin.
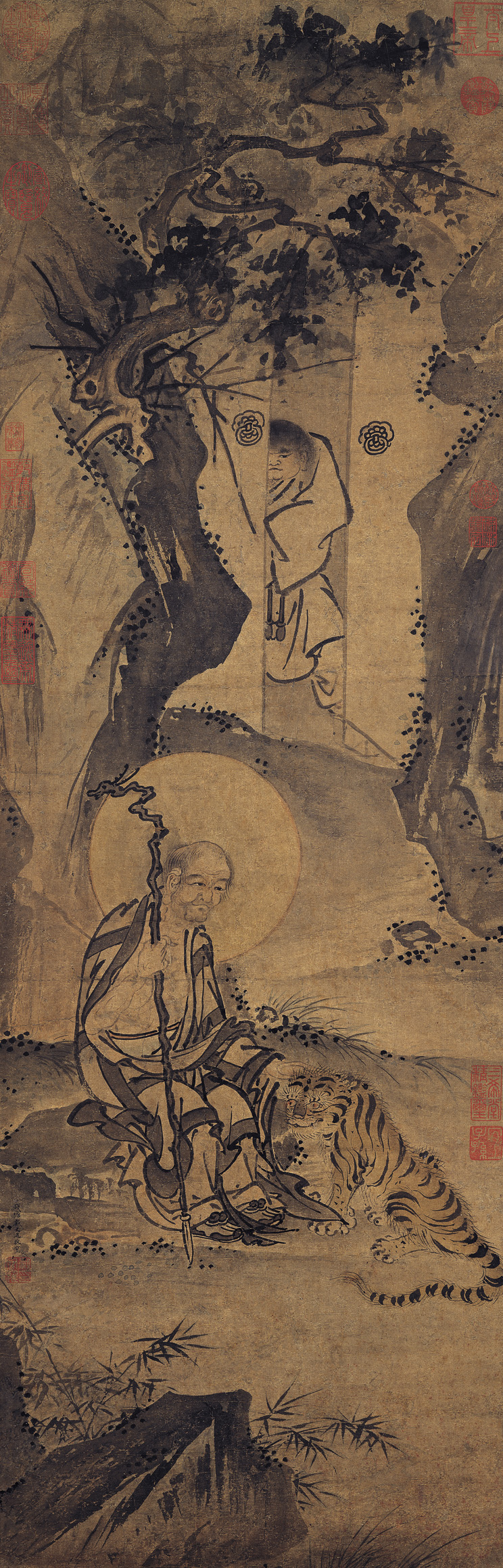
Ascète avec un tigre, Dai Jin. MNP, Taipei.
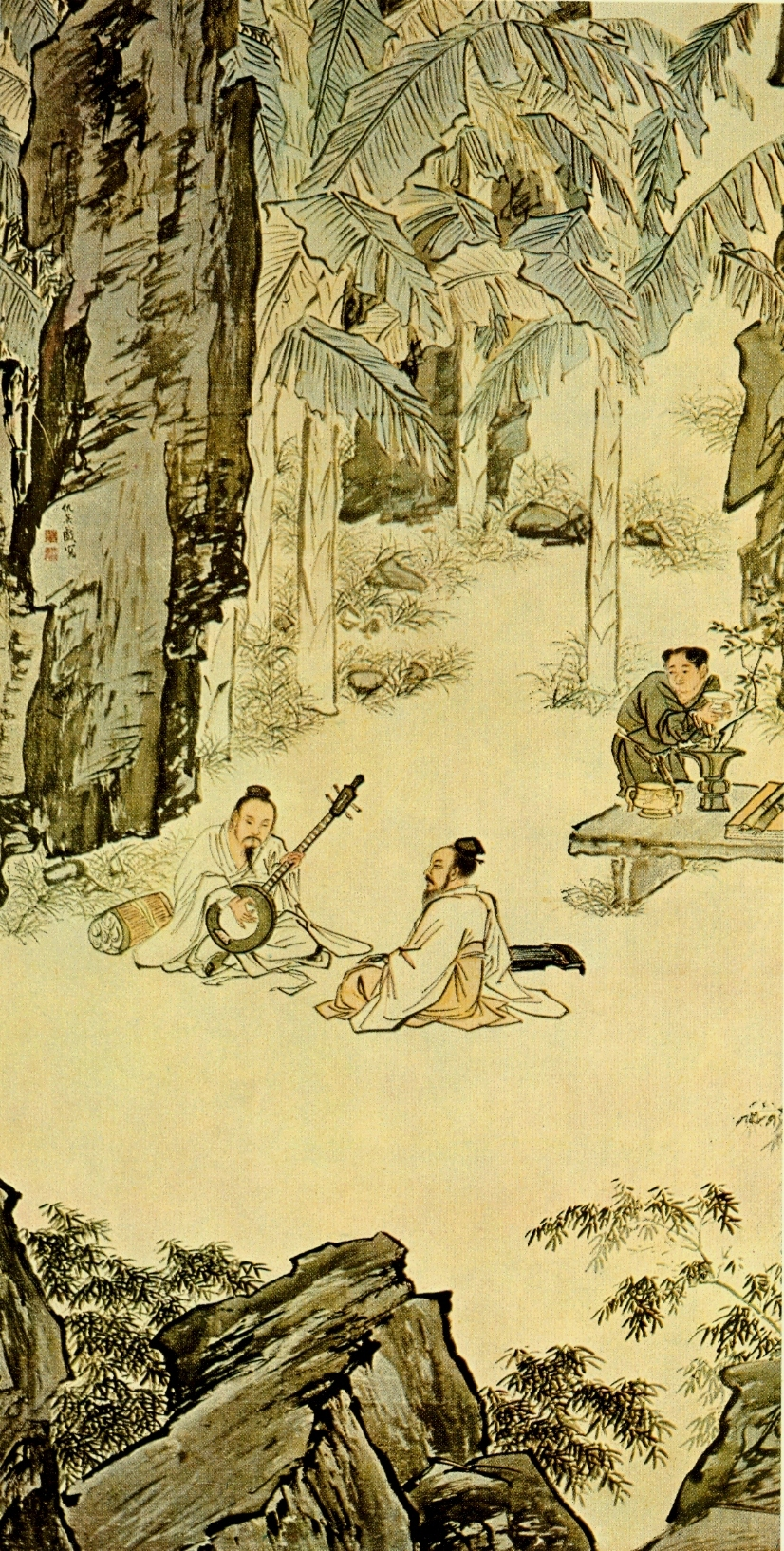
Deux érudits sous les bananiers par Qiu Ying. MNP, Taipei.
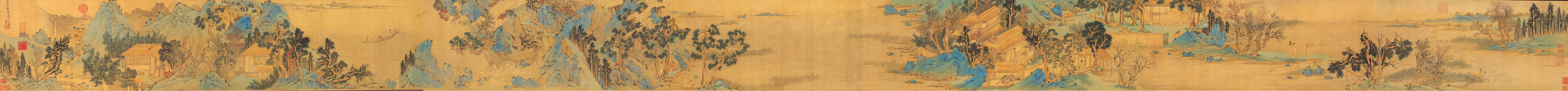
Wen Zhengming 1548. Copie de la "Seconde ode à la Falaise rouge" de Zhao Bosu 1124-1182, encre et couleurs sur soie, 31 × 541 cm. MNP
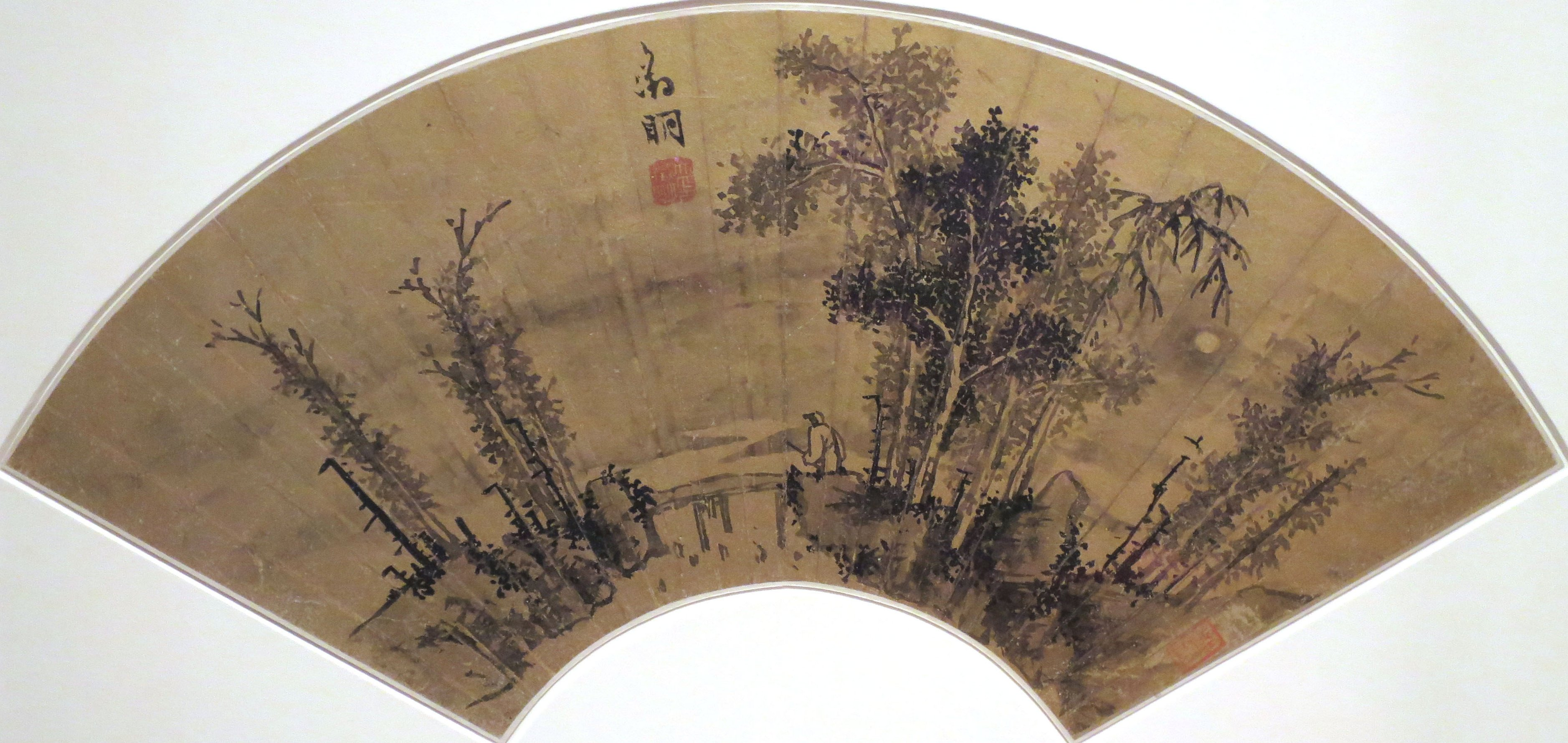
Paysage éclairé par la lune, Wen Zhengming, v. 1550-1559. Honolulu Museum of Art.
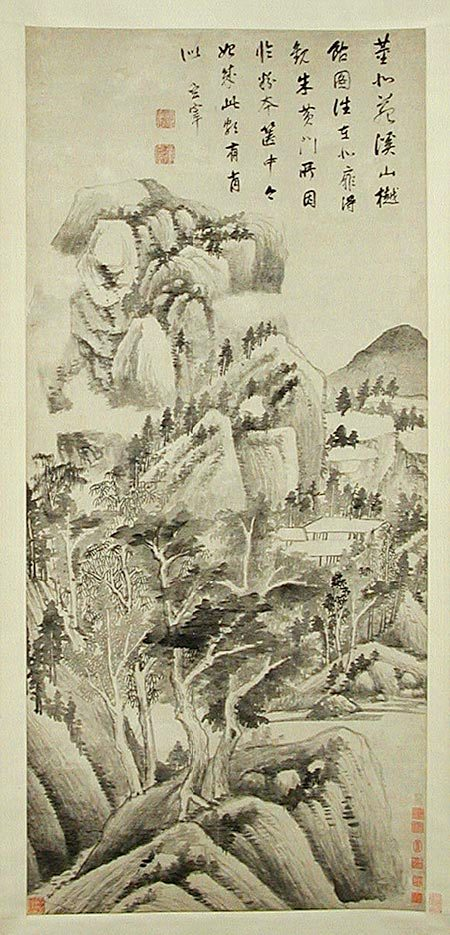
Demeures ombragées parmi les monts et les courants, Dong Qichang, v. 1622–1625. Metropolitan Museum of Art.
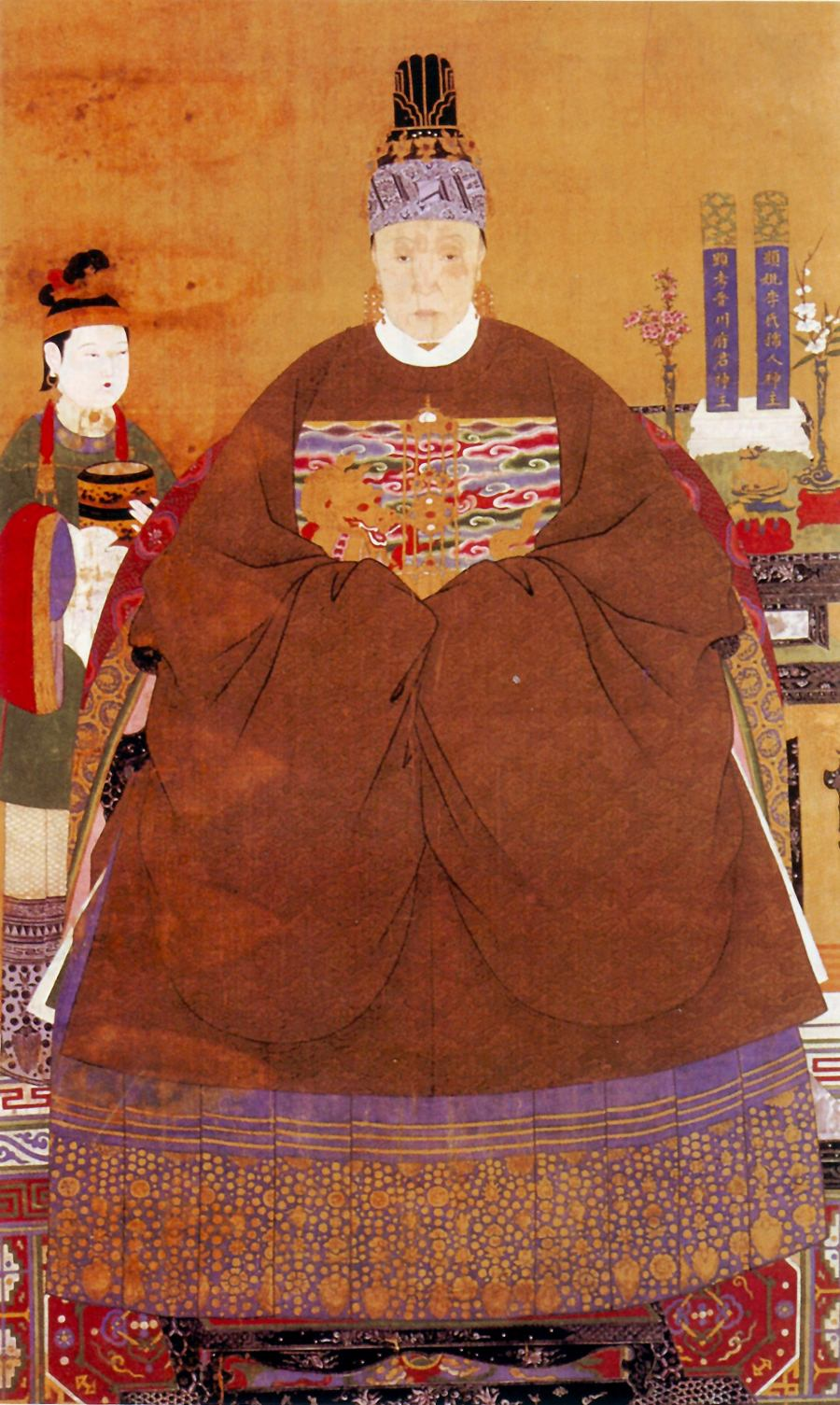
Portrait d'une femme de l'aristocratie de l'époque des Ming, artiste inconnu, XVIe siècle.
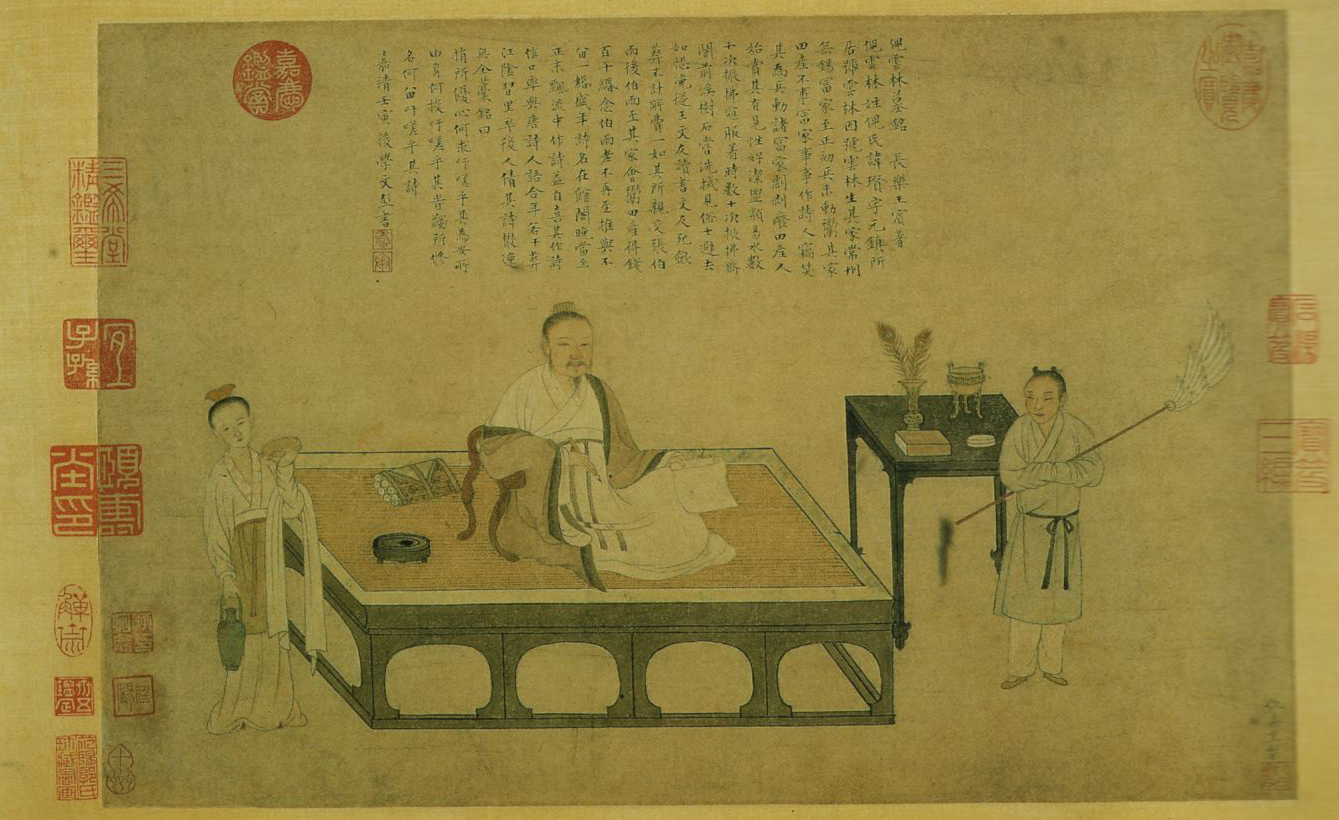
Portrait du peintre-lettré Ni Zan, par Qiu Ying. v. 1542, musée de Shanghai.
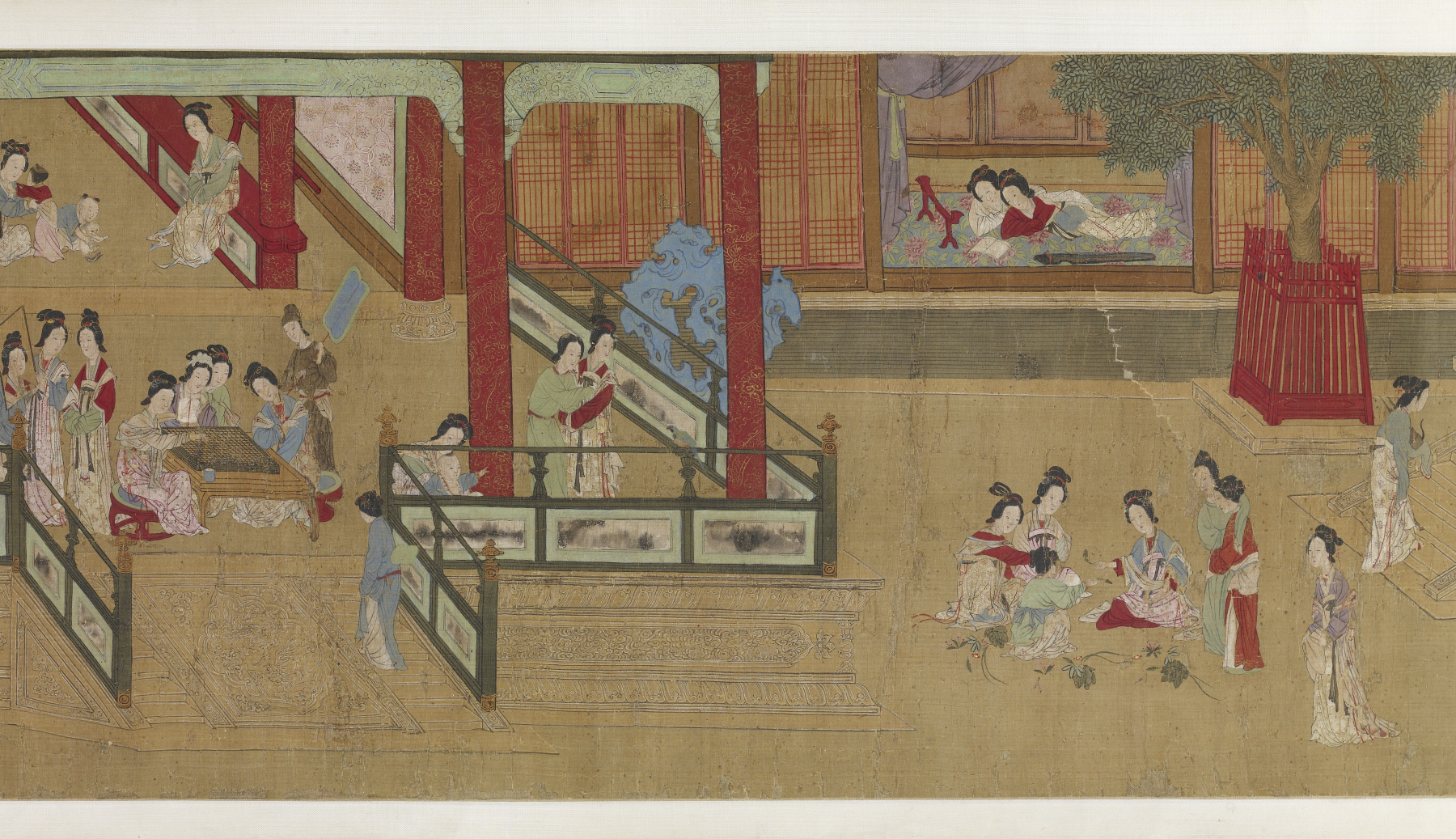
Matinée printanière au palais des Han de Qiu Ying, détail : scène de la vie du gynécée. Copie de la fin du XVIIe siècle. Walters Art Museum.
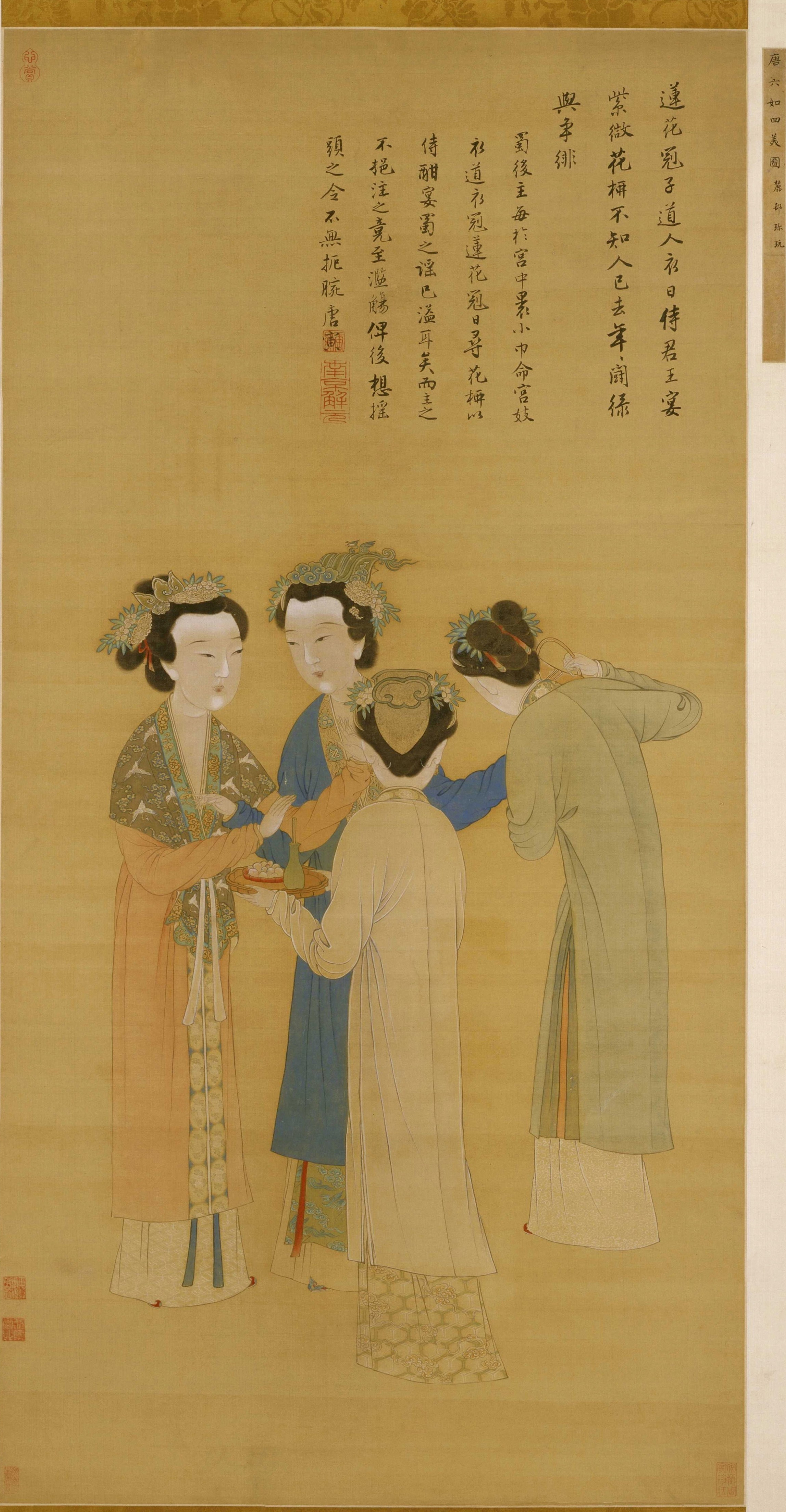
Dames de la cour des Shu antérieurs, Tang Yin. Musée du Palais, Pékin.
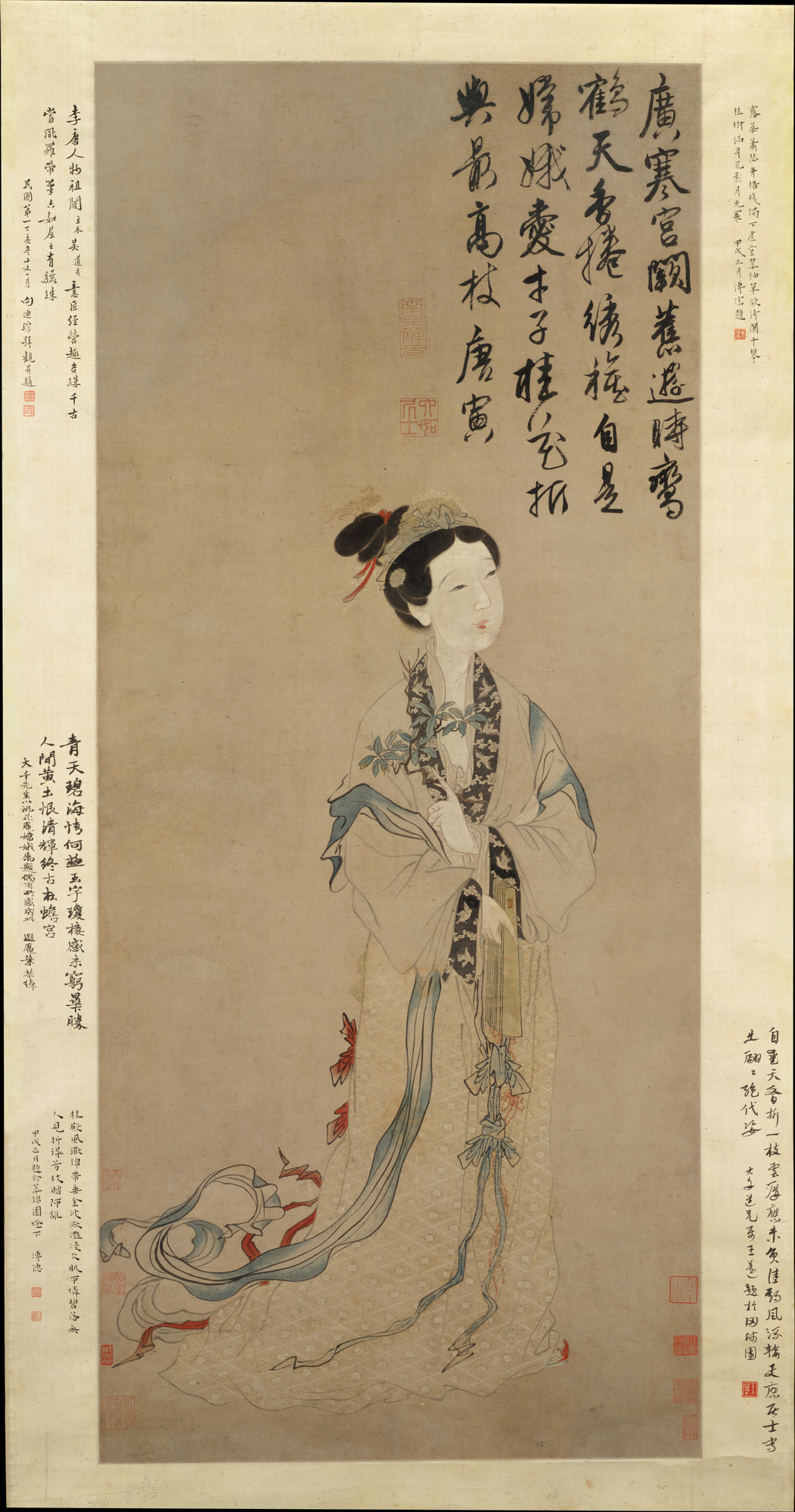
Chang'e, la déesse de la Lune, artiste inconnu d'époque Ming, d'après Tang Yin. Metropolitan Museum of Art.
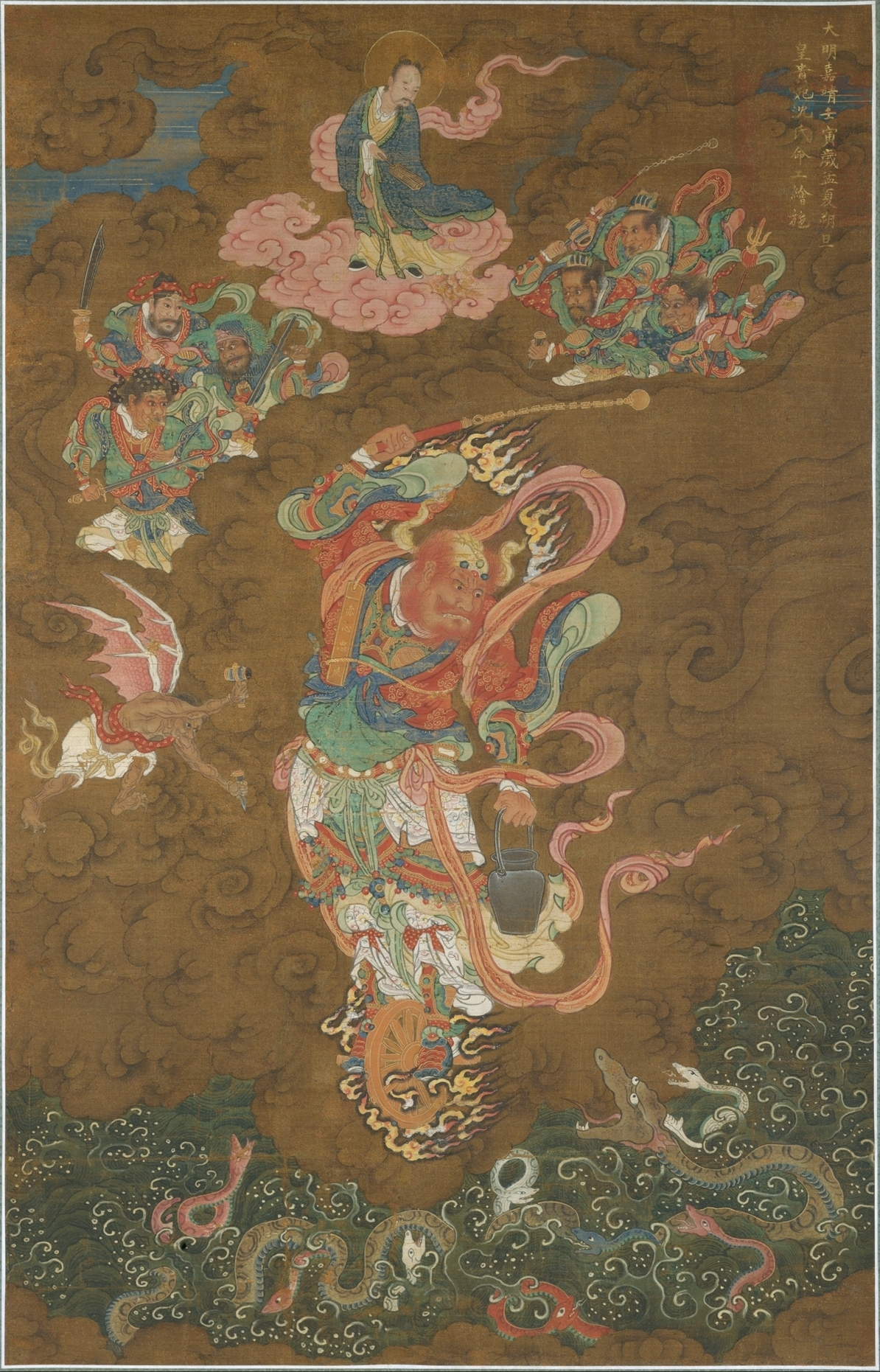
Lei Gong, divinité du tonnerre. Artiste inconnu, v. 1542. Metropolitan Museum of Art.

#### Porcelaine
La porcelaine de qualité était très appréciée par les consommateurs chinois et également à l'étranger. Les principaux centres de production sous la dynastie Ming étaient Jingdezhen dans le Jiangxi et Dehua dans le Fujian où les ateliers contrôlés par l'État devaient répondre à l'importante demande de la cour et des autres amateurs de ces pièces. La plus célébrée fut la porcelaine dite « bleu et blanc » (qinghua), blanche à décor au bleu de cobalt, provenant de Jingdezhen. D'autres pièces de vaisselle à fond jaune et à décor de couleurs vives, comme les « couleurs contrastées » (doucai), furent également très populaires, de même que les statues « blanc de Chine » à couverture onctueuse de Dehua et la vaisselle colorée en rouge vif. De la même manière que des peintres renommés, certains potiers devinrent connus pour leurs œuvres comme He Chaozong au début du XVIIe siècle pour ses porcelaines en blanc de Chine représentant des divinités bouddhistes. Les manufactures de porcelaines répondirent à la demande européenne en créant des articles suivant les gouts des consommateurs en Europe. Chuimei Ho a estimé qu'environ 16 % des exportations de céramiques de la fin de la période Ming étaient destinées à l'Europe et le reste était divisé entre le Japon et le Sud-Est asiatique.

Porcelaines de l'époque Ming.
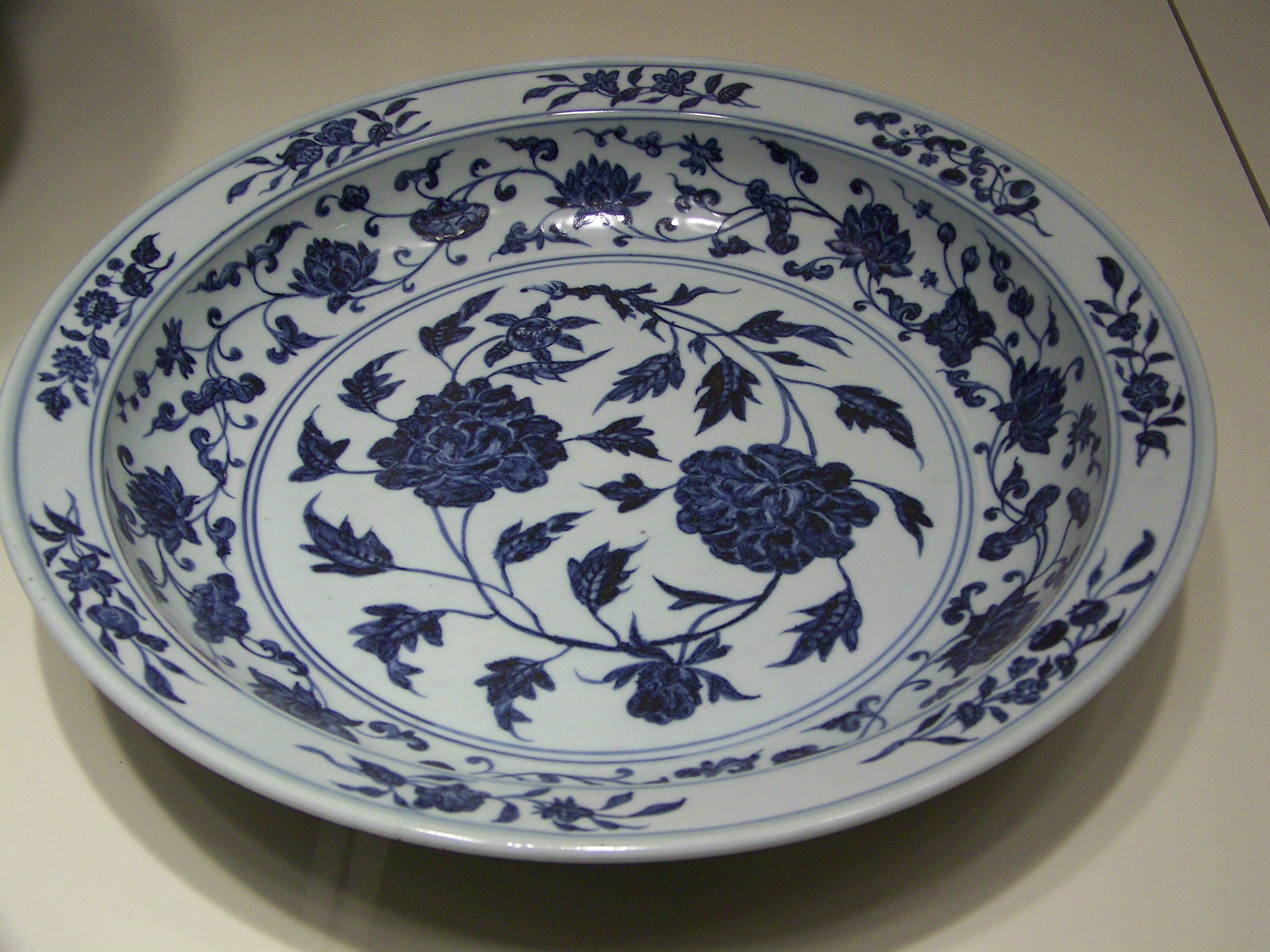
Plat en porcelaine bleu et blanc décoré de motifs floraux. Brooklyn Museum.
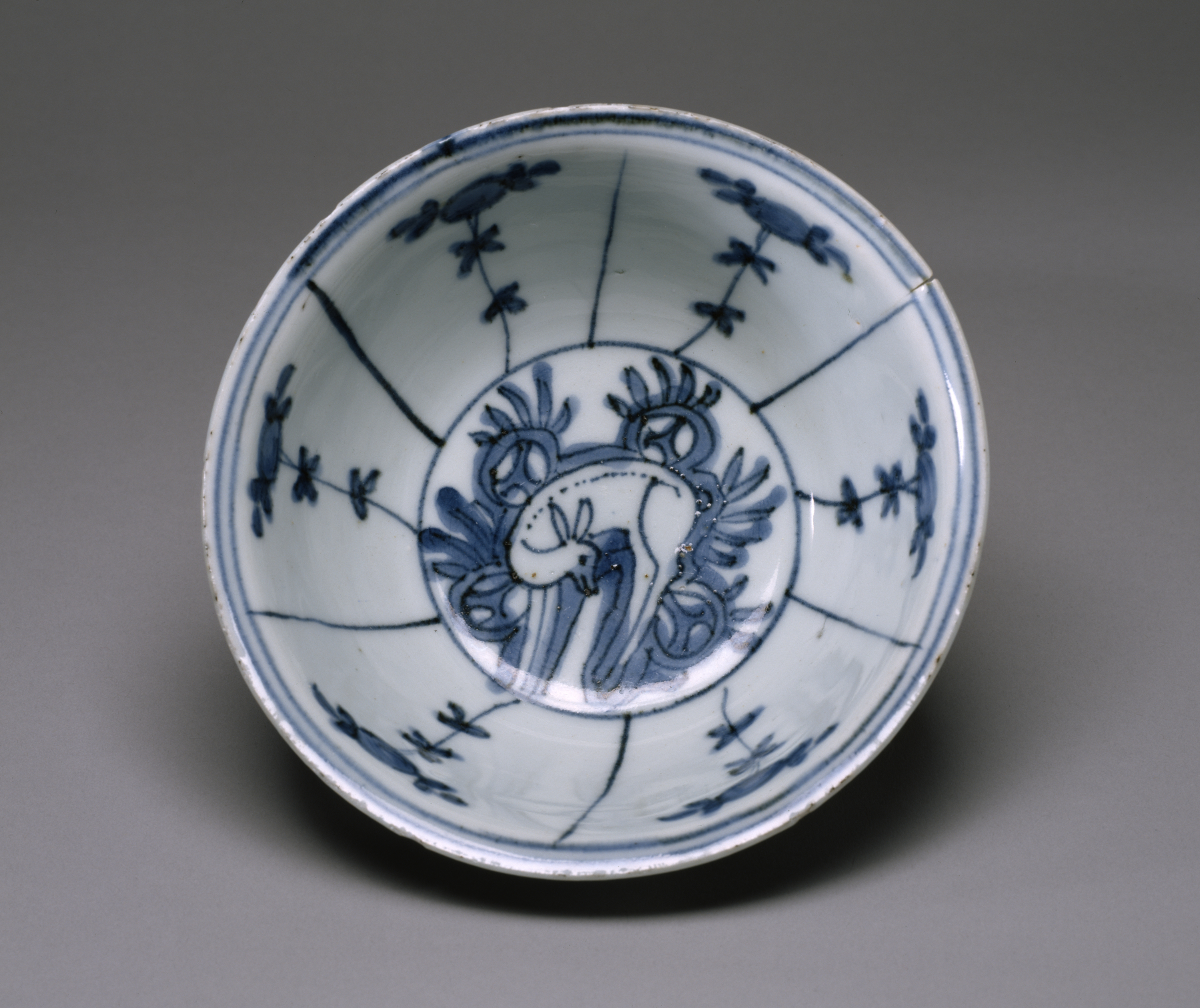
Bol en porcelaine bleu et blanc, décor central représentant un faon, v. 1600-1610. Walters Art Museum.
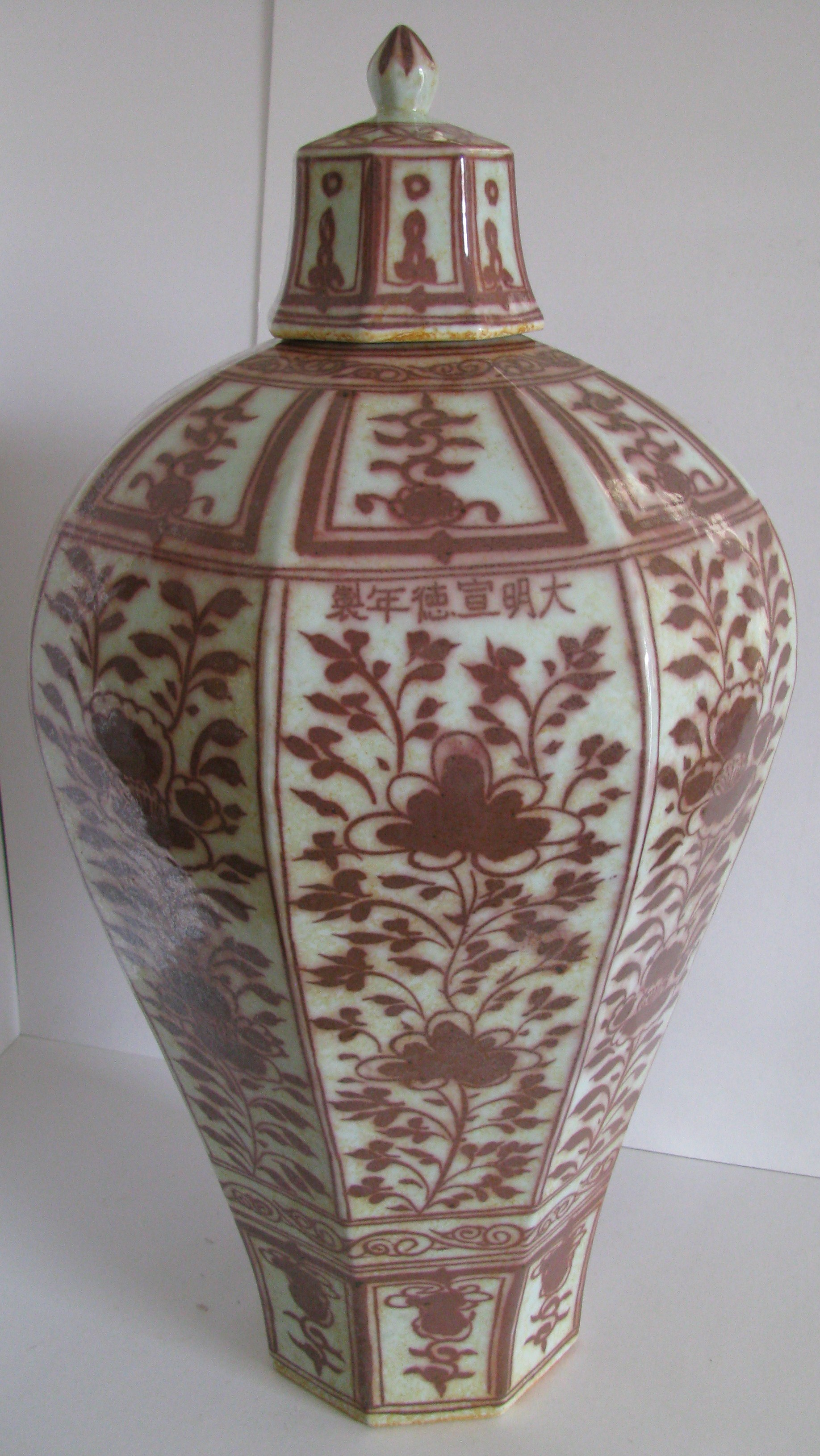
Vase de type meiping en porcelaine à fond blanc et décor rouge cuivre
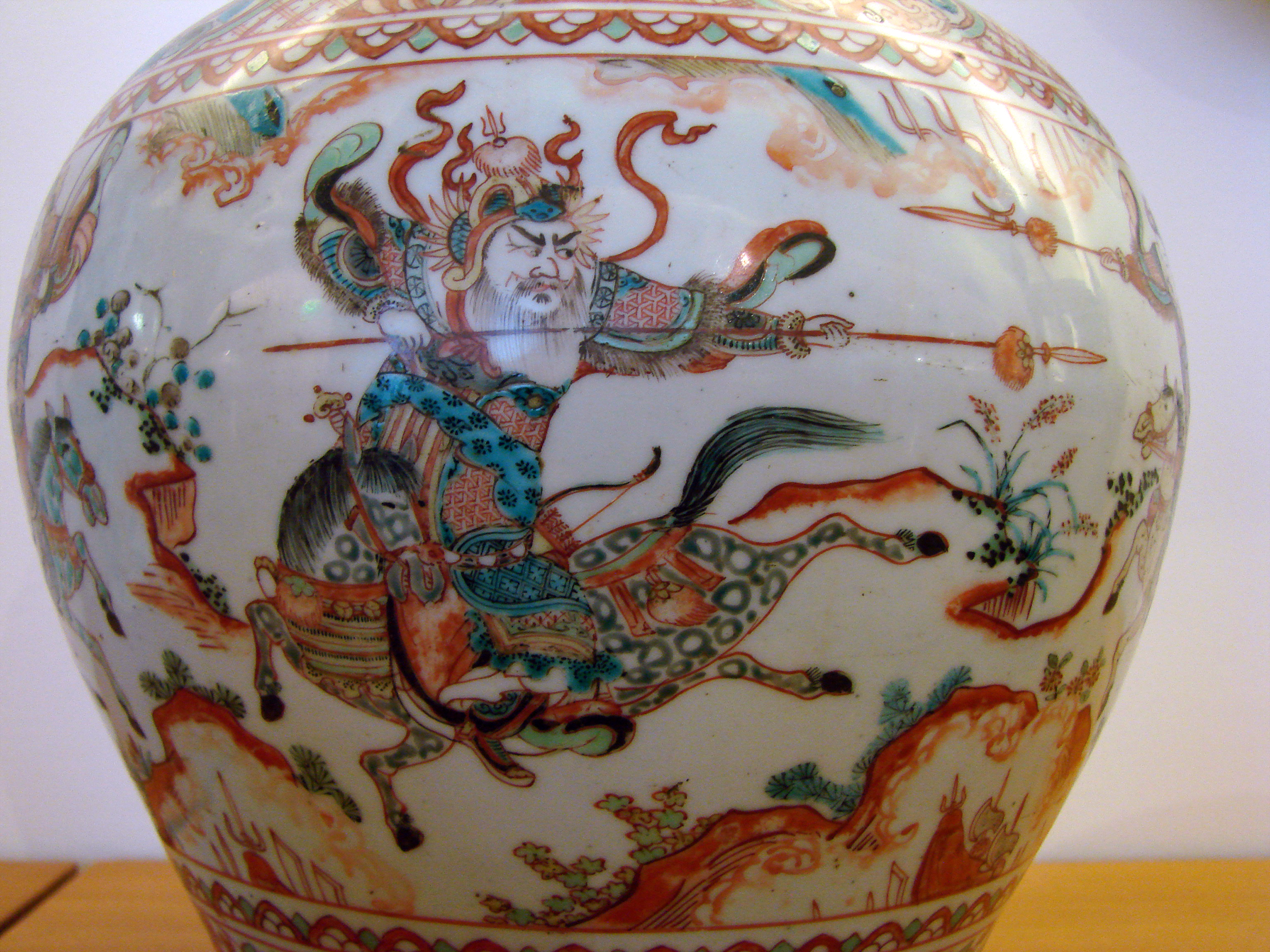
Porcelaine à fond blanc à décor coloré représentant un cavalier. Musée Guimet, Paris.
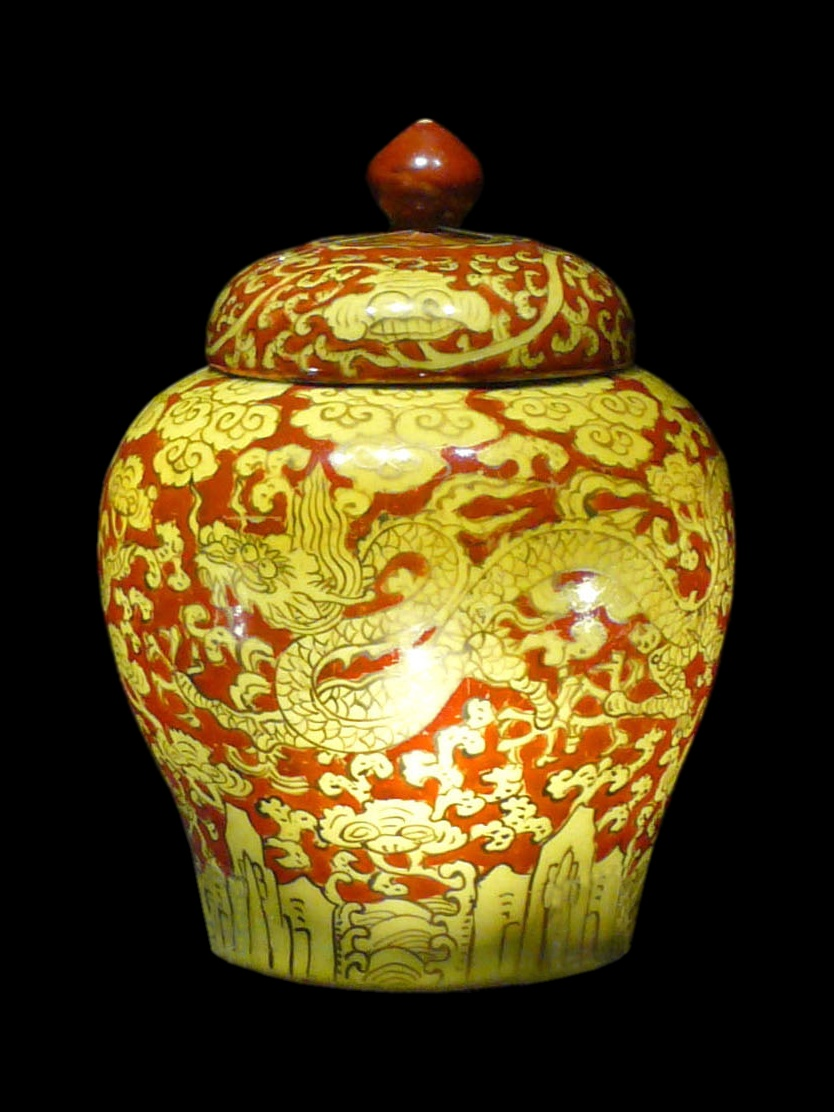
Jarre à fond rouge et décor jaune, dragon au-dessus de la mer, ère de Jiajing (1521-1567). Musée du palais de Pékin.
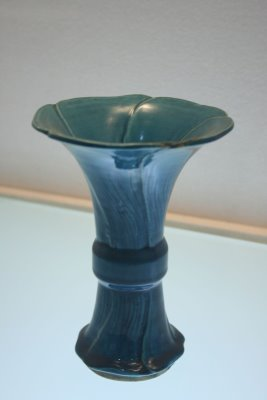
Calice en porcelaine bleu turquoise, ère de Zhengde (1505-1521). musée de Nankin.
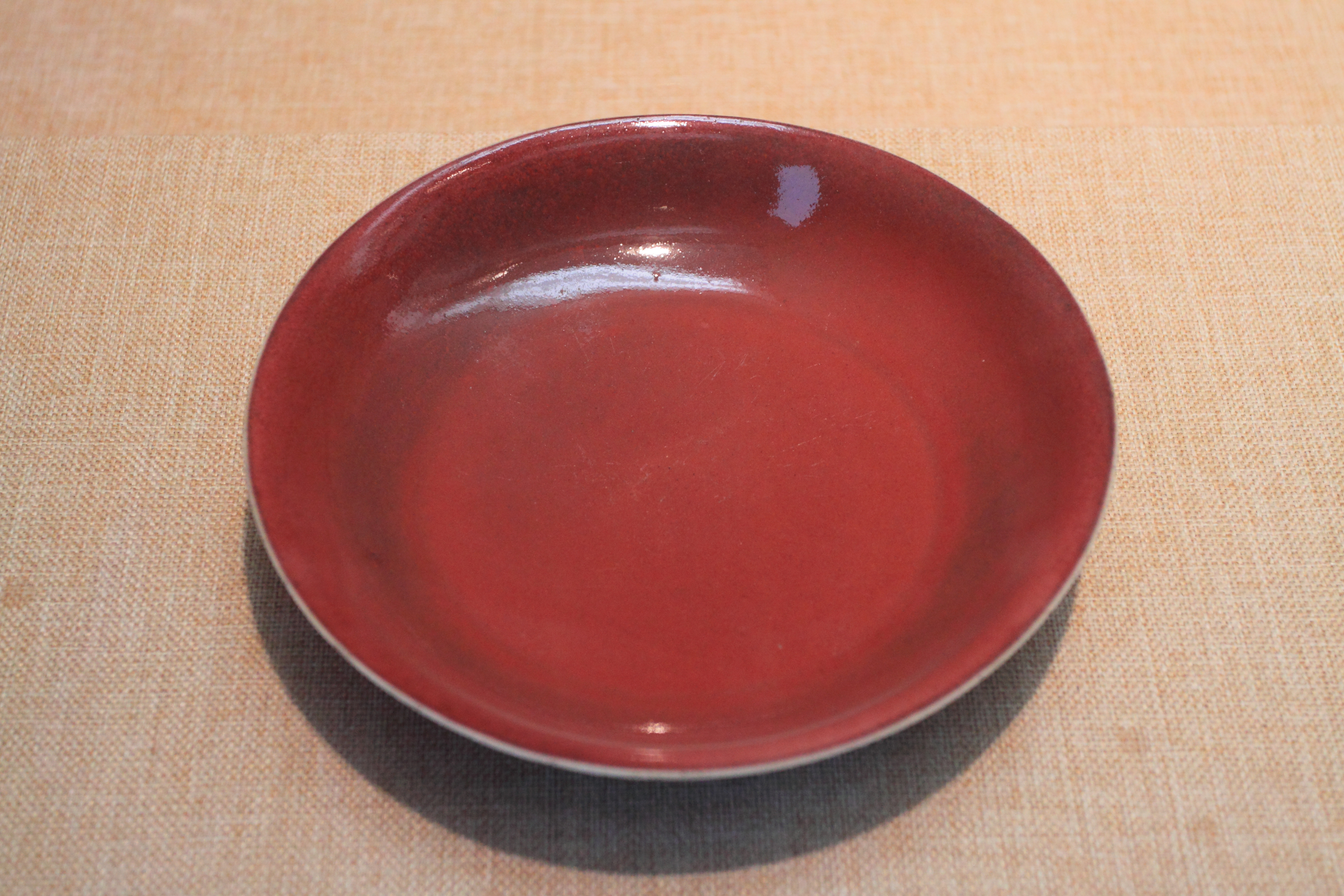
Porcelaine rouge de cuivre, ère de Yongle (1403-1424).
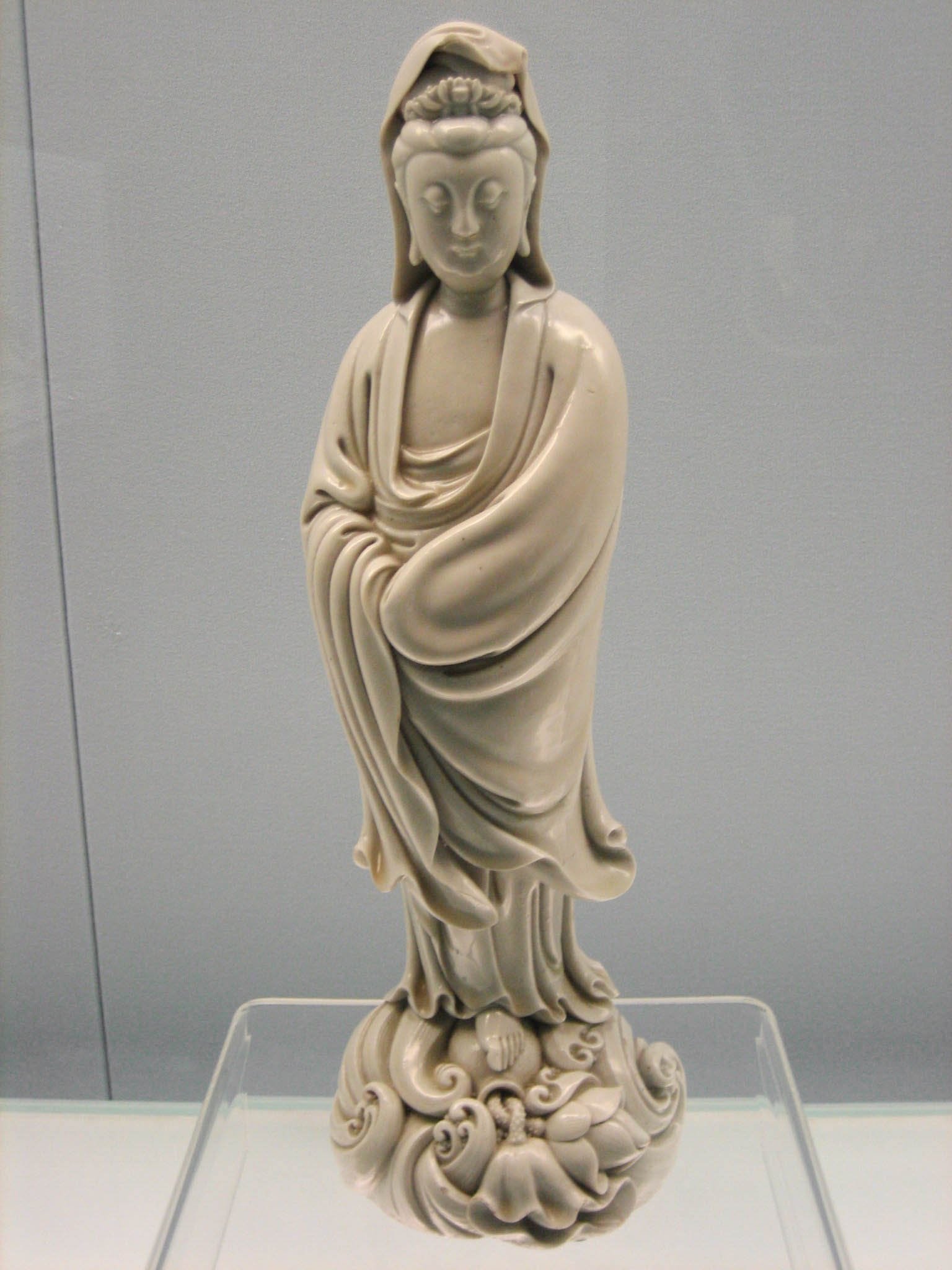
Statue en porcelaine « blanc de Chine » représentant Guan Yin probablement réalisée à Dehua.

#### Orfèvrerie et parures
L'orfèvrerie atteint sous les Ming un niveau d'excellence et de raffinement qui n'a probablement pas d'égal durant l'histoire chinoise. La vaisselle et les parures (notamment des épingles à cheveux et boucles d'oreille) d'or, de jade ou d'argent, souvent serties de pierres précieuses (rubis, saphirs, jade, etc.) sont très finement exécutées par des artisans spécialisés au service des membres de l'aristocratie impériale et des riches marchands. Ces objets ont souvent un rôle protecteur, car ils représentent des choses symbolisant quelque chose de positif : les fleurs et les oiseaux sont annonciateurs de bonnes choses et renvoient à des saisons (par exemple la pivoine est associées à la richesse et au printemps).

Objets en or de la dynastie Ming.
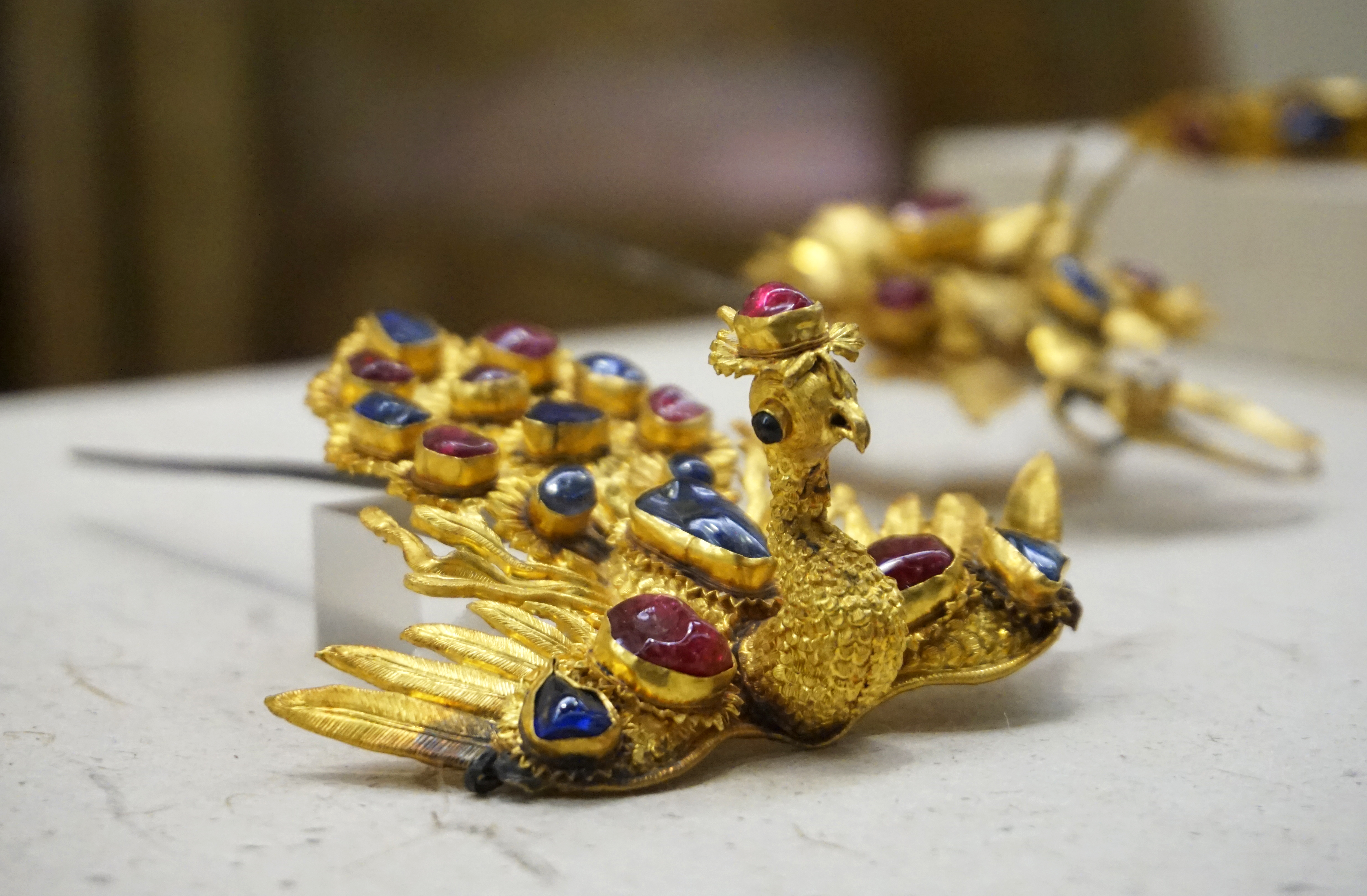
Épingle à cheveux en forme de phénix.
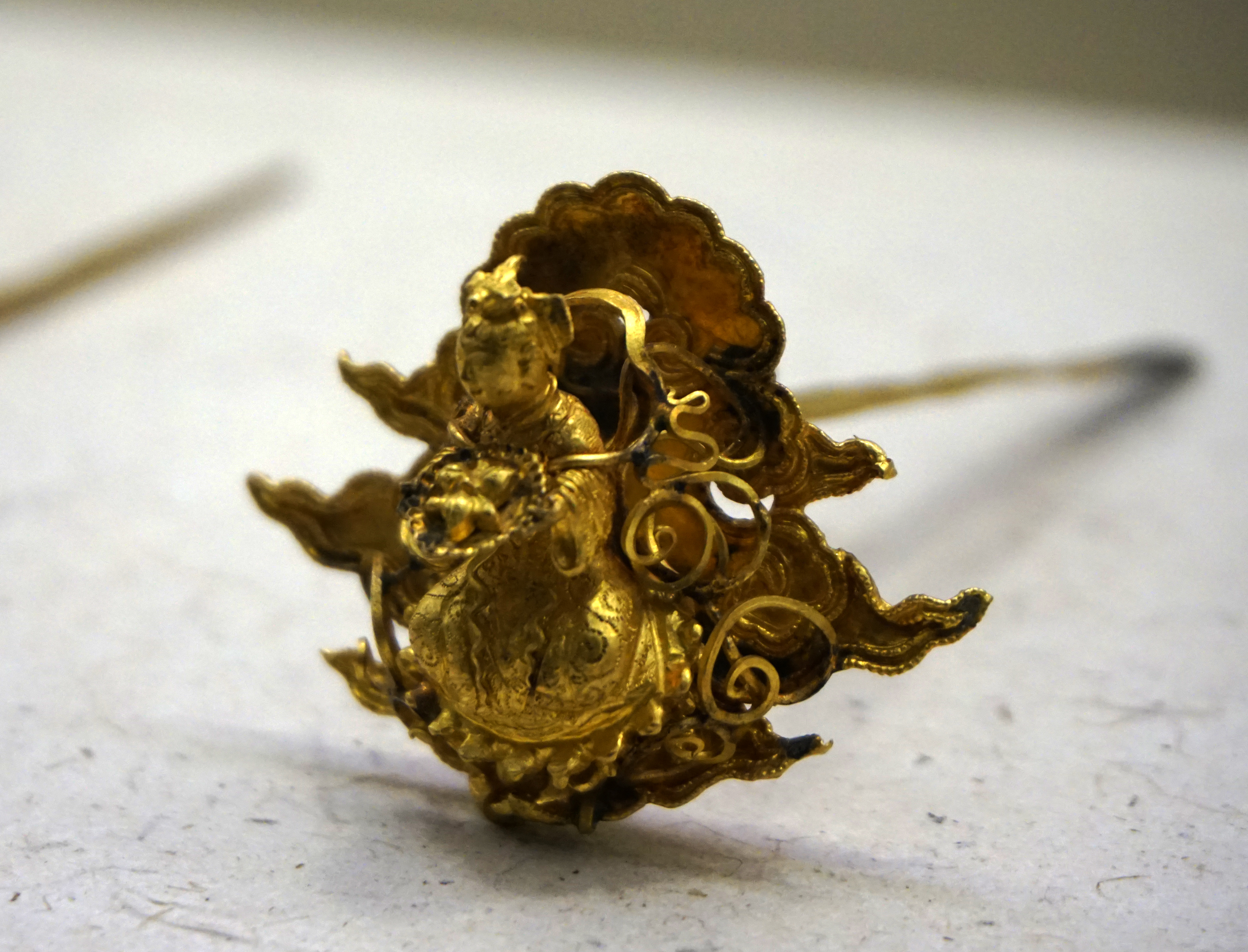
Épingle à cheveux représentant une figure du bouddhisme.
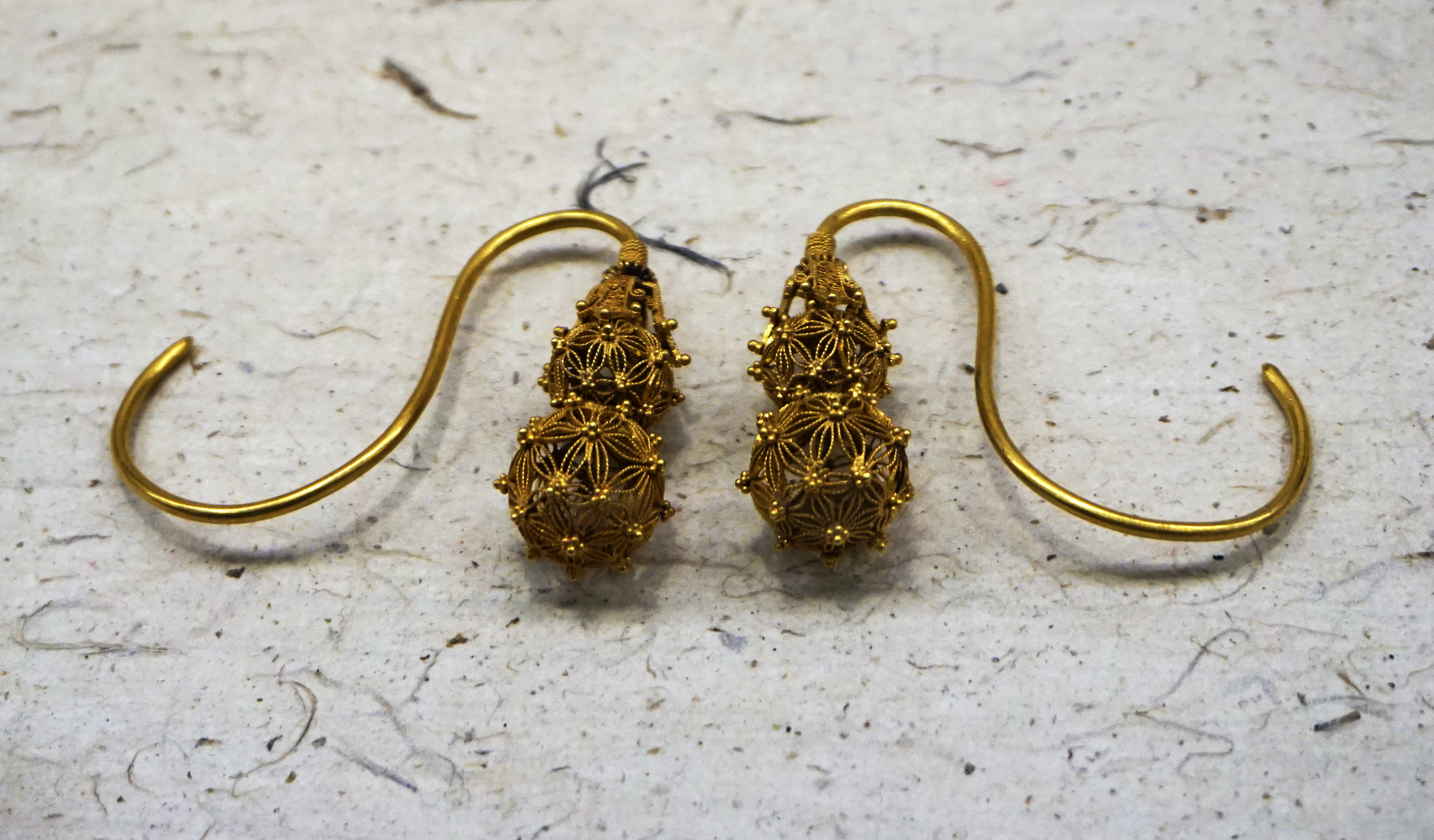
Paire de boucles d'oreille en or.
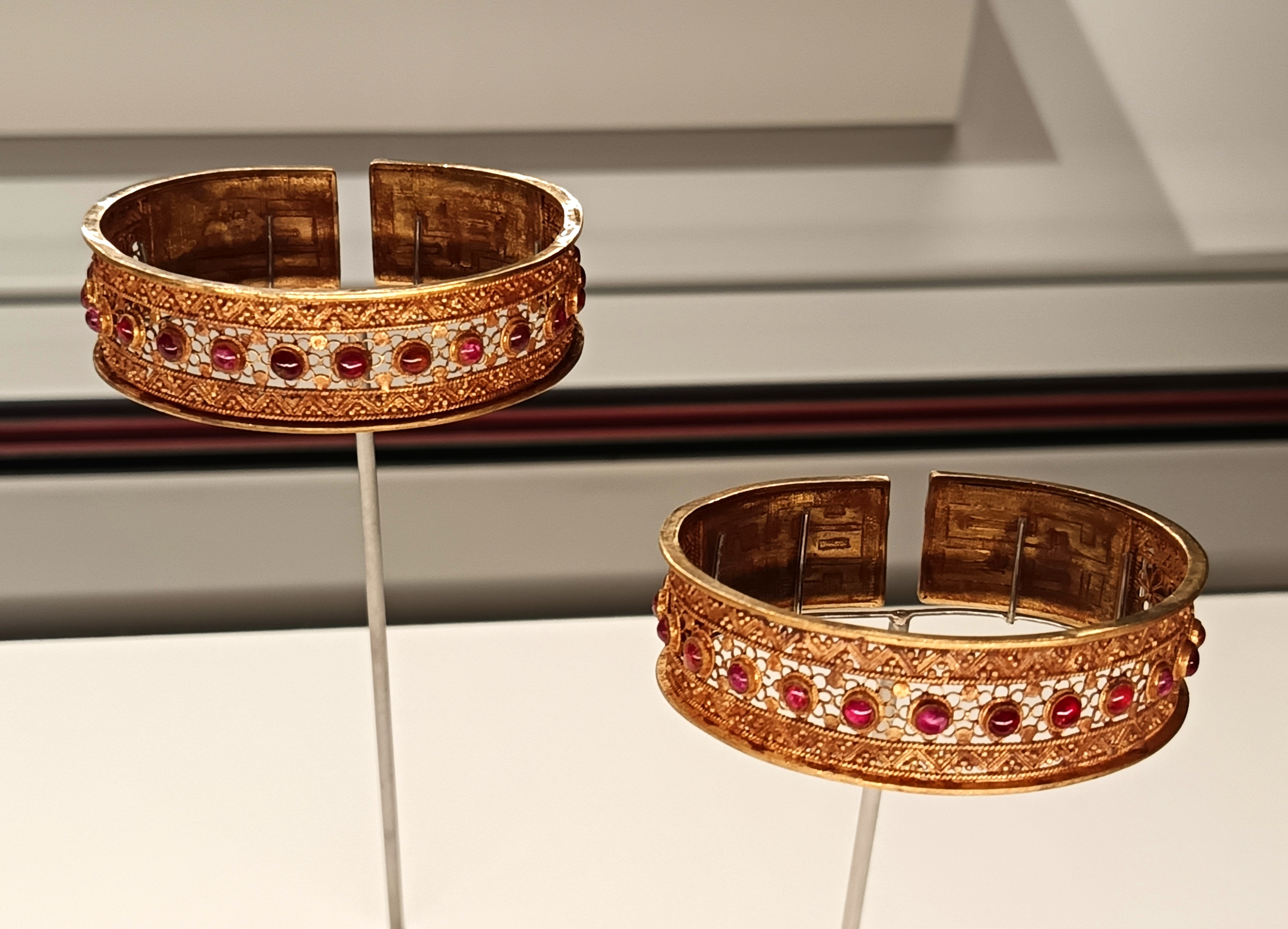
Paire de bracelets en or et rubis.
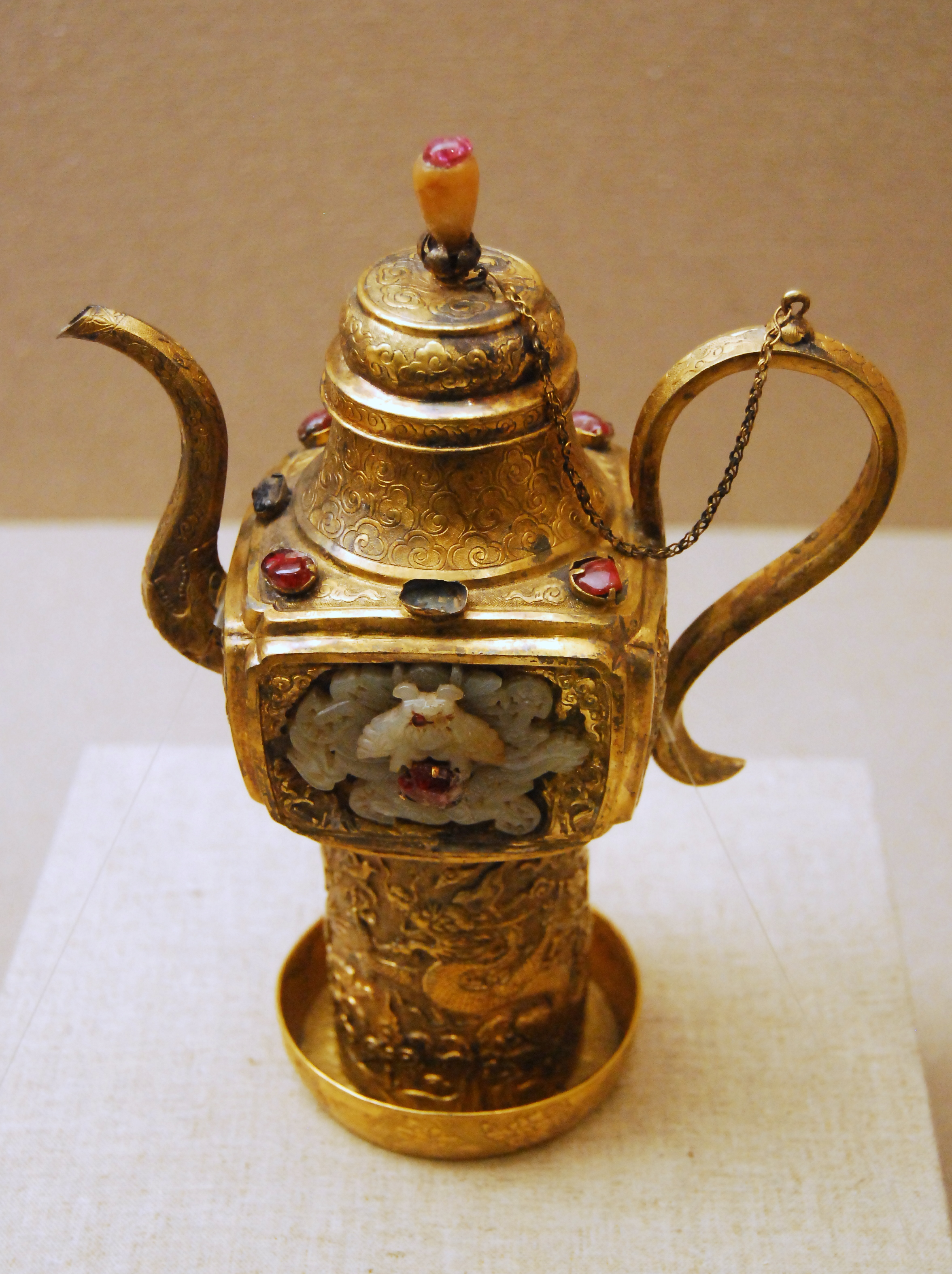
Verseuse en or, jade et pierres précieuses.
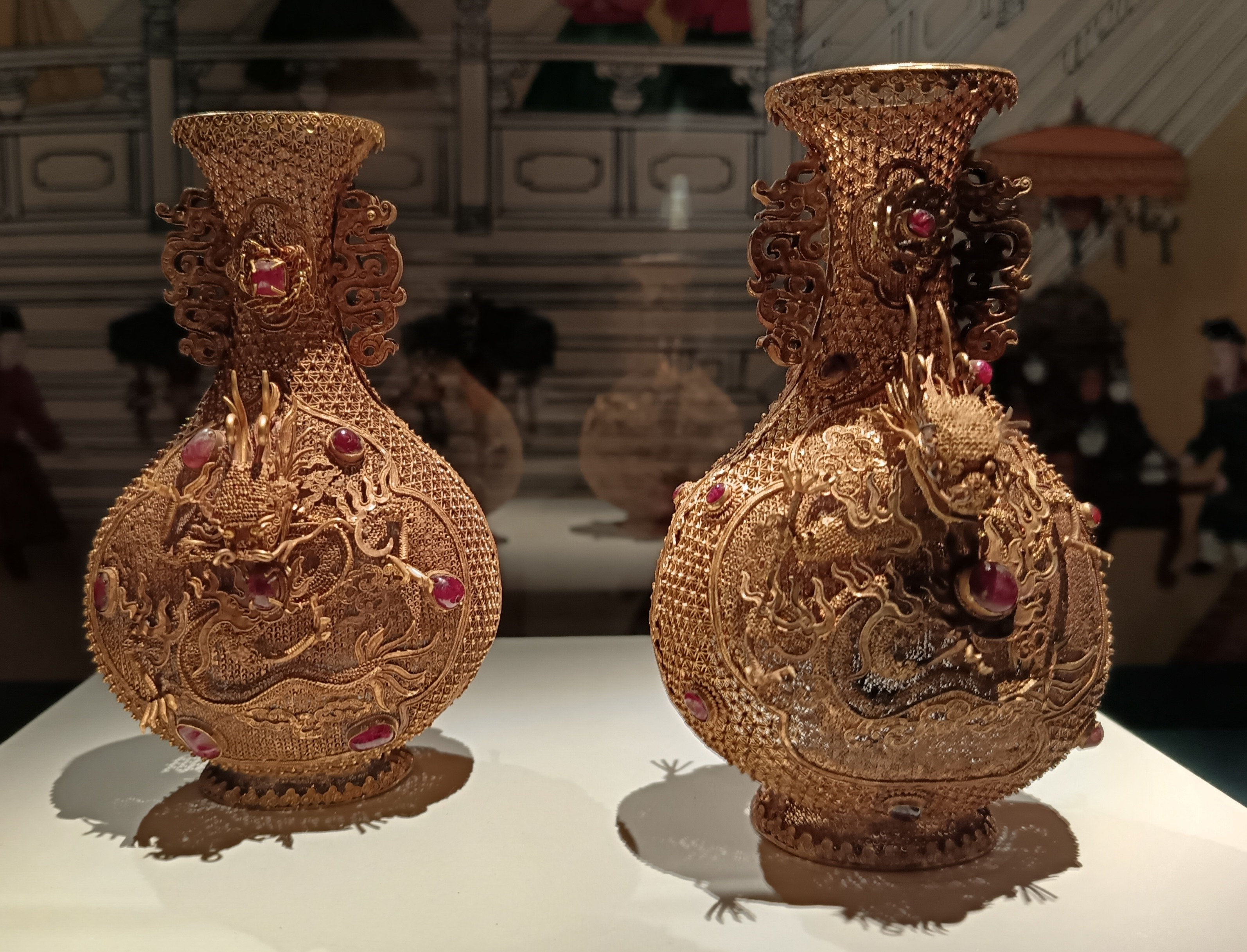
Paire de vases à décor de dragons.

#### Mobilier
La conception de meubles est un autre des domaines qui a fait la réputation artistique de l'époque des Ming (même si les ébénistes sont restés des artisans anonymes), par la qualité des œuvres mêlant une esthétique simple à la recherche de la fonctionnalité : fauteuils, tables, lits à baldaquin, meubles de rangement, coffres. Les bois durs et bois précieux étaient prisés pour ces réalisations, en particulier le Dalbergia odorifera, une variété de bois de rose connue en Chine sous le nom huanghuali. Non seulement l'exécution gagna alors en finesse, mais elle témoigne d'une volonté d'adaptation aux formes des corps. Les formes furent plus épurées, grâce au progrès des techniques de menuiserie permettant d'éliminer les éléments assurant la cohésion du mobilier, notamment les clous, se contentant d'un assemblage discret par tenon et mortaises ou joints. Ce mobilier raffiné fut très recherché par les hommes de goût, qui en possédaient une grande quantité dans leurs résidences, comme en témoignent les quelques inventaires de l'époque qui nous sont parvenus,.

Mobilier de l'époque Ming.
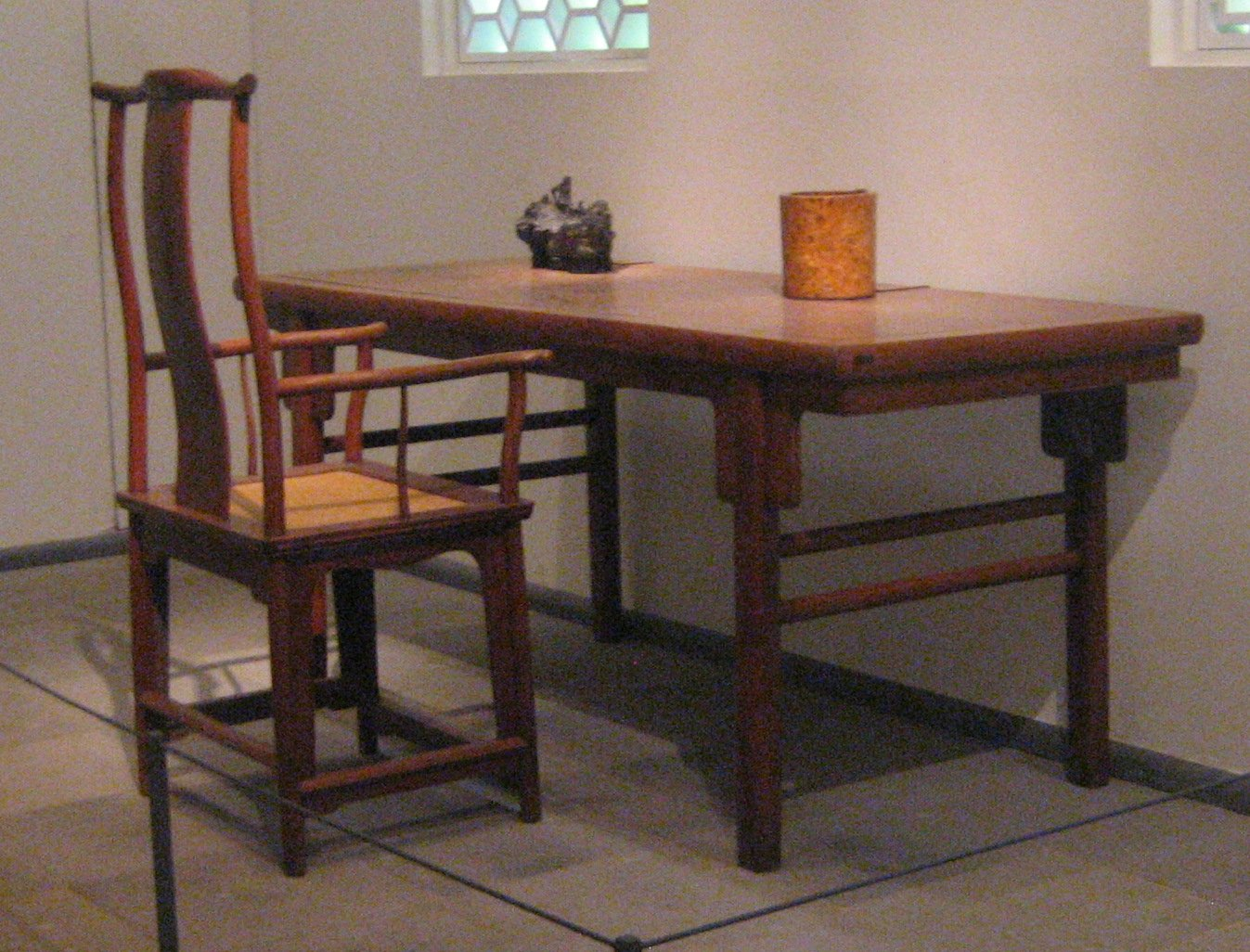
Chaise (XVIIe siècle) et table (fin XVIe -début XVIIe siècle) en bois huanghuali. Metropolitan Museum of Art.
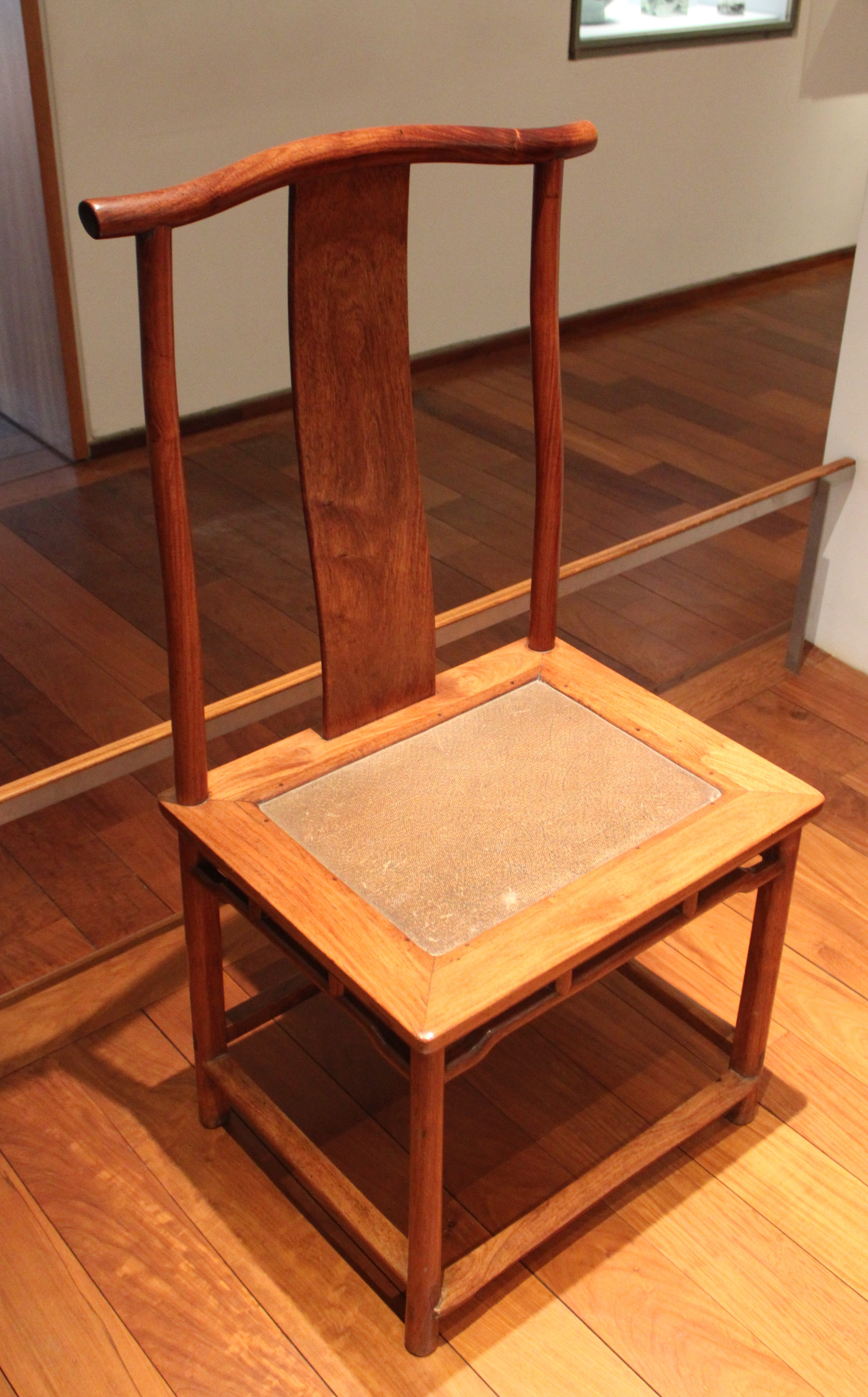
Chaise guanmaoyi en bois huanghuali, début XVIIe siècle. Musée Guimet.
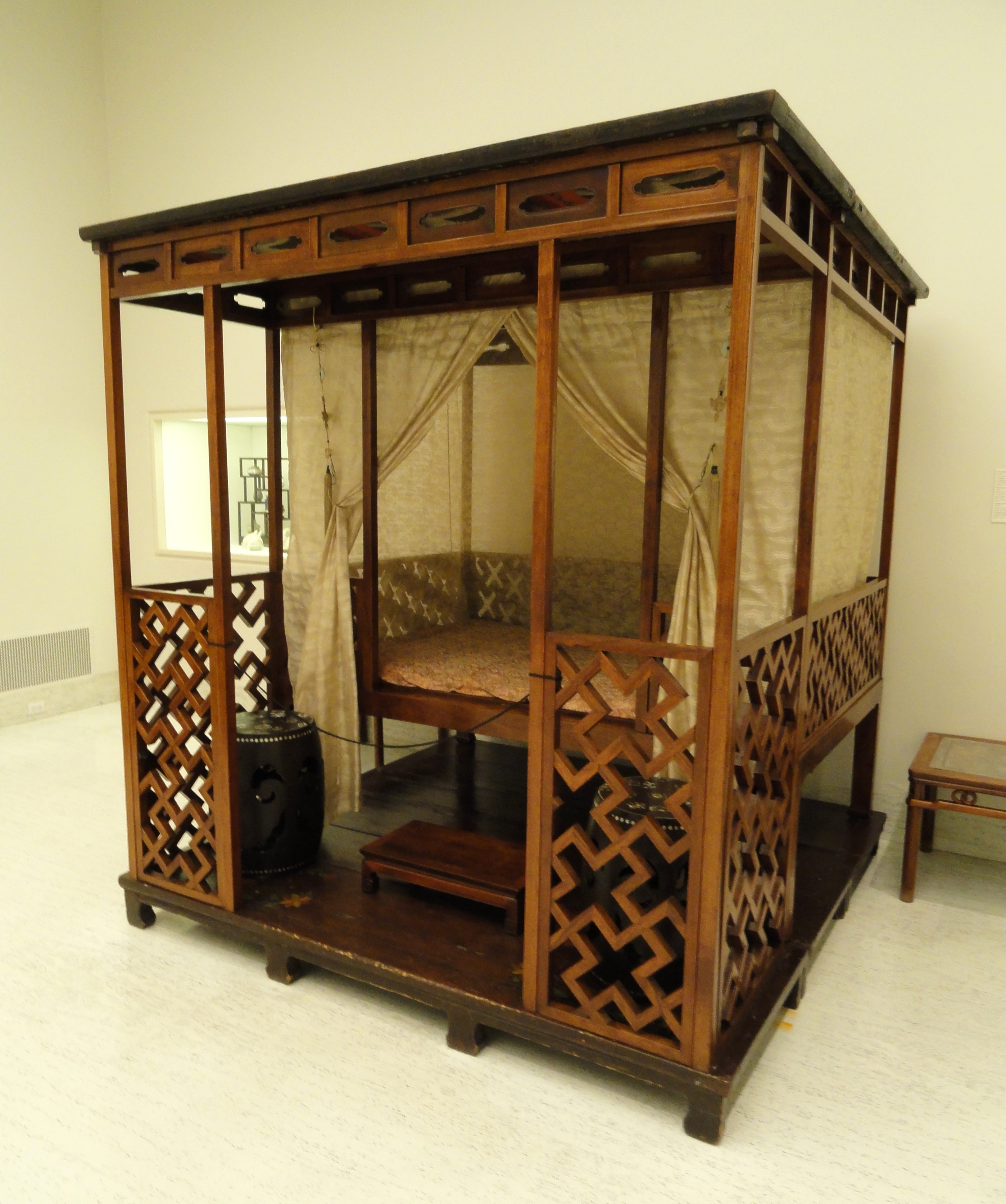
Lit à baldaquin en bois huanghuali, XVIe siècle. Nelson-Atkins Museum of Art, Kansas City.
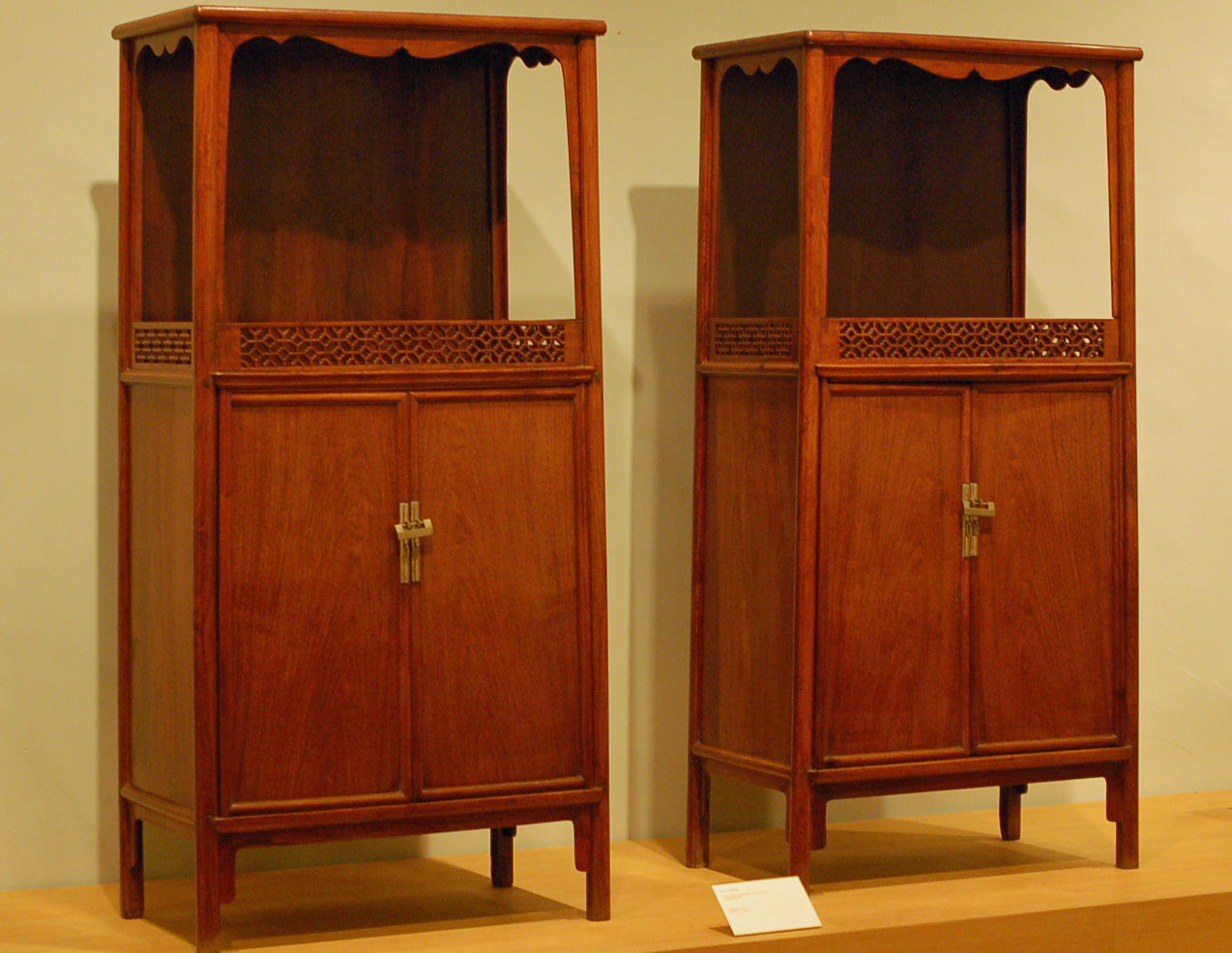
Deux commodes hautes en bois huanghuali, XVIIe siècle. Honolulu Academy of Arts.
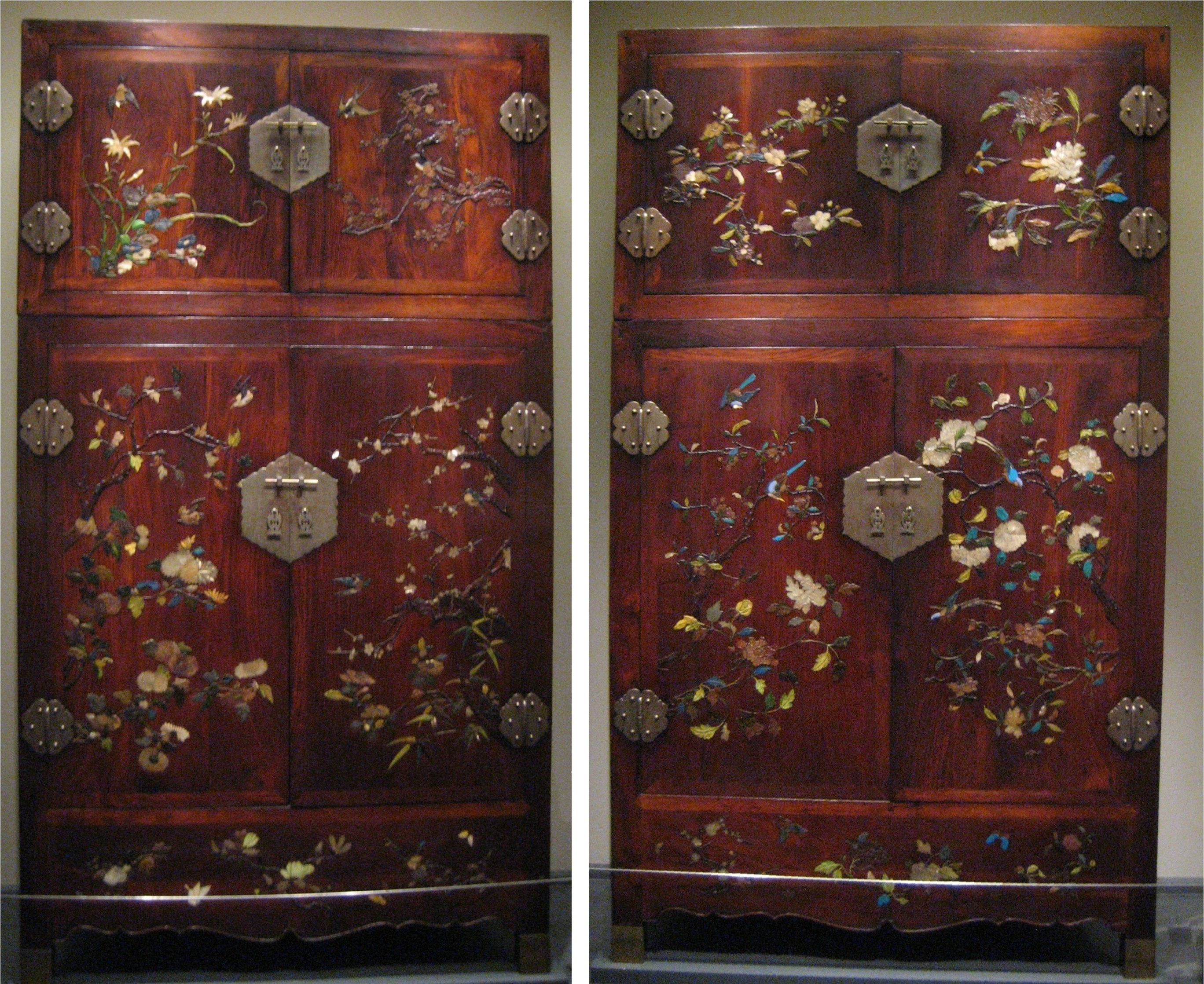
Deux meubles garde-robe à décor incrusté, fin XVIe -début XVIIe siècle. Metropolitan Museum of Art.
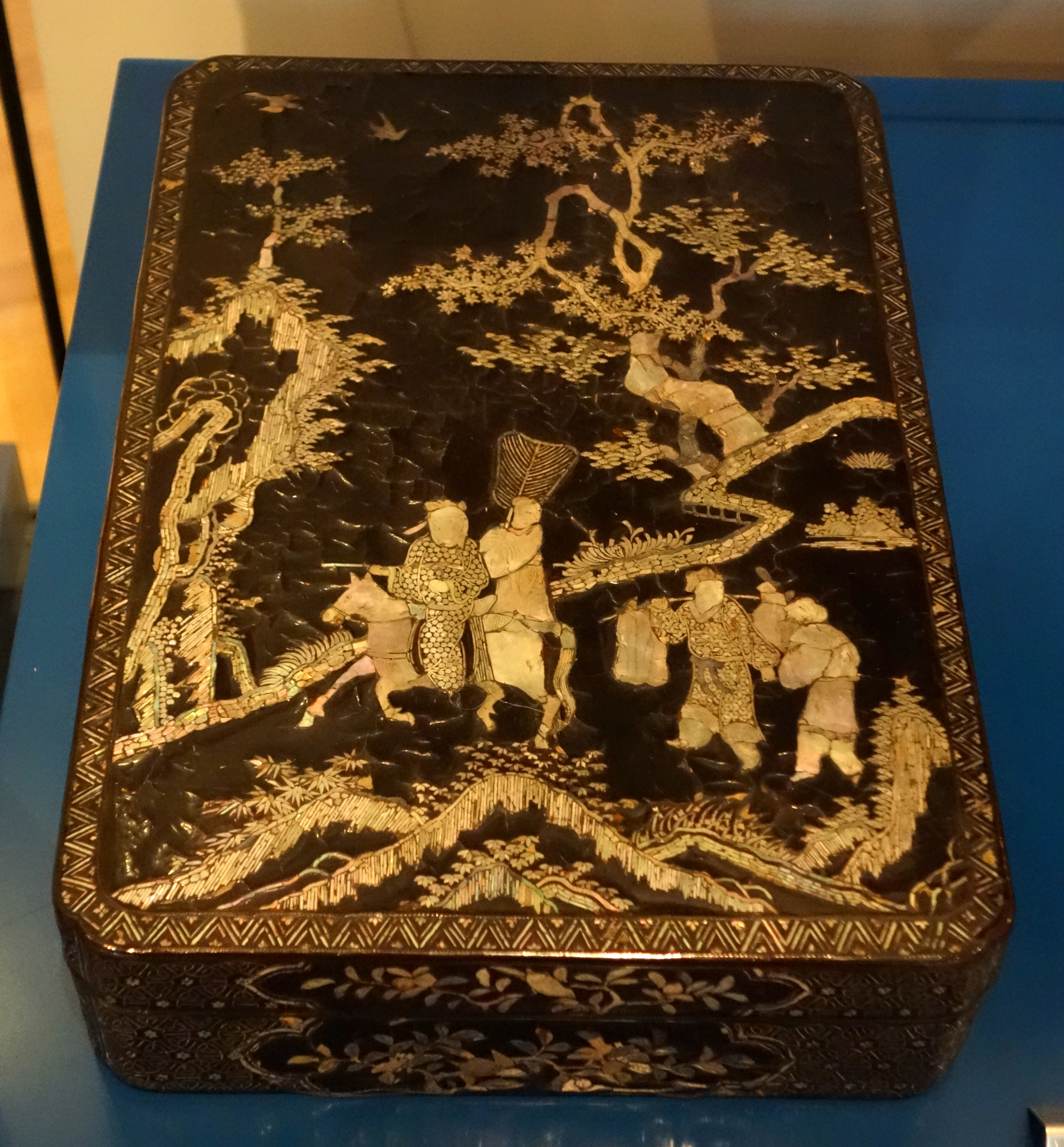
Coffret en bois laqué, décor incrusté en nacre. XVIIe siècle, Musée royal de l'Ontario (Toronto).

#### Jardins

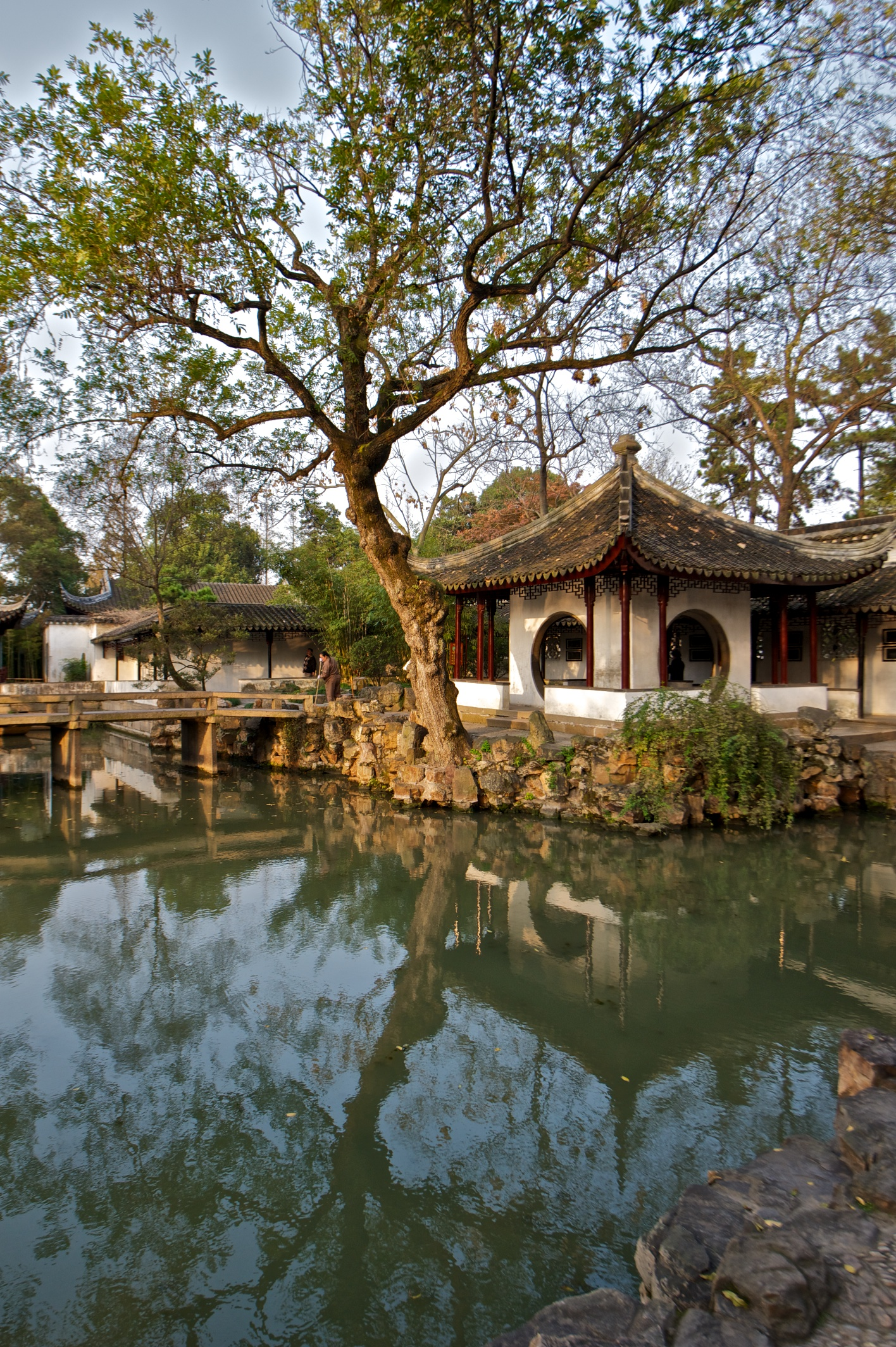
Pavillon de bambou du Jardin du Modeste administrateur de Suzhou, créé au début du XVI.

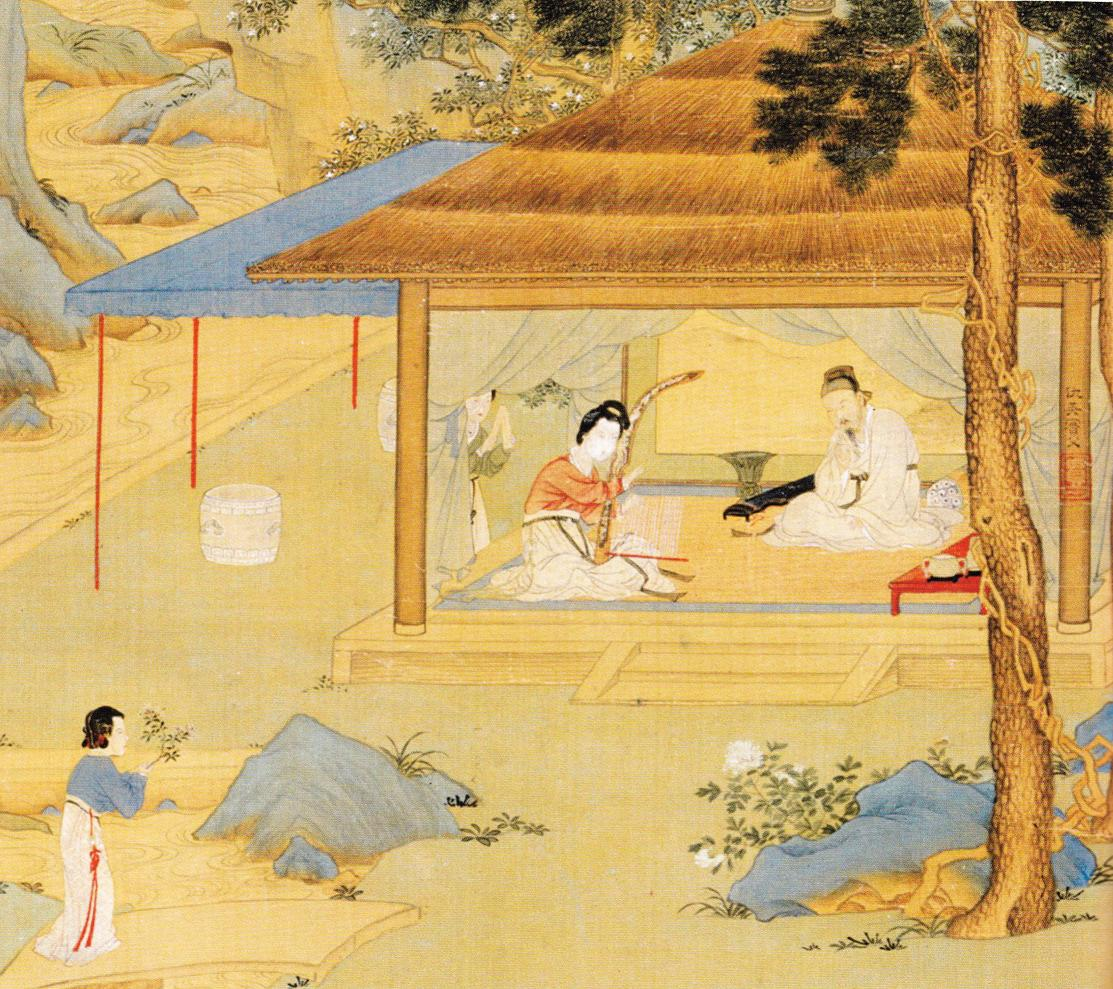
Joueuse de harpe (konghou) dans un pavillon, Qiu Ying, début XVIe siècle, scène idéalisée de la vie d'un lettré dans un jardin chinois.

Le soin apporté au décor des résidences cossues se manifestait également à l'extérieur de celles-ci, dans les jardins qui formaient dans la plus pure tradition esthétique chinoise un univers à part, élaboré dans une optique artistique et méditative. Le Traité de l'art des jardins (Yuanye) de Ji Cheng, maître jardinier de renom, édité en 1634, témoigne de la complexité de cet art. Le jardin devait laisser une impression de nature idéalisée, paradisiaque, s'inspirant de la peinture paysagère et de celle associant animaux et fleurs : il comprenait donc des rochers recréant un semblant de relief, des sources et points d'eau, des arbres, des plantes choisies de façon à éveiller les sens, aussi bien la vue que l'odorat, aux différents moments de la journée et aux différentes saisons de l'année. Pour mieux admirer ces lieux, on y disposait des kiosques, pavillons, cabinets d'étude, terrasses, etc. et même les balcons et fenêtres de la maison étaient pensés pour permettre cette contemplation.

### Sciences et techniques
Après le foisonnement scientifique et technologique de la dynastie Song, le rythme des découvertes sous la dynastie Ming fut moins soutenu, même si le niveau général resta élevé. Il suffit pour en juger de prendre en compte l'importante production littéraire scientifique de la fin de la période, qui avait avant tout un aspect pratique, reprenant donc les avancées des périodes précédentes pour amplifier leur diffusion grâce à l'imprimerie. Cependant, en comparaison l'Europe commença à effectuer un rapide rattrapage technologique, même si on ne peut pas vraiment parler d'avance avant le XVIIIe siècle. Quelques avancées importantes de la fin de la période Ming furent d'ailleurs accomplies grâce aux contacts avec l'Europe, par l'intermédiaire des Jésuites qui furent en contacts avancés avec plusieurs intellectuels chinois.
Le calendrier chinois avait un besoin de réforme car il comptait l'année tropique comme valant 365 jours et demi, ce qui donnait une erreur de 10 min et 14 s tous les ans ou environ un jour tous les 128 ans. Même si les Ming avaient adopté le calendrier Shoushi de Guo Shoujing datant de 1281 qui était aussi précis que le calendrier grégorien, les astronomes Ming ne parvinrent pas à le réajuster périodiquement. Un descendant de l'empereur Hongxi, le prince Zhu Zaiyu (1536–1611), présenta une solution pour corriger le calendrier en 1595 mais le comité astronomique conservateur rejeta sa proposition,. Ce fut le même Zhu Zaiyu qui découvrit un système d'accord appelé gamme tempérée qui fut simultanément découvert en Europe par Simon Stevin (1548–1620).
Lorsque le premier empereur Hongwu découvrit les systèmes mécaniques de la dynastie Yuan dans le palais de Khanbaliq comme des fontaines avec des balles dansant sur leurs jets, un automate en forme de tigre, des mécanismes soufflant des nuages de parfums et des horloges de la tradition de Yi Xing (683–727) et de Su Song (1020–1101), il les associa avec la décadence mongole et les fit détruire. Plus tard, les Jésuites européens comme Matteo Ricci et Nicolas Trigault mentionnèrent brièvement les horloges chinoises fonctionnant avec des engrenages. Cependant, les deux hommes savaient que les horloges européennes du XVIe siècle étaient bien plus perfectionnées que les systèmes de mesure du temps couramment utilisés en Chine comme les clepsydres, les horloges à feu et les « autres instruments… avec des roues entrainées par du sable comme si cela était de l'eau. »

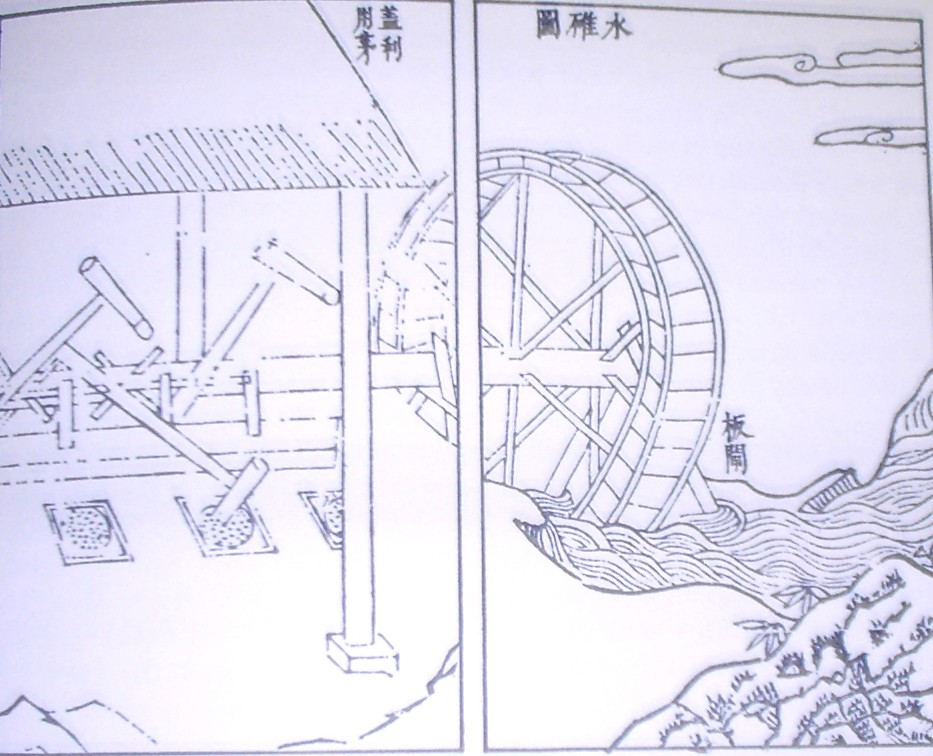
Un ensemble de martinets tournant autour d'un axe activé par un moulin à eau et utilisé pour décortiquer les grains de céréales. Xilographie de l'encyclopédie Tiangong kaiwu, 1637.

De nombreux ouvrages présentant les techniques agricoles, hydrauliques, artisanales ou militaires furent publiés, associant textes et illustrations afin d'améliorer leur efficacité pédagogique. Song Yingxing (1587–1666) documenta ainsi un grand nombre de technologies et de processus métallurgiques et industriels dans une encyclopédie accompagnée de nombreuses images xylographiées, le Tiangong kaiwu, éditée en 1637. Celle-ci présentait des systèmes mécaniques et hydrauliques destinés à l'agriculture, des technologies maritimes et des équipements de snorkeling pour la pêche perlière,,, le processus annuel de sériciculture et de tissage avec les métiers à tisser, des techniques métallurgiques comme la trempe ou le creuset, des processus de fabrication de poudre à canon en chauffant la pyrite pour en extraire le soufre et son usage militaire comme dans des mines marines déclenchées par un cordon détonant et un rouet. L'un des principaux auteurs d'ouvrages sur les machines de la fin des Ming, Wang Zheng (1571-1644), rédigea en collaboration avec le Jésuite Johann Schreck les Explications illustrées sur les étranges machines de l'Extrême-Occident (Yuanxi qiqi tushuo), présentation de la technologie européennes au public chinois. Le converti Xu Guangqi fut lui aussi un important rédacteur d'ouvrages techniques, comme le Nonzheng quanshu (1639) décrivant les techniques agricoles chinoises, mais aussi des données sur les connaissances hydrauliques européennes. Ironiquement, certaines technologies ayant été inventées en Chine mais oubliées par la suite furent réintroduites par les Européens à la fin de la période Ming comme le moulin mobile.

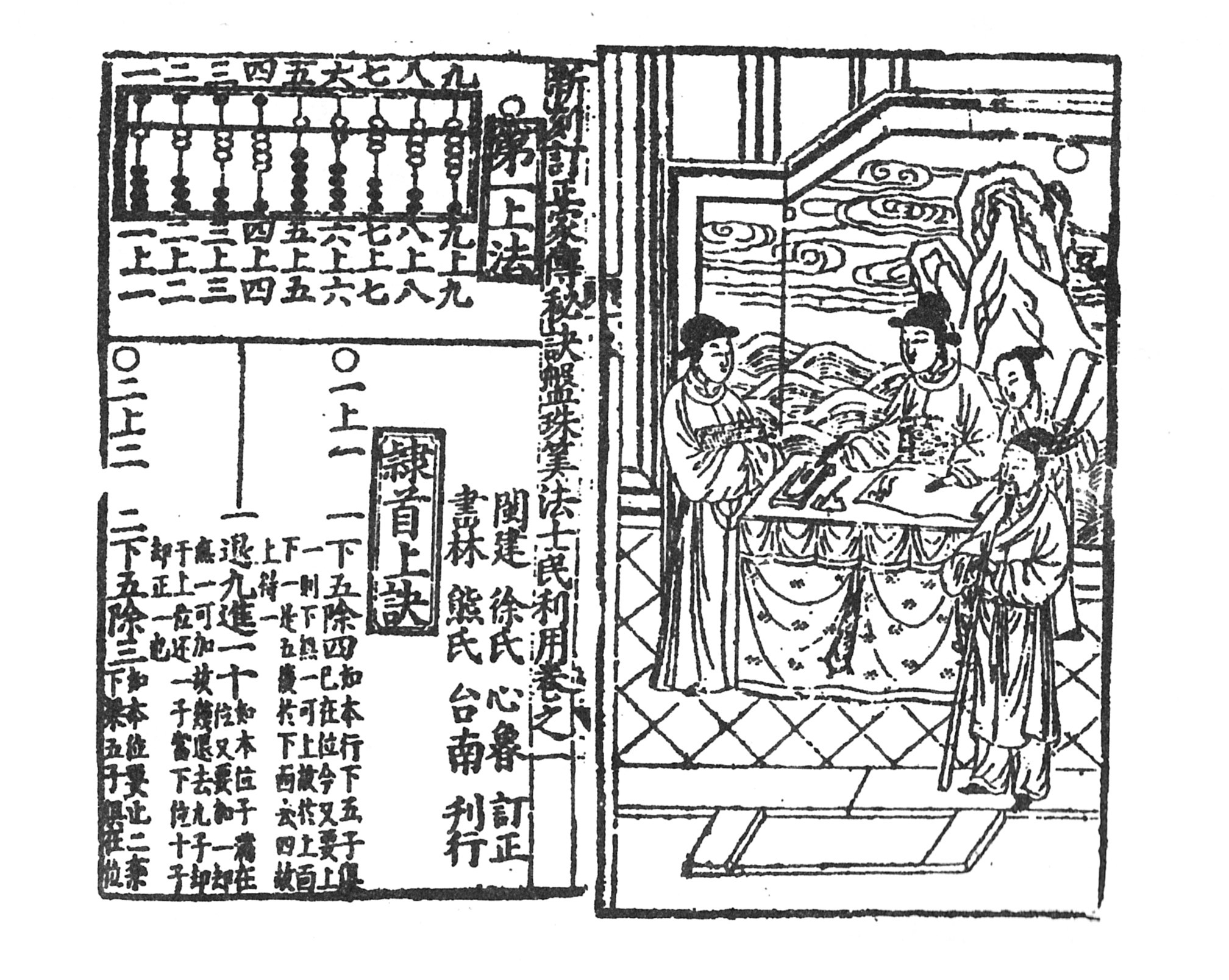
Extrait des Méthodes de calcul des boules et du plateau (1573), traité expliquant le fonctionnement du boulier, avec une illustration montrant un fonctionnaire employant cet instrument pour sa comptabilité.

Dans un autre registre mais avec une finalité pratique similaire, des manuels de calcul et de mathématiques pratiques furent édités, expliquant le fonctionnement du boulier (suanpan), auquel les fonctionnaires chargés des finances publiques et les marchands avaient de plus en plus recours avec le développement des transactions, ainsi que la manière de résoudre différents problèmes financiers courants. Dans un registre plus théorique, bien que Shen Kuo (1031–1095) et Guo Shoujing (1231–1316) eurent posés les bases de la trigonométrie en Chine, ce ne fut pas avant 1607 qu'un autre travail d'envergure dans ce domaine fut publié, grâce aux traductions de Xu Guangqi et de Matteo Ricci, en particulier celle des Éléments d'Euclide en 1611,.

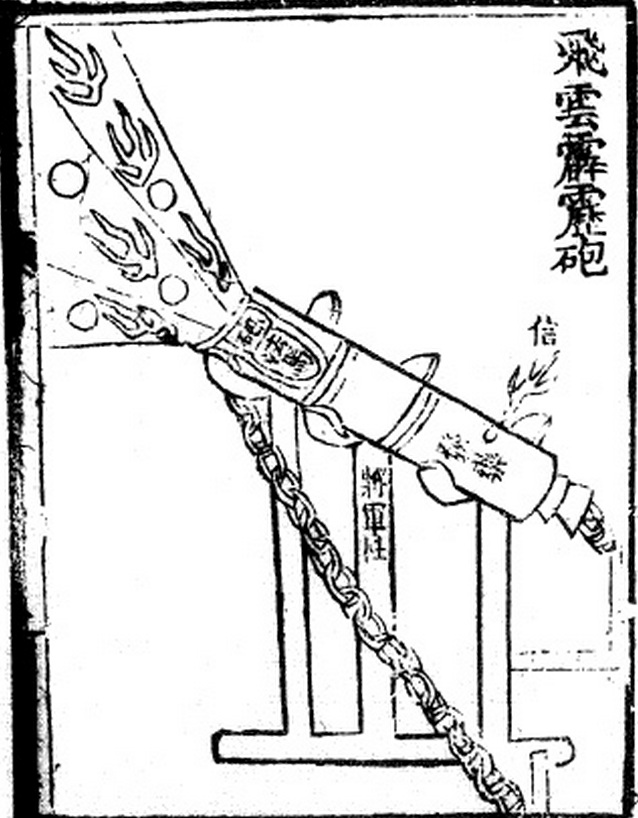
« Proto-canon » de l'époque Ming, illustration du Huolongjing.

La dynastie Ming vit la diversification des armes à poudre mais à partir du milieu de la période, les Chinois commencèrent à utiliser fréquemment les armes à feu de type européen. Le Huolongjing, compilé par Jiao Yu et Liu Ji et publié en 1412 présentait diverses technologies d'artillerie à la pointe de la technologie de l'époque. On peut par exemple citer des boulets explosifs, des mines terrestres qui utilisaient un mécanisme complexe de poids et de goupilles, des mines navales, des fusées dont certaines avaient plusieurs étages,. Un autre traité militaire majeur de la période fut le Wubeizi de Mao Yuanyi (1621), comprenant également des développements sur les armes à feu. Les techniques européennes dans ce domaine suscitèrent beaucoup d'intérêt à partir des années 1590, quand plusieurs fonctionnaires furent favorables au développement des relations avec les Européens afin d'acquérir leurs canons.
Li Shizhen (1518–1593), l'un des pharmacologues et médecins les plus réputés de la médecine chinoise traditionnelle, vécut à la fin de la période Ming. Entre 1552 et 1578, il écrivit le Bencao gangmu, imprimé avec des illustrations en 1596, qui détaillait l'usage de centaines de plantes et produits animaux à des fins médicinales, ainsi que le procédé de variolisation. Selon la légende, c'est un ermite taoïste du mont Emei qui inventa le processus d'inoculation pour la variole vers la fin du Xe siècle et cette technique se répandit en Chine à partir de la seconde moitié du XVIe siècle, bien avant qu'elle ne soit développée en Europe. Si les anciens Égyptiens avaient inventé une brosse à dents primitive sous la forme d'une brindille effilochée à son extrémité, ce furent les Chinois qui inventèrent la brosse moderne en 1498 même si elle utilisait des poils de cochon.
Dans le domaine de la cartographie et de l'astronomie, l'influence des Jésuites fut importante à la fin de la période. Les ouvrages de Ricci aidèrent également à faire progresser la cartographie chinoise, participant à la popularisation de la représentation de la Terre comme étant une sphère. En 1626, Johann Adam Schall von Bell écrivit le premier traité chinois sur le télescope, le Yuanjingshuo et en 1634, le dernier empereur Ming, Chongzhen acheta le télescope du défunt Johann Schreck (1576–1630). Le modèle héliocentrique du système solaire fut rejeté par les missionnaires catholiques en Chine mais les idées de Johannes Kepler et de Galilée s'infiltrèrent lentement en Chine grâce au jésuite polonais Michał Piotr Boym (1612–1659) en 1627 et au traité d'Adam Schall von Bell en 1640. Les Jésuites en Chine défendaient la théorie de Copernic mais embrassaient les idées de Ptolémée dans leurs écrits et il faudra attendre 1865 pour que les missionnaires catholiques promeuvent le modèle héliocentrique comme leurs confrères protestants.

## La Chine des Ming et le reste du monde
Les dirigeants de l'« empire du Milieu » se percevaient comme une puissance sans égale dans le Monde, la plus civilisée, et considéraient chacun des pays étrangers comme situé dans une position périphérique et subalterne par rapport à lui. La Chine ne rentrait en principe en relations avec ces pays que si ceux-ci lui versaient un tribut en échange duquel étaient donnés des présents honorifiques, ce qui permettait éventuellement la mise en place d'échanges strictement contrôlés. Les espaces frontaliers étaient très surveillés afin de réguler les relations avec l'extérieur et de limiter strictement le nombre d'étrangers pouvant pénétrer dans l'empire, que ce soit par les bureaux douaniers des ports ouverts aux trafics avec l'extérieur ou par les garnisons tenant les frontières terrestres. C'est incontestablement le long de la Grande Muraille que cette volonté de contrôle trouvait son expression la plus éloquente.
Mais dans les faits, les frontières étaient poreuses et les velléités de limitation voire d'interdiction totale des échanges en certains endroits furent toujours contrecarrées par l'existence d'un fructueux commerce de contrebande, parfois lié à des actes de brigandage et de piraterie qui contrebalancent la réputation de « fermeture » traditionnellement mise au débit de la dynastie Ming. Cette période vit en effet une expansion des échanges internationaux, en particulier sur la façade maritime de l'empire, et les incitations au développement du commerce extérieur prirent le pas sur l'idéal de restriction. La Chine fut en particulier très demandeuse de l'argent extrait dans les mines du Japon et de Bolivie, dont l'importation massive eut des effets importants sur son économie intérieure, tandis que ses ateliers produisaient des étoffes et des porcelaines qui s'exportaient jusqu'en Europe. Vers la fin de la période, la présence croissante des Européens en Asie commença en effet à se faire sentir en Chine même, annonçant les bouleversements de l'époque Qing.

### La défense de la frontière du Nord et la Grande Muraille

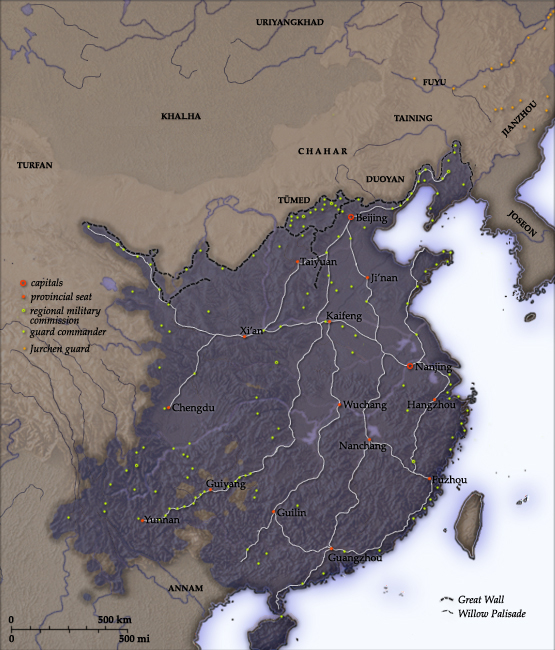
Carte de la Chine des Ming avec l'implantation des principales garnisons et le tracé des sections de la Grande Muraille au Nord.

L'armée des Ming était organisée autour de régions militaires correspondant en gros aux provinces administratives, qui disposaient de garnisons où étaient stationnés les soldats chargés de la défense de l'empire. Ceux-ci étaient en principe recrutés au sein des familles enregistrées comme militaires, qui devaient fournir à chaque génération des combattants. En échange elles bénéficiaient d'exemptions de corvées et de la mise à disposition de colonies agricoles militaires dont la production devait leur permettre de subsister. Ces garnisons étaient en particulier concentrées le long de la frontière Nord et dans les environs de Pékin, les espaces les plus susceptibles d'être l'objet d'attaques de la part des populations du Nord (Mongols, puis Oirats et Mandchous), et également au Sud-Ouest, autre région frontalière où les activités militaires furent importantes. Ce système tomba progressivement en décadence en raison de disparitions de familles militaires, notamment à la suite de désertions. Cela fut de plus en plus compensé par l'engagement de mercenaires, mieux payés, ce qui greva de plus en plus le Trésor, mais n'étant pas astreints à un service permanent. À la fin de la dynastie, les garnisons de la frontière Nord de l'empire étaient ainsi constituées à peu près à parts égales de soldats issus des familles militaires héréditaires et de mercenaires. Cet espace frontalier n'était pas seulement un espace militarisé, mais également une zone d'échanges entre la Chine et les peuples de la steppe, qui pouvaient prendre la forme d'un commerce officiel sur des marchés d'État ou de contrebande. Les Chinois importaient avant tout des chevaux depuis le Nord, ou bien des fourrures et du ginseng de Mandchourie ; pour les peuples nordiques le commerce avec la Chine présentait un caractère plus vital (denrées alimentaires, thé) ou concernait des objets utilitaires et de prestige (étoffes, porcelaine, outils).

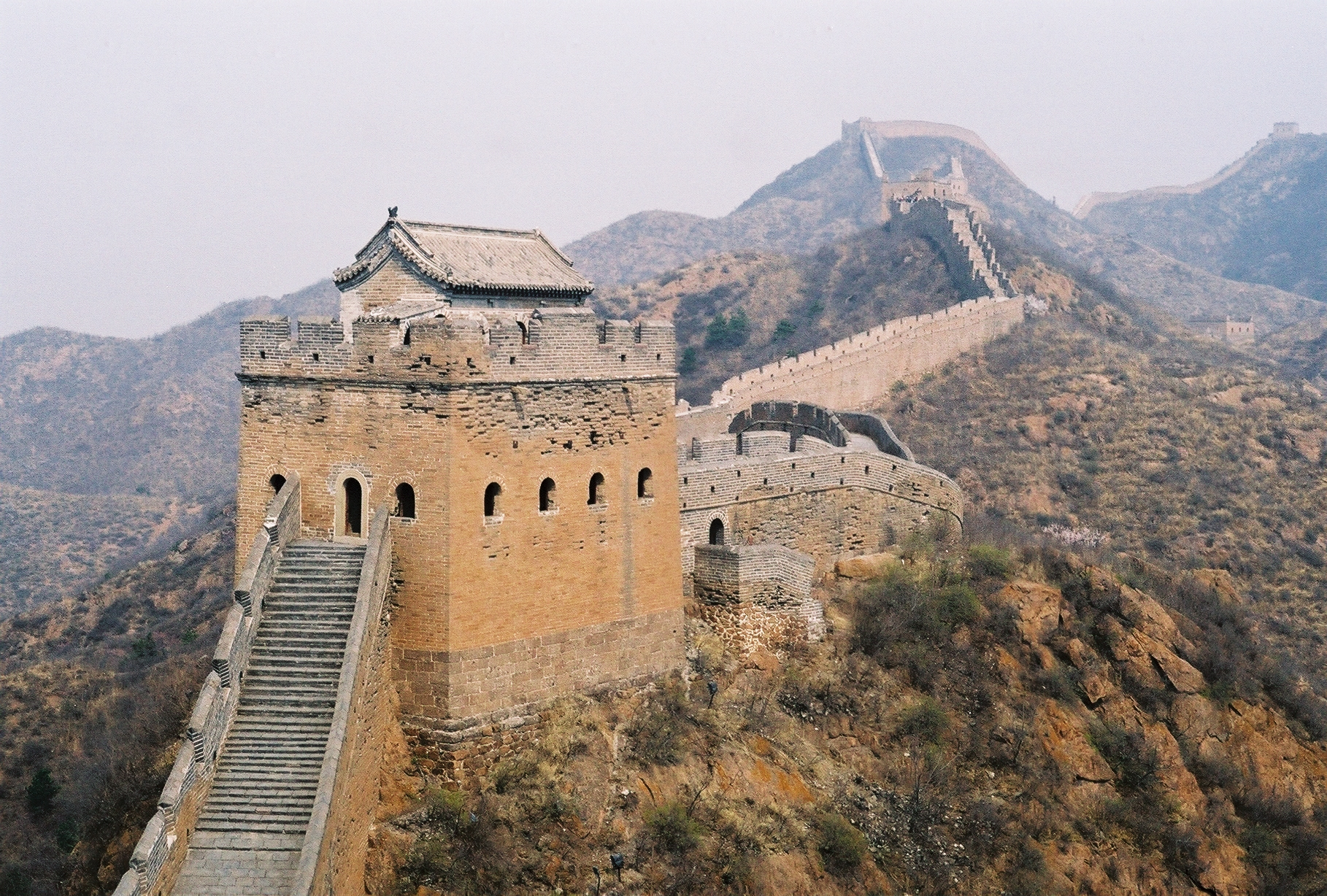
Section de la Grande Muraille à Jinshanling (Hebei).

Le réseau de garnisons de la frontière Nord de la Chine fut complété dès le début du XVe siècle par l'érection de longues murailles. Les Ming n'étaient pas novateurs en cela, puisque ce genre de construction avait des antécédents remontant jusqu'à la période antique. Le premier système défensif qu'ils remirent en ordre suivait d'ailleurs le tracé de fortifications du VIe siècle érigées dans le Hebei et le Shanxi. Mais ils étendirent progressivement ces barrières pour constituer un système de Grandes Murailles comme il n'en avait jamais existé auparavant. C'était une réponse à la menace que faisaient peser les Mongols sur le Nord de l'empire et en particulier sa capitale dans la seconde moitié du XVe siècle. Une seconde ligne de défenses fut érigée sous Zhengtong entre le nord du Shanxi et Pékin, puis le système fut étendu vers l'Ouest (jusque dans le Gansu) sous Chenghua. Dans la seconde moitié du XVIe siècle les Grandes Murailles firent à nouveau l'objet de chantiers de grande ampleur à partir de 1567, sous le règne de Longqing qui confia la tâche à un de ses principaux généraux, Qi Jiguang (1528-1588). Les murailles construites alors atteignaient la mer à l'Est, de façon à protéger la région de la capitale contre toute attaque venue du Nord, et ce sont de nos jours là que se trouvent les portions les mieux préservées. Les murs en briques pouvaient s'élever jusqu'à 6 à 8 mètres de hauteur, et suivaient généralement les lignes de crêtes des reliefs escarpés qu'ils traversaient. Des tours de guet étaient disposées à des intervalles réguliers, ainsi que des arsenaux et des fortins abritant les garnisons plus importantes. En dépit des efforts considérables qui furent déployés et de ses qualités défensives, ce système était un ouvrage de trop grande ampleur pour pouvoir être correctement sécurisé et entretenu (plusieurs sections étaient en mauvais état).

### Expéditions maritimes et relations avec les pays de l'Est et du Sud

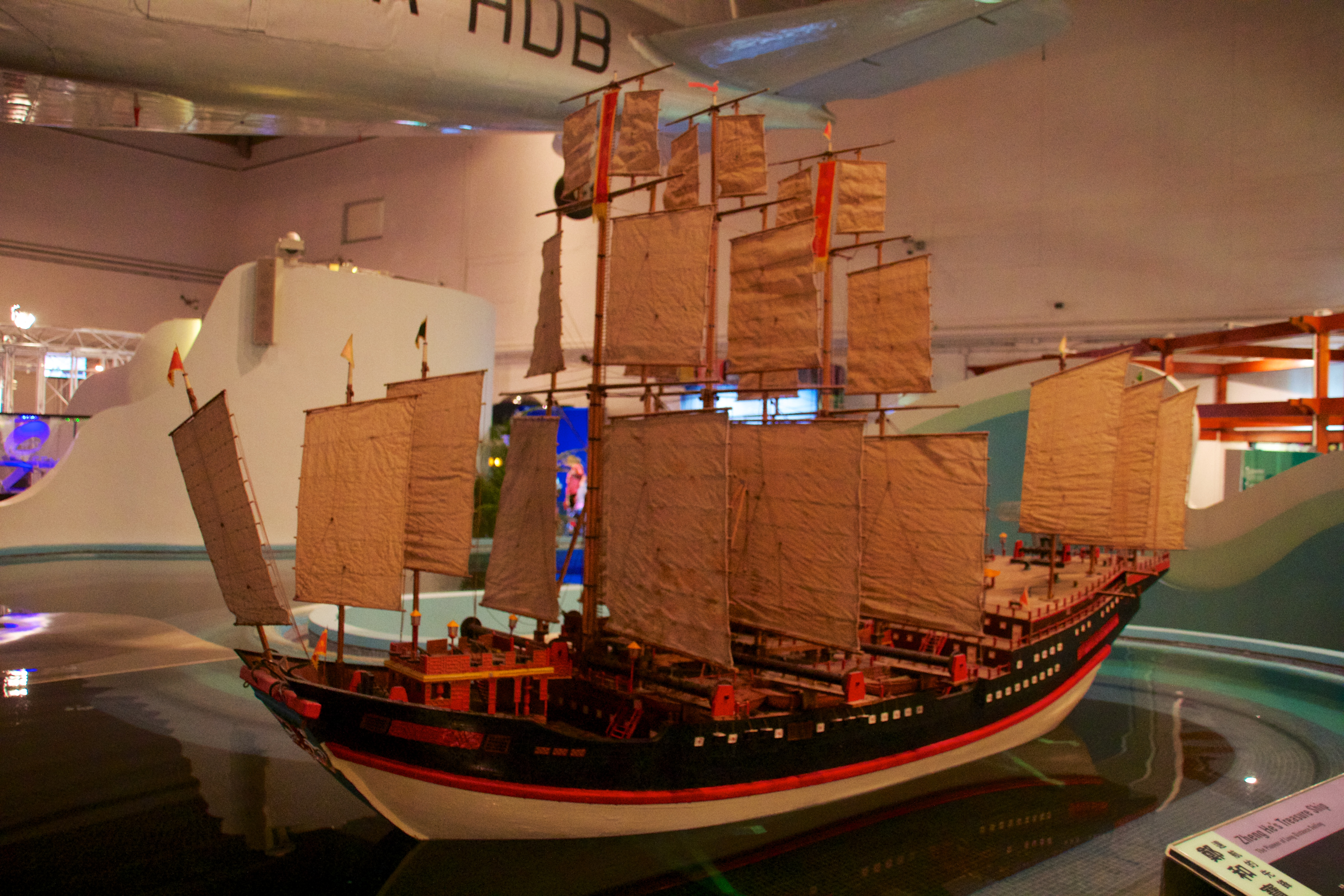
Maquette proposant une reconstitution d'un des « bateaux-trésors » de la flotte de Zheng He, Hong Kong Science Museum.

Une des spécificités de la période des Ming dans l'histoire chinoise fut l'organisation d'expéditions maritimes sous le règne de Yongle, conduites par l'eunuque Zheng He, musulman originaire du Yunnan. Plutôt que d'une entreprise d'exploration similaire à celles que les pays européens initièrent quelques décennies plus tard, il s'agissait plutôt en premier lieu d'opérations politiques, diplomatiques, visant à se rendre dans des États étrangers, qui étaient déjà connus (il ne s'agit pas de « découvertes ») et considérés comme des vassaux de Yongle, pour leur faire reconnaître ce statut et leur rôle de tributaire. Les objectifs commerciaux ne furent pas forcément absents de ces entreprises. Elles furent finalement stoppées, dans le contexte d'arrêt de la phase « expansionniste » du règne de Yongle, peut-être aussi parce que ces entreprises sont jugées trop dispendieuses par l'administration centrale.
L'amiral Zheng He dirigea sept expéditions entre 1405 et 1433, qui durèrent chacune environ deux années. La flotte chinoise visita de nombreux pays : Champa (Sud du Vietnam), Majapahit (Java), Palembang (Sumatra), Siam, Ceylan, les cités de l'actuel Kerala, dont Calicut, et plus loin Ormuz, plusieurs cités du sud de la péninsule Arabique, et des flottes secondaires allèrent même à Djeddah et La Mecque, et sur la côte de Somalie. La flotte, constituée de vastes jonques (les « bateaux-trésors », baochuan), pouvait transporter à chaque reprise quelque 20 000 hommes. Fort de cela, Zheng He intervint dans des affaires politiques (une affaire de succession au trône de Majapahit) et s'engagea même militairement à Ceylan où il défit le souverain local. Des objets de luxe et exotiques furent ramenés des différents pays parcourus, révélant que ces expéditions étaient aussi motivées par le but d'apporter des biens de prestige à la cour impériale. Ces voyages furent commémorés dans plusieurs ouvrages géographiques, notamment ceux de l'eunuque Ma Huan qui avait participé à certaines expéditions. Zheng He et son impressionnante flotte ont laissé un souvenir marquant dans plusieurs des pays où ils se sont rendus ; l'amiral est même vénéré comme une divinité dans certains de ces pays.
Si ce sont les expéditions de Zheng He qui ont le plus retenu l'attention des historiens occidentaux, à juste titre en raison de leur ampleur, elles prenaient place dans un ensemble de voyages officiels marquant la suzeraineté des Ming sur plusieurs royaumes d'Asie du Sud-Est et de l'Est : sous le règne de Hongwu, des ambassadeurs des principaux États de ces régions avaient rendu hommage à l'empereur à Nankin, et sous celui de Yongle il en fut de même, jusqu'à un roi de Bornéo qui mourut lors de sa visite à Nankin et y fut inhumé. Le début du règne de Yongle vit les premières expéditions d'eunuques représentant l'empereur, dès 1403. Depuis l'époque des Tang au moins, des réseaux commerciaux avaient été tissés allant de la Chine jusqu'au Moyen-Orient, en passant par les riches cités de l'Asie du Sud-Est et de l'Inde, la Chine exportant en particulier ces céramiques qui étaient considérées comme étant d'une qualité largement supérieure à celle des pays occidentaux. Les marchands musulmans (Arabes et Iraniens) et chinois étaient partie prenante de ces échanges. Les autorités chinoises tentaient plus ou moins de réguler les arrivées de bateaux dans leurs ports, en imposant une limitation des ambassades (ainsi une délégation de deux navires et 200 personnes maximum tous les 10 ans pour le Japon sous Yongle), et des ports d'arrivées uniques pour les bateaux en provenance des pays étrangers où les bureaux douaniers devaient contrôler strictement les venues des étrangers et leur assigner des logements officiels (Ningbo pour le Japon, Quanzhou puis Fuzhou pour les Philippines, Canton pour l'Asie du Sud-Est),. En dépit de ces restrictions, les ambassades étaient l'occasion d'échanges de nombreux objets, et aussi d'entretenir des relations culturelles permettant à la Chine d'affirmer son influence sur ses voisins : les moines bouddhistes japonais qui prenaient part aux ambassades de ce pays furent ainsi d'importants passeurs de l'influence religieuse, artistique et intellectuelle de la Chine sur leur contrée d'origine à cette période.

### Essor des échanges internationaux et commerce de l'argent

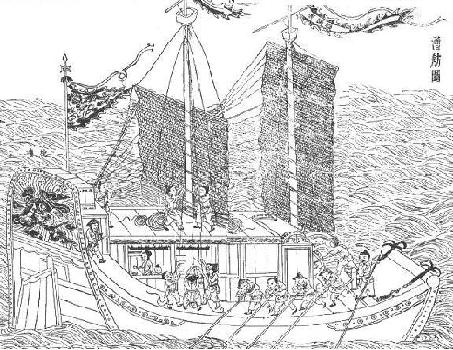
Jonque chinoise à deux mâts, impression de l'encyclopédie Tiangong kaiwu, 1637.

À partir du début du XVIe siècle, les réseaux maritimes entrèrent dans une nouvelle ère. Ils furent animés par une nouvelle dynamique liée à l'arrivée dans l'océan Indien et la mer de Chine méridionale des Européens, d'abord Portugais puis Espagnols (installés à Manille en 1571) et Hollandais de la Compagnie des Indes orientales (implantés à Java puis Taïwan au début du XVIIe siècle). Se constitua alors ce qu'on appelle à la suite de F. Braudel une « économie-monde » dans la vaste région du Sud-Est asiatique, où les réseaux d'échange étaient intenses et entrainèrent une forme d'intégration économique. Dans un ouvrage géographique relatif à cet espace, l'Enquête sur les océans de l'est et de l'ouest (Donxi yang kao), Zhang Xie, un Chinois originaire de la province maritime du Fujian, distinguait alors deux grandes routes : celle de la mer Orientale, reliant sa région d'origine à Taïwan, puis par là les Philippines et également le Japon ; la route de la mer Occidentale, longeant la côte du Viet-Nam pour rejoindre le détroit de Malacca, puis l'océan Indien ou Java.

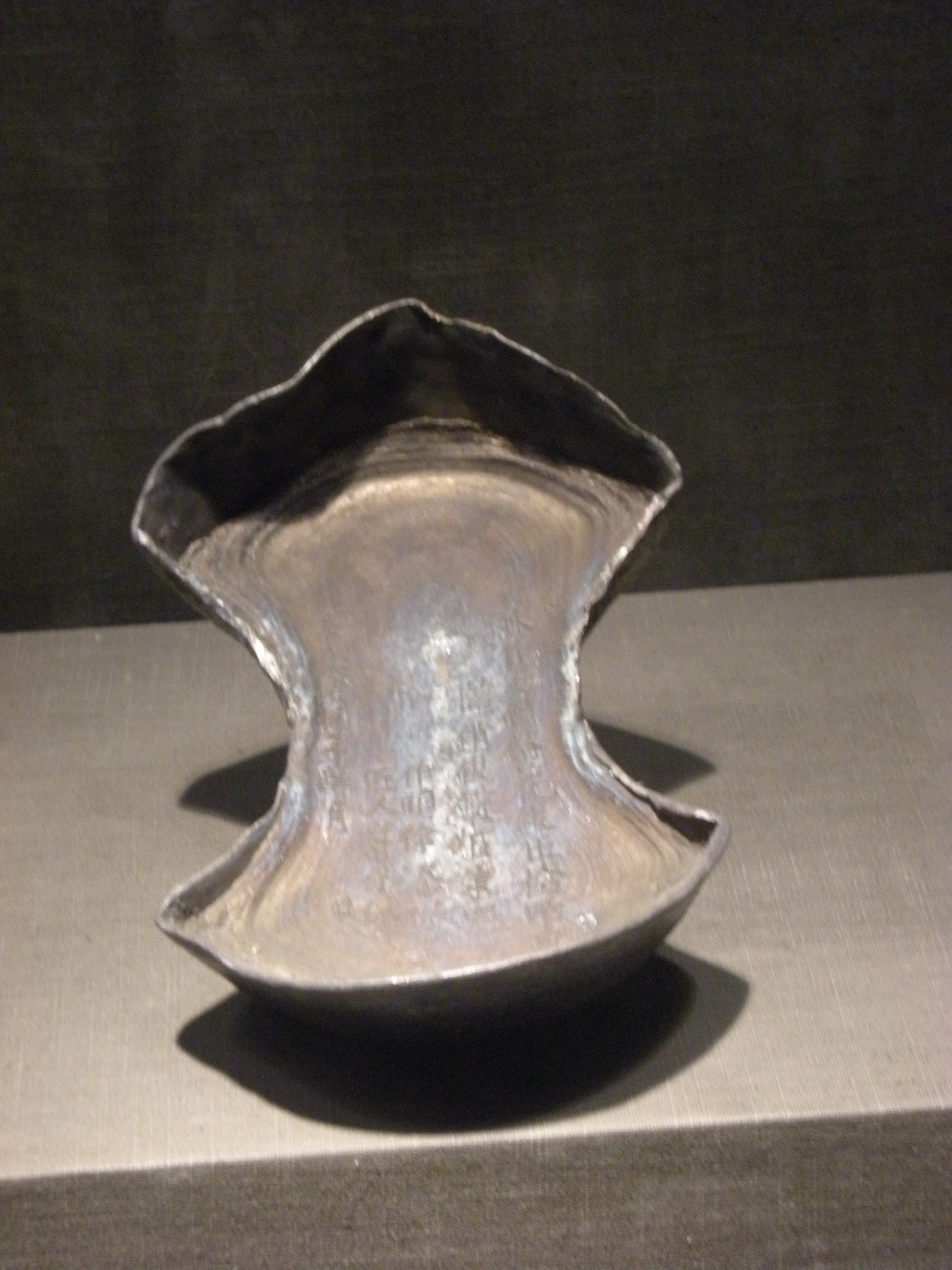
« Lingot » d'argent du début du XVe siècle, issu de la tombe du prince Liang Zhuang, musée de la province du Hubei.

En raison de sa prospérité économique et de la popularité à l'étranger des produits qui sortaient de ses ateliers (avant tout la porcelaine, les soieries et autres étoffes de qualité, des outils en fer, mais aussi de plus en plus du thé), la Chine devint un pôle dominant dans ces réseaux d'échanges. En revanche, si l'empire Ming fit partie de l'« échange colombien » en adoptant la culture de plantes américaines (patate douce, maïs, arachide), les produits manufacturés venant de l'étranger y étaient en général peu prisés, surtout ceux venus d'Europe, à quelques exceptions près (armes à feu). Ce qui était alors le plus désiré, c'était l'argent dont l'économie de l'empire était de plus en plus demandeuse en raison de son essor démographique et économique. Traditionnellement, les Chinois importaient ce métal depuis les mines du Japon, mais avec l'arrivée des Européens l'argent des mines américaines du Mexique et de Bolivie fut introduit en Asie, et devint progressivement majoritaire. Il était introduit indirectement après avoir transité par l'Europe ou bien directement depuis l'Amérique grâce au galion de Manille, qui organisait le commerce maritime entre Acapulco en Nouvelle-Espagne et les Philippines espagnoles. Dans cette île, une forte communauté chinoise était déjà implantée, et grossit avec le développement de Manille. En raison de l'interdit fait aux Européens de commercer en Chine, ce furent les marchands du Fujian qui assurèrent les échanges : ils organisèrent des expéditions devant coïncider avec les arrivées d'argent américain. Ce commerce était profitable pour les deux parties : les produits artisanaux chinois, avant tout la porcelaine, étaient vendus sur les marchés asiatiques à un prix largement inférieur à celui auquel ils l'étaient en Europe, tandis que l'argent était plus cher en Chine qu'en Europe. Il y eut certes des troubles lorsque les galions venus d'Amérique coulèrent avant leur arrivée à Manille, ce qui entraîna deux épisodes de violence conclus par la mort de milliers de Chinois. Mais en général les profits étaient tels que les tensions étaient oubliées, et la Chine de l'époque de Wanli vit affluer l'argent, qui y était alors devenu le métal de transaction principal (au détriment du cuivre ou de la monnaie-papier), et les marchands des ports du Sud chinois purent générer des profits considérables.

### Contrebande et piraterie dans les régions littorales

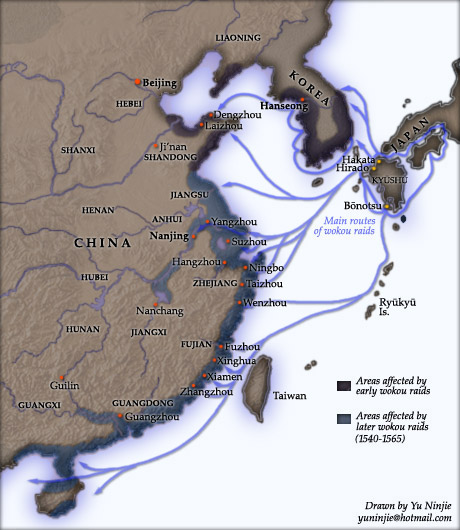
Carte des principales attaques des Wakō en Chine au XVI.

L'essor du commerce maritime posa divers problèmes d'ordre sécuritaire et économique dans les régions côtières. Au XVe siècle encore, les tributaires fournissaient une bonne part des bateaux qui accostaient, mais nombreux étaient ceux qui usurpaient ce statut pour venir profiter du fructueux commerce avec la Chine. Le pouvoir impérial laissa faire, considérant d'abord que le commerce était trop profitable pour que des mesures plus strictes ne s'imposent. Le contrôle du littoral posait d'autres problèmes plus aigus. Dès avant l'époque des Ming, les actes de piraterie étaient courants sur les côtes chinoises, notamment ceux initiés par des pirates d'origine japonaise, les Wakō (Wokou en chinois). En fait assez vite cette nébuleuse intégra des gens de divers horizons, y compris de nombreux Chinois, des Coréens, des Malais, puis des Portugais, etc. Au-delà du brigandage et des maraudages, ces groupes se livraient à la contrebande, et avaient tissé des réseaux commerciaux intégrant des marchands bien établis ainsi que des fonctionnaires corrompus, ce qui permettait de contourner les restrictions imposées par l'État.
Face à la recrudescence des attaques au début du XVIe siècle, l'empereur Jiajing décida la fermeture complète de la frontière maritime (politique dite haijin, « interdiction maritime »), autorisant seulement les navires de pêche à prendre la mer ; en particulier fut visé le Japon dont les ressortissants étaient accusés d'être l'origine des maux, assez souvent avec raison même s'ils ne l'étaient pas complètement. La mesure fut certes efficace dans un premier temps pour limiter les actes violents, mais le commerce maritime était devenu à ce point indispensable que la contrebande se développa amplement, et avec elle la piraterie qui reprit de plus belle pour connaître sa période la plus florissante dans les années 1550-1560. L'un des principaux chefs pirates de cette époque était un ancien marchand chinois du nom de Wang Zhi, établi dans les îles méridionales de l'archipel japonais, qui était devenu un acteur majeur de la contrebande côtière, avant d'être éliminé en 1557. Le développement de la piraterie et du commerce illicite était indissociable de l'essor des échanges maritimes à cette période, et répondait également aux difficultés des populations paysannes et urbaines déclassées, qui venaient grossir les rangs des pirates et contrebandiers. À la mort de Jiajing en 1567, l'interdit commercial fut rapidement abandonné sans que les restrictions ne cessent pour autant. Cela et la vigoureuse réaction des autorités chinoises contre les pirates mit fin à cette grande ère de piraterie, sans toutefois éliminer totalement le problème. À la charnière entre les périodes Ming et Qing, Zheng Zhilong, mit ainsi en place un vaste système de contrebande et de piraterie, en particulier entre le Fujian et le Japon, qu'il dirigeait depuis Taïwan et qui devint une sorte d'empire maritime sous son fils Zheng Chenggong (Koxinga).

### Les Européens en Chine

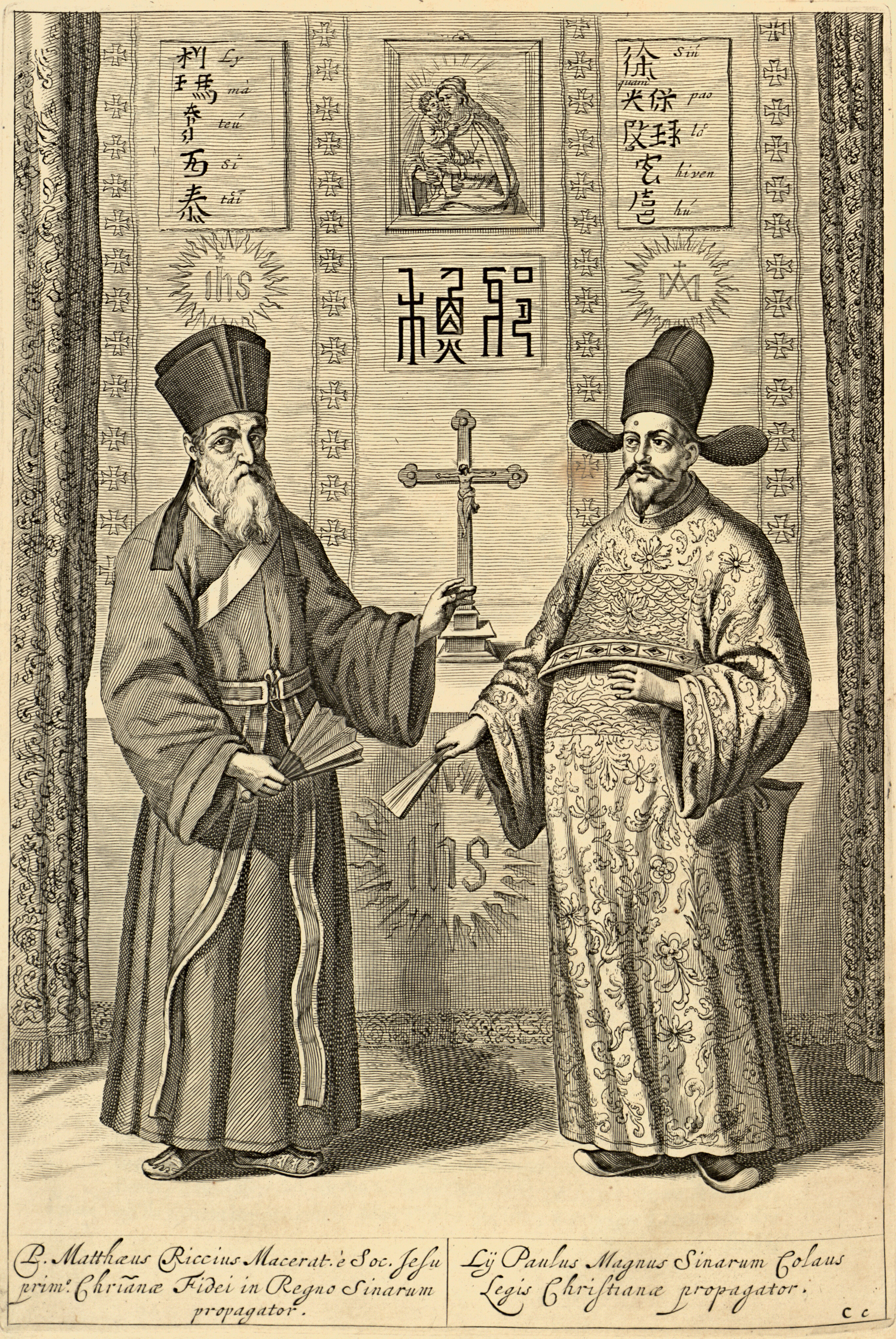
Portraits de Matteo Ricci et de Xu Guangqi. Illustration de l'ouvrage d'Athanasius Kircher, China monumentis illustrata, 1670.

Parmi les étrangers qui entrèrent en contact avec la Chine durant la période Ming, les Européens étaient ceux qui y étaient les moins connus et qui y suscitèrent le plus de curiosité. Les premiers arrivés furent les Portugais, qui se signalèrent à Canton dès 1514-1517, se faisant difficilement accepter par le pouvoir chinois. À force de persévérance, ils réussirent à s'installer à Macao en 1557 et devinrent des acteurs majeurs du commerce régional. Les Espagnols se contentèrent de leur implantation à Manille et du fructueux commerce qui s'y développa avec le concours de marchands chinois. Les Hollandais, ne pouvant accéder aux côtes chinoises, s'implantèrent à Taïwan au XVIIe siècle. Les Chinois reconnurent les qualités de marchands et de navigateurs de ceux qu'ils qualifiaient de « Francs » (Folanji, les Portugais et Espagnols) et de « Barbares aux poils rouges » (Hongmaoyi, les Hollandais) et furent en particulier intéressés par leur maîtrise de l'artillerie, qui dépassait la leur.
Ce fut cependant aux Jésuites et non pas aux marchands, qui se limitaient généralement aux ports, qu'il incomba de donner aux Chinois une idée plus précise de l'Europe. Leur élan missionnaire atteint la Chine dès 1549, et ne se tarit pas par la suite, avec la protection des Portugais qui y voyaient un moyen de mieux pénétrer ce pays, notamment par le biais des convertis au christianisme. Les Italiens Michele Ruggieri (1543-1607) et surtout Matteo Ricci (1552-1610) parvinrent à s'implanter dans l'empire, le second obtenant l'autorisation d'ériger une église à Pékin, la Cathédrale de l'Immaculée-Conception de Pékin, en profitant de la méconnaissance de sa religion par les autorités locales pour les duper (il se fit tantôt passer pour un bouddhiste, tantôt pour un confucianiste, ou pour un tributaire portugais). Il n'en parvint pas pour autant à rencontrer l'empereur Wanli comme il le désirait. Les premières tentatives de conversion furent un échec, les missionnaires et leur religion très étrangère aux traditions chinoises suscitant incompréhension et méfiance, quand ce n'était pas une franche hostilité,. On reconnaît surtout à Ricci et aux autres qui le suivirent (Johann Adam Schall von Bell, Johann Schreck) d'avoir ouvert la voie aux échanges intellectuels entre la Chine et l'Europe. C'est que leurs savoirs intéressaient beaucoup les premiers, et les Jésuites, de par leur solide formation scientifique, purent répondre à leurs attentes. Ricci travailla ainsi avec l'un des plus éminents lettrés qui se soit alors converti au christianisme, Xu Guangqi (Paolo de son nom de baptême) pour traduire en chinois des travaux scientifiques, comme évoqué précédemment. Dans l'autre sens, les Jésuites traduisirent des ouvrages chinois et publièrent des comptes rendus et des dictionnaires, posant les jalons d'une meilleure connaissance de la Chine par l'Europe.

### Histoire de la Chine
- (en) Patricia Buckley Ebrey, Anne Walthall et James B. Palais, East Asia : A Cultural, Social, and Political History, Boston, Houghton Mifflin Company, 2006, 652 p. (ISBN 0-618-13384-4).
- (en) Patricia Buckley Ebrey, The Cambridge Illustrated History of China, Cambridge, Cambridge University Press, 1999, 352 p. (ISBN 0-521-66991-X, lire en ligne).
- (en) John King Fairbank et Merle Goldman, China : A New History; Second Enlarged Edition, Cambridge, The Belknap Press of Harvard University Press, 2006, 560 p. (ISBN 0-674-01828-1, lire en ligne).
- Jacques Gernet, Le Monde chinois, t. 2 : L’époque moderne Xe – XIXe siècles, Paris, Armand Colin, coll. « Pocket », 2006, 378 p. (ISBN 2-266-16133-4).
- Denys Lombard, La Chine impériale, Paris, Presses universitaires de France, coll. « Que-sais-je ? », 1997, 127 p. (ISBN 2-13-044438-5)
- (en) Jonathan D. Spence, The Search For Modern China; Second Edition, New York, W. W. Norton & Company, 1999, 728 p. (ISBN 0-393-97351-4).

### Dynastie Ming
- Timothy Brook (trad. de l'anglais par Odile Demange), Sous l’œil des dragons : La Chine des dynasties Yuan et Ming, Paris, Payot, 2012, 421 p. (ISBN 978-2-228-90804-7).
- (en) Denis Twitchett et Frederick W. Mote (dir.), The Cambridge History of China; Volume 7–8, Cambridge, Cambridge University Press, 1998 (ISBN 0-521-24333-5).
- Gilles Baud-Berthier, Michel Cartier, Didier Gauthier, Jérôme Kerlouégan et Françoise Wang, La vie des Chinois au temps des Ming, Paris, Larousse, coll. « L'histoire au quotidien », 2003, 191 p. (ISBN 2-03-505376-5).
- (en) John Dardess, Ming China, 1368–1644 : A Concise History of a Resilient Empire, Lanham, Rowman and Littlefield, 2012, 155 p. (ISBN 978-1-4422-0491-1, lire en ligne)

### Société et économie
- (en) Timothy Brook, The Confusions of Pleasure : Commerce and Culture in Ming China, Berkeley, University of California Press, 1998, 320 p. (ISBN 0-520-22154-0, lire en ligne).
- Timothy Brook (trad. de l'anglais par Odile Demange), Le chapeau de Vermeer : Le XVIIe siècle à l'aube de la mondialisation, Paris, Payot & Rivages, coll. « Petite bibliothèque Payot », 2012, 421 p. (ISBN 978-2-228-90804-7).
- (en) William S. Atwell, « Time, Money, and the Weather: Ming China and the “Great Depression” of the Mid-Fifteenth Century », The Journal of Asian Studies, vol. 61, no 1,‎ 2002, p. 83-113.
- (en) Ping-ti Ho, Studies on the Population of China : 1368–1953, Cambdrige, Harvard University Press, 1959 (ISBN 0-231-03801-1).
- (en) Jonathan Lipman, Familiar Strangers : A History of Muslims in Northwest China, Seattle, University of Washington Press, 1998.
- (en) William Charles White, The Chinese Jews (Vol. 1–3), New York, Paragon Book Reprint Corporation, 1966.
- Pierre-Étienne Will, « Le contrôle de l’excès de pouvoir sous la dynastie des Ming », dans Mireille Delmas-Marty et Pierre-Étienne Will (dir.), La Chine et la démocratie. Tradition, droit, institutions, Paris, Fayard, 2007 (ISBN 978-2-213-63148-6), p. 111-156
- Jérôme Kerlouégan, « De l'expansion au recentrement : la Chine et son monde », dans Patrick Boucheron (dir.), Histoire du monde au XVe siècle, Paris, Fayard, 2009, p. 619-635
- (en) Richard von Glahn, The Economic History of China : From Antiquity to the Nineteenth Century, Cambridge, Cambridge University Press, 2016

### Vie intellectuelle et artistique
- Anne Cheng, Histoire de la pensée chinoise, Paris, éditions du Seuil, coll. « Points Essais », 2002 (1re éd. 1997).
- Danielle Elisseeff, Histoire de l'art : De la Chine des Song (960) à la fin de l'Empire (1912), Paris, École du Louvre, Éditions de la Réunion des Musées Nationaux (Manuels de l'École Louvre), 2010, 381 p. (ISBN 978-2-7118-5520-9).
- Jacques Gernet, Société et pensée chinoises aux XVIe et XVIIe siècles : résumés des cours et séminaires au Collège de France, Chaire d'histoire intellectuelle et sociale de la Chine, 1975-1992, Paris, Fayard - Collège de France, 2007, 201 p. (ISBN 978-2-213-63424-1)
- André Lévy (dir.), Dictionnaire de littérature chinoise, Paris, Presses universitaires de France, coll. « Quadrige », 2000 (1re éd. 1994)
- (en) Kang-I Chang, « Literature of the early Ming to mid-Ming (1375–1572) », dans Kang-i Sun Chang et Stephen Owen (dir.), The Cambridge History of Chinese Literature, Volume II: From 1375, Cambridge, Cambridge University Press, 2010, p. 1-62
- (en) Tina Lu, « The literary culture of the late Ming (1573–1644) », dans Kang-i Sun Chang et Stephen Owen (dir.), The Cambridge History of Chinese Literature, Volume II: From 1375, Cambridge, Cambridge University Press, 2010, p. 63-151
- (en) Craig Clunas et Jessica Harrison-Hall (dir.), Ming : 50 Years that Changed China, Londres, British Museum, 2014

### Sciences et techniques
- (en) Peter M. Engelfriet, Euclid in China : The Genesis of the First Translation of Euclid's Elements in 1607 & Its Reception Up to 1723, Leiden, Éditions Brill, 1998, 488 p. (ISBN 90-04-10944-7, lire en ligne).
- (en) Fritz A. Kuttner, « Prince Chu Tsai-Yü's Life and Work: A Re-Evaluation of His Contribution to Equal Temperament Theory », Ethnomusicology, vol. 19, no 2,‎ mai 1975, p. 163–206.
- (en) Joseph Needham, Science and Civilization in China : Volume 3, Mathematics and the Sciences of the Heavens and the Earth, Taipei, Caves Books, Ltd, 1986.
- (en) Joseph Needham, Science and Civilization in China : Volume 4, Physics and Physical Technology, Part 2, Mechanical Engineering, Taipei, Caves Books, Ltd, 1986.
- (en) Joseph Needham, Science and Civilization in China : Volume 4, Physics and Physical Technology, Part 3, Civil Engineering and Nautics, Taipei, Caves Books, Ltd, 1986.
- (en) Joseph Needham, Science and Civilization in China : Volume 5, Chemistry and Chemical Technology, Part 7, Military Technology; the Gunpowder Epic, Taipei, Caves Books, Ltd, 1986.
- (en) Joseph Needham, Science and Civilization in China : Volume 6, Biology and Biological Technology, Part 2 : Agriculture, Taipei, Caves Books, Ltd, 1986.
- (en) Yingxing Song (trad. E-Tu Zen Sun et Shiou-Chuan Sun), T'ien-Kung K'ai-Wu : Chinese Technology in the Seventeenth Century, University Park, Pennsylvania State University Press, 1966 (ISBN 0-231-03801-1).
- Robert K.G. Temple (trad. de l'anglais), Quand la Chine nous précédait : 3000 ans de découvertes et d'inventions chinoises, Paris, Bordas, 1987, 254 p. (ISBN 2-04-012948-0)
- (en) H.C. Wong, « China's Opposition to Western Science during Late Ming and Early Ch'ing », Isis, vol. 54, no 1,‎ 1963, p. 29–49.